# Districtes de Turquia
Les 81 províncies de Turquia es divideixen en 957 districtes (turc: ilçeler; sing. ilçe). En els primers anys de la República turca i abans en l'Imperi Otomà, la unitat equivalent era el kaza. Un districte pot ocupar àrees rurals i urbanes al mateix temps. Un districte és administrat per un «subgovernador» anomenado kaymakam que és responsable davant del governador de la província. Cada municipi (belediye) en la zona urbana (belde) d'un districte és una divisió administrativa subjecte a eleccions en funció de la província.

Districtes de Turquia

Cada districte (incloent-hi el districte central) correspon a una àrea específica dins de la província.
Tots els centres de districte tenen municipis, encapçalats per un alcalde elegit, que administra una àrea de municipi definida (normalment unida amb la zona urbana) per a matèries municipals definides. Un cert nombre creixent d'assentaments, que són a fora dels centres de districte, tenen municipis també, normalment perquè la seva població en demana un. Aquests són anomenats (també) belde. No han esdevingut (encara) centres de districte perquè n'hi ha un molt a prop, o a causa d'altres raons. Un belde té un alcalde (responsable de la seva zona municipal), però no un caimacan, i depèn administrativament del centre de districte del districte dins dels límits del qual se situa.
A la part inferior, hi ha pobles, que han elegit mukhtars que tenen cura de matèries administratives específiques com ara la gestió del padró municipal. A més, cada barri (mahalle) d'un centre de districte i belde té un mukhtar també, també per a qüestions administratives específiques. La designació difereix una mica difereix (köy mukhtar per a poble mukhtar, mahalle mukhtar per a muhtar de barri) i també les tasques, que són en gran part similars però estan adaptades a la seva localitat.
En alguns casos, un belde ha esdevingut més gran que el centre de districte de què depèn, i un centre de districte ha esdevingut més gran que el districte central de què depèn (i molts altres centres de districte). Finalment, cal esmentar la figura del büyükşehir belediyesi (o municipi més gran) per a metròpolis com Istanbul o Esmirna, una entitat administrativa superior, al capdavant de la qual hi trobem un alcalde, elegit democràticament, que supervisa un cert nombre de municipis i alcaldes.
Els districtes i les seves poblacions (a 31 de desembre de 2008) són els que apareixen a la següent llista, classificats per regió i per província (el districte de la capital apareix en negreta):
Tanmateix, caldria esmentar que, a les 16 províncies amb municipis més grans, la població total de la província no és igual a la suma de totes les poblacions dels districtes. En municipis més grans aproximadament (en el d'İstanbul i Kocaeli completament) els districtes són dins de la capital. Aquells districtes que són interurbans es mostren com a " (districte central) ". La població dels districtes centrals també es mostra en negreta pel que fa a la capital. Així en municipis més grans, la població real de la província és la suma de totes les poblacions dels districte, excepte la ciutat capital que apareix en negreta. (Això és cert només per als 16 municipis més grans; Adana, Ankara, Antalya, Bursa, Diyarbakır, Erzurum, Eskişehir, Gaziantep, İstanbul, Esmirna, Kayseri, Kocaeli, Konya, Mersin, Sakarya, Samsun. Per a les 65 províncies restants la població que figura en cada districte, sumada, dona com a resultat la població total de la província).

## Regió de l'Egeu

### Província d'Esmirna
- Total: 3.795.978
  - Esmirna: 3.300.878

Districtes d'Esmirna

  - Karabağlar: 413.159 (districte central)
  - Konak: 411.112 (districte central)
  - Buca: 407.526 (districte central)
  - Bornova: 399.023 (districte central)
  - Bayraklı: 303.816 (districte central)
  - Karşıyaka: 296.031 (districte central)
  - Çiğli: 153.508 (districte central)
  - Ödemiş: 128.797
  - Menemen: 125.478 (districte central)
  - Torbalı: 121.963 (districte central)
  - Gaziemir: 112.149 (districte central)
  - Bergama: 100.671
  - Kemalpaşa: 87.147 (districte central)
  - Tire: 77.015
  - Balçova: 76.219 (districte central)
  - Menderes: 68.029 (districte central)
  - Aliağa: 62.258 (districte central)
  - Narlıdere: 59.161 (districte central)
  - Urla: 49.774 (districte central)
  - Kiraz: 44.830
  - Bayındır: 41.965 (districte central)
  - Selçuk: 34.459 (districte central)
  - Çeşme: 31.968
  - Dikili: 30.863
  - Foça: 29.018 (districte central)
  - Kınık: 28.337
  - Seferihisar: 26.945 (districte central)
  - Güzelbahçe: 22.138 (districte central)
  - Güzelbahçe: 22.138 (districte central)
  - Beydağ: 13.395
  - Karaburun: 9.224

### Província de Manisa
- Total: 1.316.750

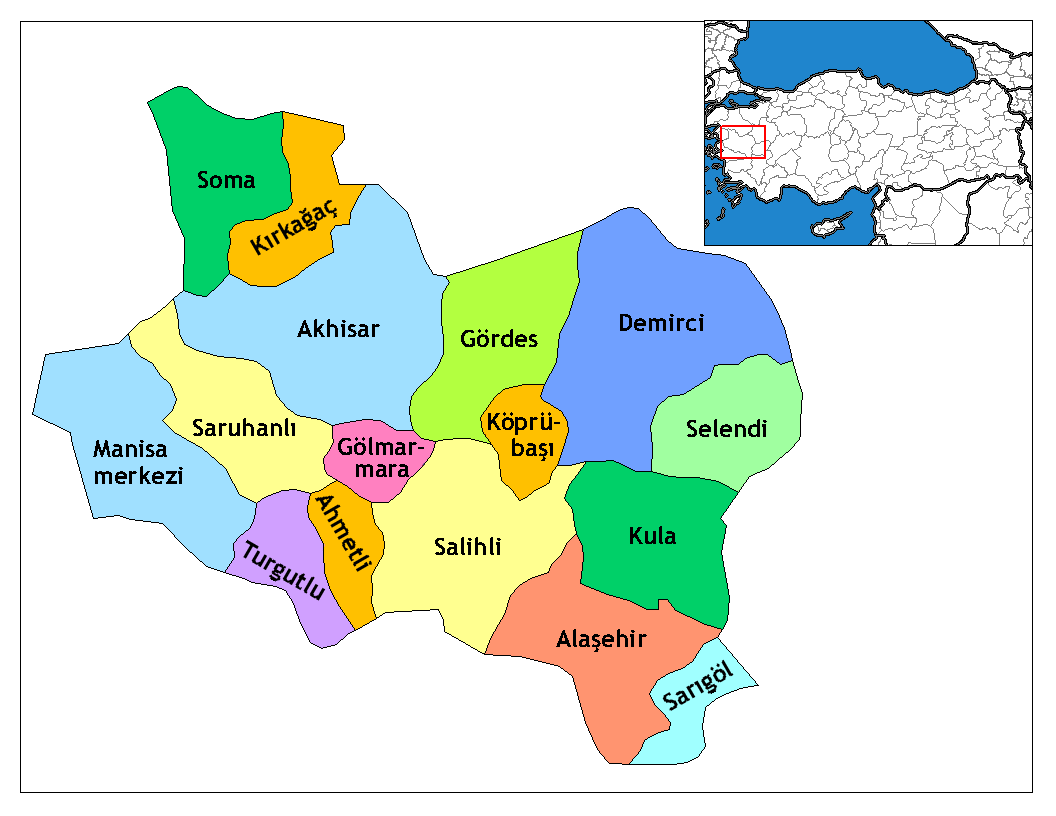
Districtes de Manisa

  - Manisa: 329.675 (districte central)
  - Ak Hisar: 158.455
  - Salihli: 156.689
  - Turgutlu: 139.897
  - Soma: 100.240
  - Alaşehir: 98.543
  - Saruhanlı: 58.149
  - Demirci: 50.539
  - Kula: 48.009
  - Kırkağaç: 41.964
  - Sarıgöl: 35.983
  - Gördes: 32.500
  - Selendi: 23.896
  - Ahmetli: 16.166
  - Gölmarmara: 16.014
  - Köprübai: 10.031

### Província d'Aydın
- Total: 965.500

Districtes d'Aydın

  - Aydın: 235.376 (districte central)
  - Nazilli: 143.627
  - Söke: 115.490
  - Kuşadası: 78.793
  - Çine: 53.694
  - Didim: 50.941
  - Germencik: 43.524
  - İncirliova: 42.293
  - Bozdoğan: 36.445
  - Kuyucak: 29.891
  - Köşk: 27.168
  - Koçarlı: 27.071
  - Karacasu: 21.089
  - Sultanhisar: 21.077
  - Yenipazar: 13.615
  - Buharkent: 12.705
  - Karpuzlu: 12.701

### Província de Denizli
- Total: 917.836

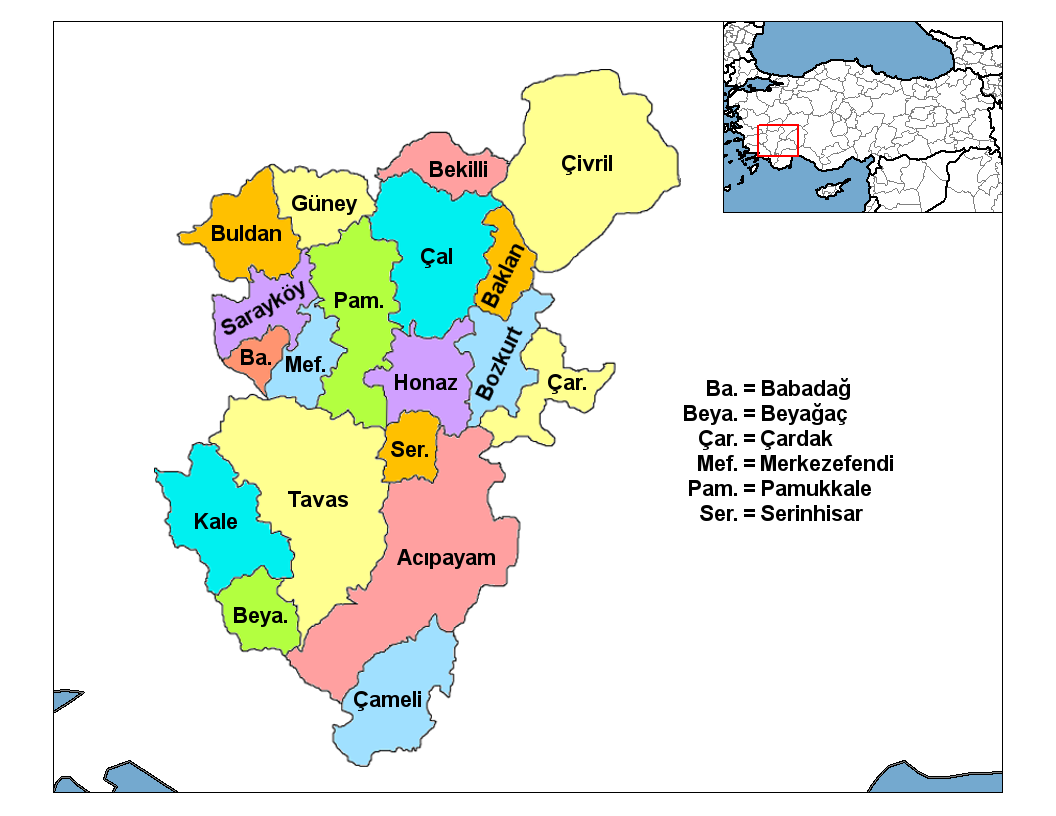
Districtes de Denizli

  - Denizli: 508.870 (districte central)
  - Çivril: 61.601
  - Acıpayam: 58.560
  - Tavas: 51.891
  - Sarayköy: 30.310
  - Honaz: 29.146
  - Buldan: 27.194
  - Çal: 23.339
  - Kale: 22.006
  - Çameli: 20.424
  - Serinhisar: 15.464
  - Güney: 11.889
  - Bozkurt: 11.747
  - Çardak: 9.637
  - Bekilli: 8.322
  - Babadağ: 7.844
  - Beyağaç: 7.304
  - Baklan: 6.679
  - Akköy: 5.609

### Província de Muğla
- Total: 791.424
  - Fethiye: 181.415
  - Milas: 123.501
  - Bodrum: 114.498

Districtes de Muğla

  - Muğla: 92.328 (districte central)
  - Marmaris: 76.820
  - Yatağan: 46.103
  - Ortaca: 40.649
  - Dalaman: 32.367
  - Köyceğiz: 32.347
  - Ula: 24.219
  - Datça: 16.008
  - Kavaklıdere: 11.169

### Província d'Afyonkarahisar
- Total: 697.365

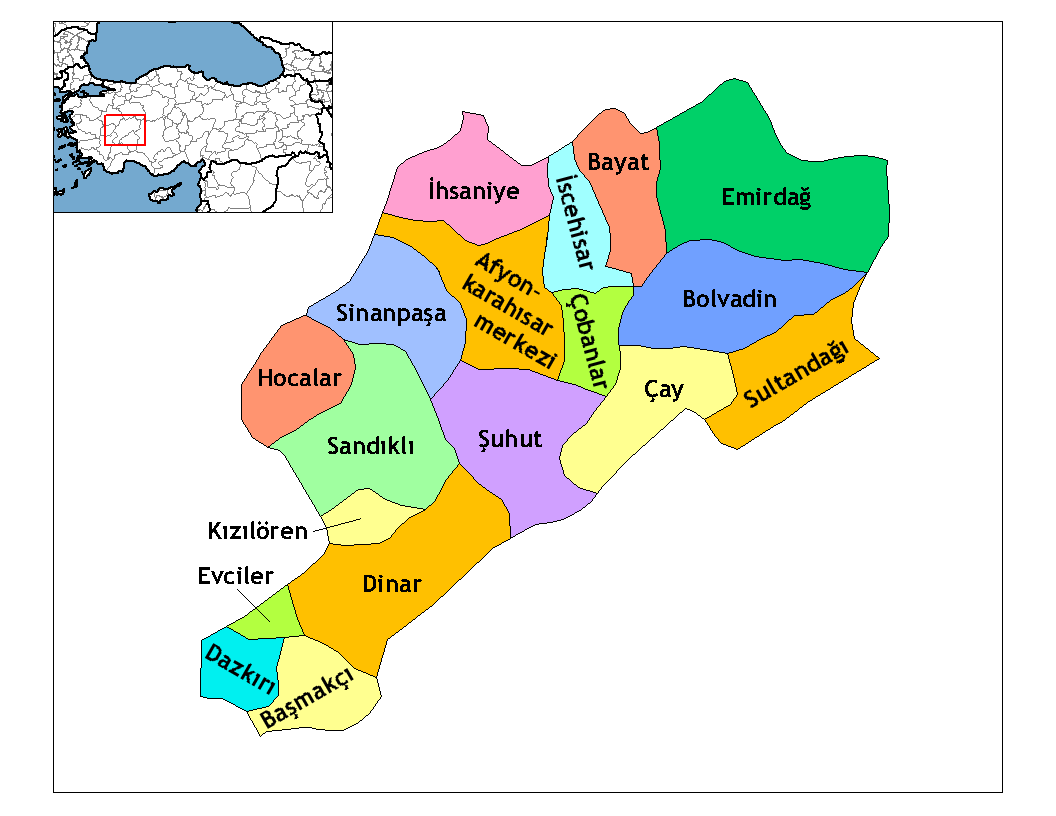
Districtes d'Afyonkarahisar

  - Afyonkarahisar: 238.408 (districte central)
  - Sandıklı: 61.422
  - Dinar: 49.575
  - Bolvadin: 45.751
  - Emirdağ: 43.706
  - Sinanpaşa: 43.236
  - Şuhut: 40.072
  - Çay: 34.943
  - İhsaniye: 30.055
  - İscehisar: 23.804
  - Sultandağı: 19.007
  - Çobanlar: 13.389
  - Hocalar: 11.409
  - Dazkırı: 11.113
  - Başmakçı: 11.033
  - Bayat: 8.599
  - Evciler: 8.483
  - Kızılören: 3.360

### Província de Kütahya
- Total: 565.884

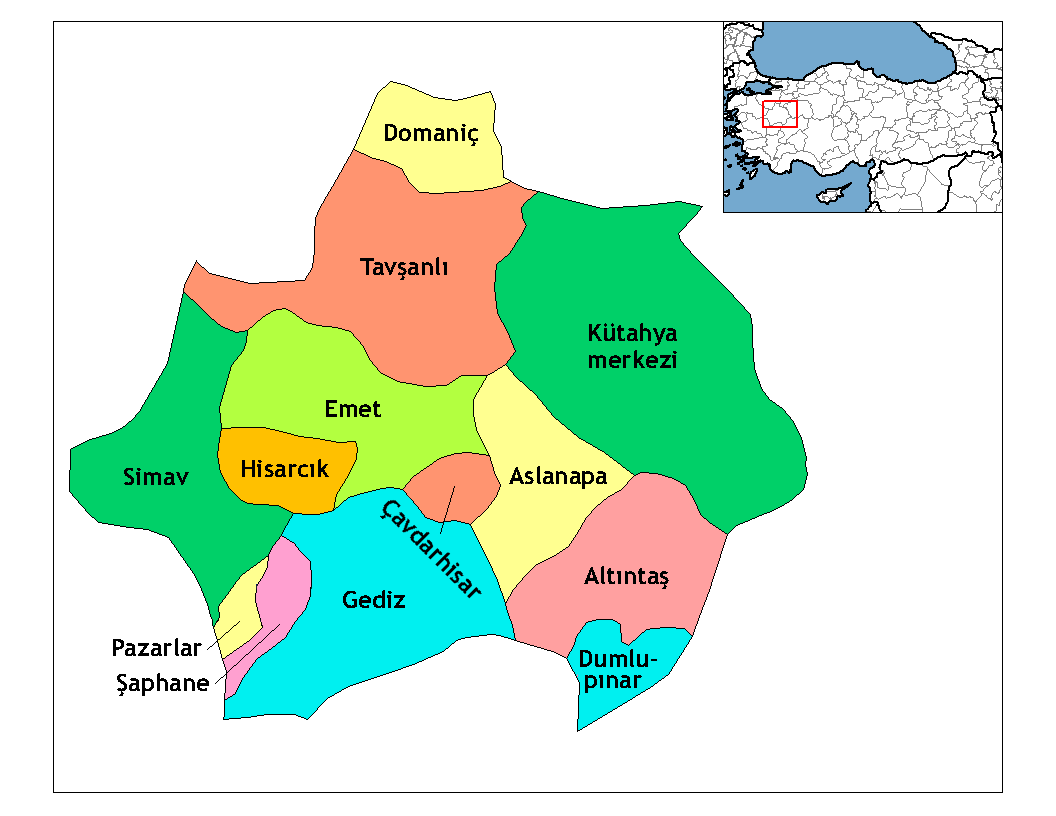
Districtes de Kütahya

  - Kütahya: 226.931 (districte central)
  - Tavşanlı: 99.592
  - Simav: 73.182
  - Gediz: 52.834
  - Emet: 23.892
  - Altıntaş: 19.491
  - Domaniç: 17.429
  - Hisarcık: 14.840
  - Aslanapa: 11.648
  - Çavdarhisar: 8.661
  - Şaphane: 7.554
  - Pazarlar: 6.529
  - Dumlupınar: 3.301

### Província d'Uşak
- Total: 334.111

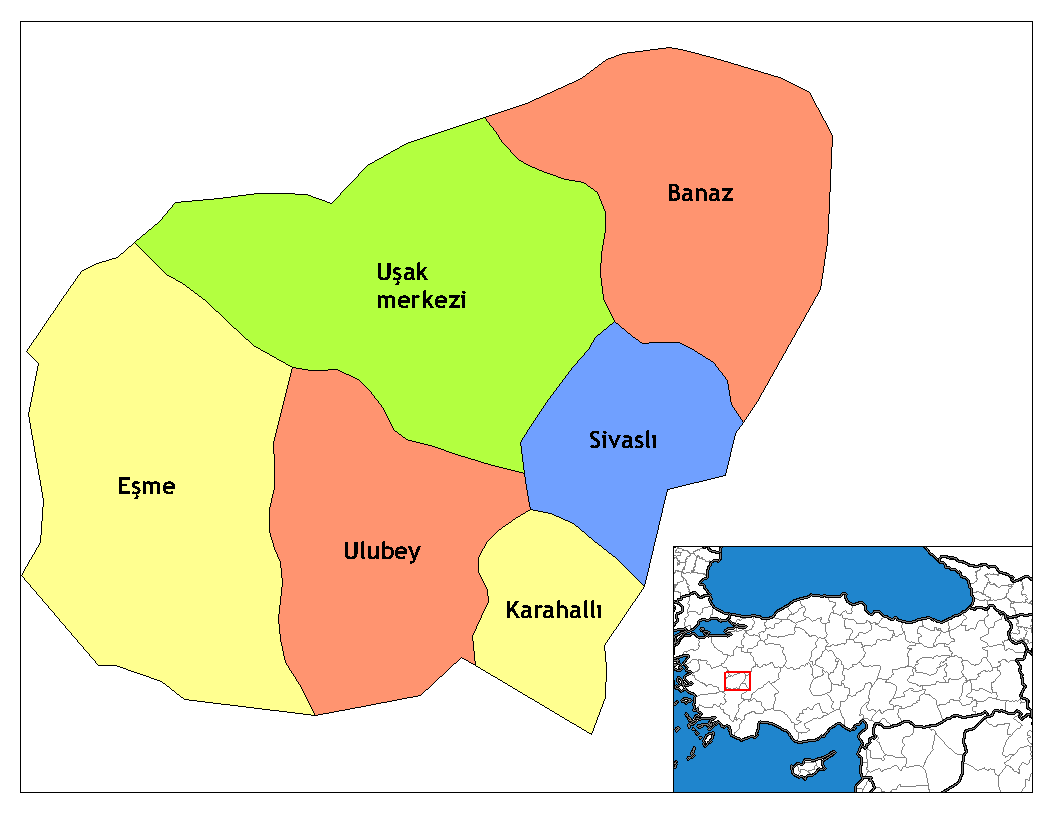
Districtes d'Uşak

  - Uşak: 209.912 (districte central)
  - Banaz: 38.393
  - Eşme: 36.370
  - Sivaslı: 21.658
  - Sivasli: 21.658
  - Ulubey: 15.276
  - Karahallı: 12.502

## Regió de la Mar Negra

### Província de Samsun
- Total: 1.233.677
  - Samsun: 546.940

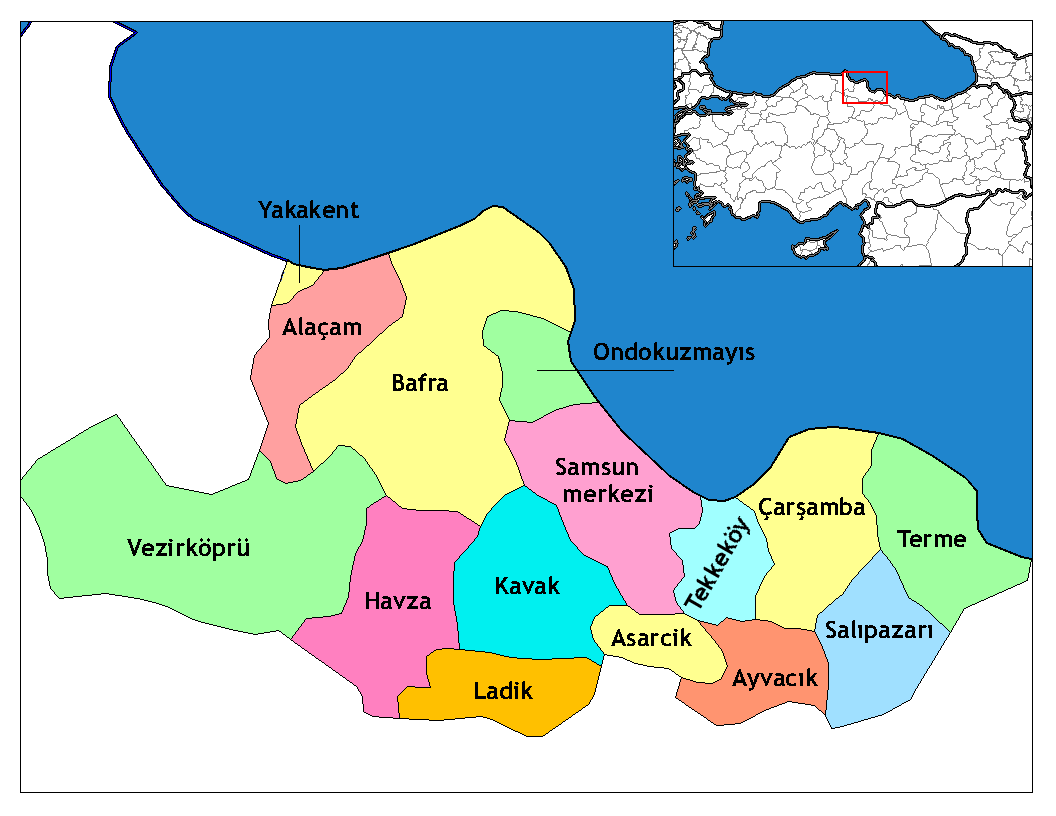
Districtes de Samsun

  - İlkadım: 303.202 (districte central)
  - Bafra: 144.483
  - Çarşamba: 138.290
  - Atakum: 107.953 (districte central)
  - Vezirköprü: 106.580
  - Canik: 86.290 (districte central)
  - Terme: 77.517
  - Tekkeköy: 49.495
  - Havza: 47.398
  - Alaçam: 31.066
  - Ayvacık: 25.867
  - Ondokuzmayıs: 24.808
  - Kavak: 22.303
  - Salıpazarı: 21.350
  - Asarcık: 18.942
  - Ladik: 18.438
  - Yakakent: 9.695

### Província de Trabzon
- Total: 748.982

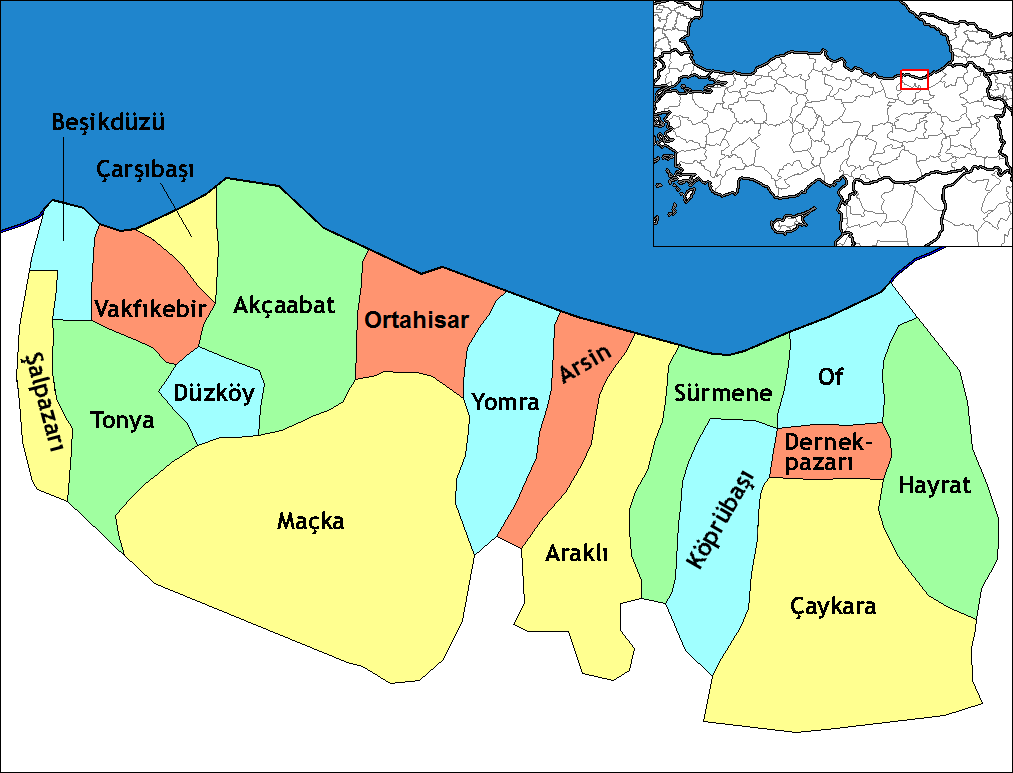
Districtes de Trabzon

  - Trabzon: 283.509 (districte central)
  - Akçaabat: 108.151
  - Araklı: 50.539
  - Of: 42.324
  - Yomra: 31.338
  - Arsin: 29.704
  - Sürmene: 29.191
  - Maçka: 26.984
  - Vakfıkebir: 26.670
  - Beşikdüzü: 21.517
  - Tonya: 16.766
  - Düzköy: 16.335
  - Çarşıbaşı: 16.301
  - Çaykara: 16.268
  - Şalpazarı: 12.745
  - Hayrat: 10.944
  - Köprübaşı: 5.899
  - Dernekpazarı: 3.797

### Província d'Ordu
- Total: 719.278

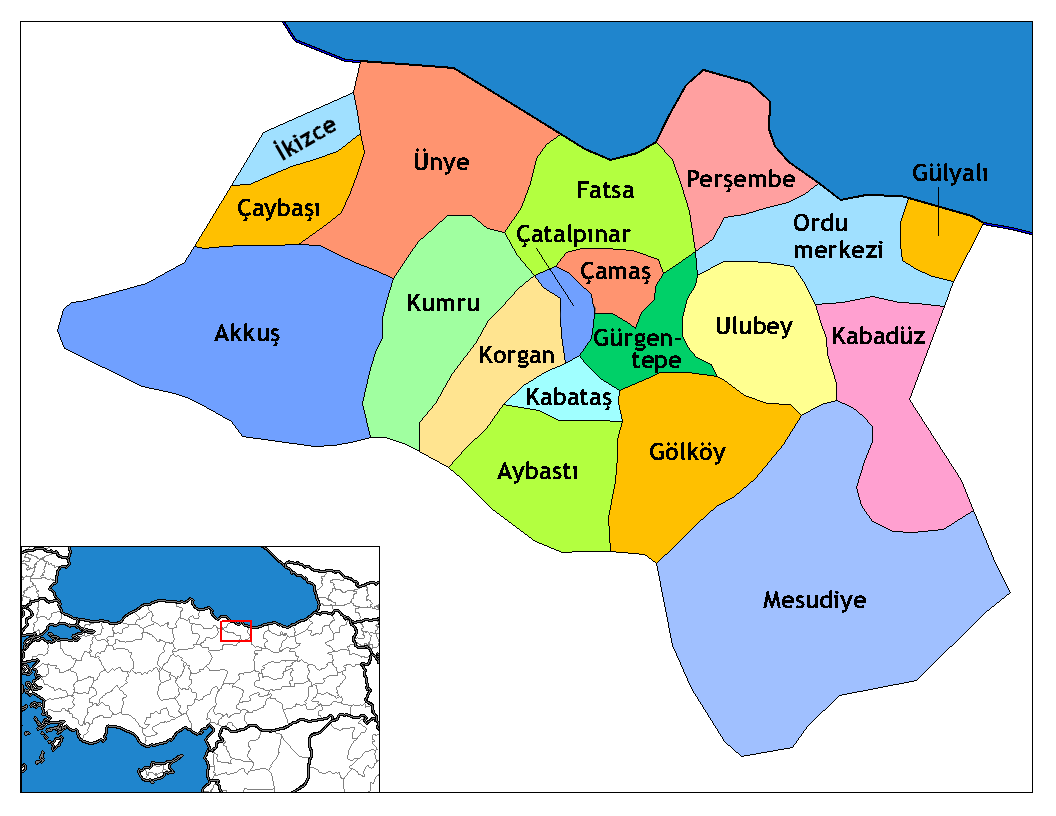
Districtes d'Ordu

  - Ordu: 168.765 (districte central)
  - Ünye: 113.122
  - Fatsa: 97.124
  - Gölköy: 36.576
  - Perşembe: 34.052
  - Korgan: 33.798
  - Kumru: 32.914
  - Akkuş: 32.178
  - Aybastı: 25.824
  - Ulubey: 20.325
  - İkizce: 19.114
  - Gürgentepe: 18.147
  - Çatalpınar: 16.403
  - Çaybaşı: 15.089
  - Kabataş: 13.659
  - Mesudiye: 13.501
  - Çamaş: 11.654
  - Kabadüz: 8.562
  - Gülyalı: 8.471

### Província de Zonguldak
- Total: 619.151

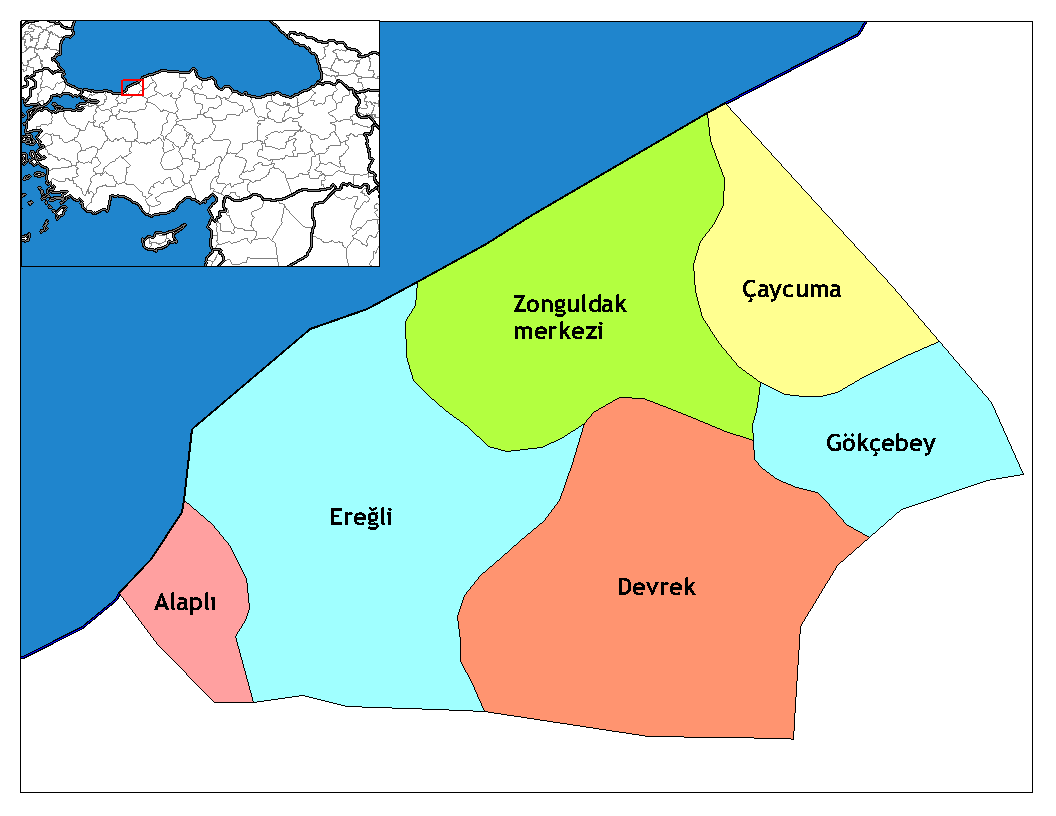
Districtes de Zonguldak

  - Zonguldak: 213.992 (districte central)
  - Ereğli: 174.283
  - Çaycuma: 97.528
  - Devrek: 61.897
  - Alaplı: 47.339
  - Gökçebey: 24.112

### Província de Tokat
- Total: 617.158

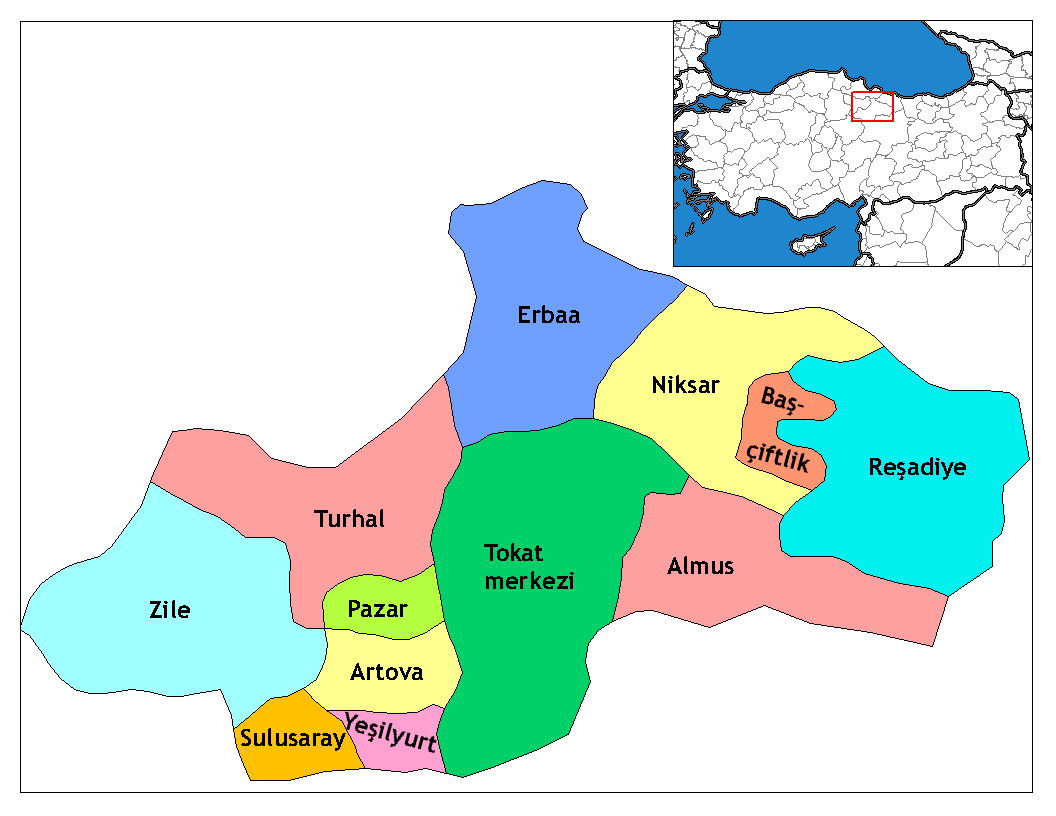
Districtes de Tokat

  - Tokat: 176.564 (districte central)
  - Erbaa: 96.059
  - Turhal: 87.826
  - Zile: 67.224
  - Niksar: 64.076
  - Reşadiye: 42.952
  - Almus: 29.136
  - Pazar: 15.261
  - Yeşilyurt: 11.817
  - Artova: 10.770
  - Sulusaray: 9.863
  - Başçiftlik: 5.610

### Província de Çorum
- Total: 545.444

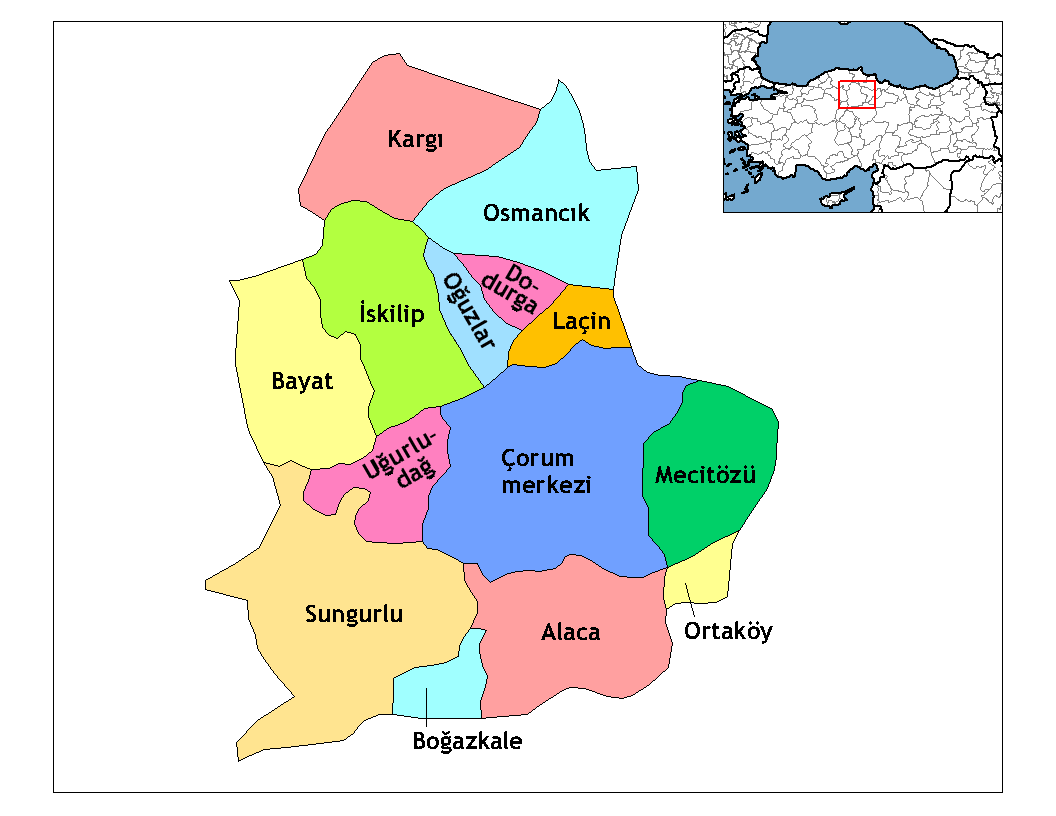
Districtes de Çorum

  - Çorum: 248.109 (districte central)
  - Sungurlu: 62.939
  - Osmancık: 45.052
  - İskilip: 40.916
  - Alaca: 39.738
  - Bayat: 25.485
  - Mecitözü: 20.199
  - Kargı: 16.583
  - Ortaköy: 10.725
  - Uğurludağ: 8.343
  - Dodurga: 7.909
  - Oğuzlar: 7.733
  - Laçin: 6.371
  - Boğazkale: 5.342

### Província de Giresun
- Total: 421.766

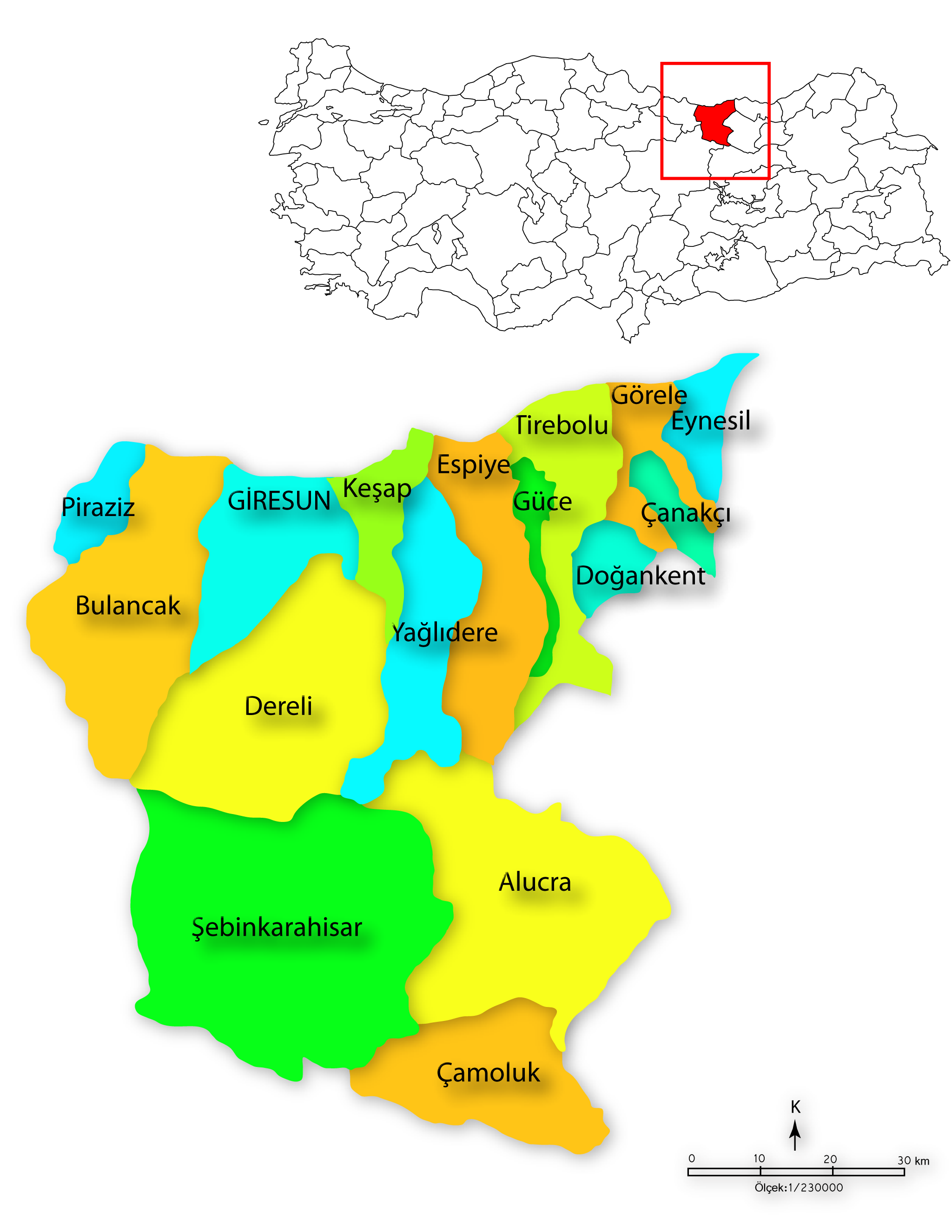
Districtes de Giresun

  - Giresun: 116.310 (districte central)
  - Bulancak: 59.857
  - Espiye: 31.262
  - Görele: 30.232
  - Tirebolu: 29.439
  - Şebinkarahisar: 22.335
  - Dereli: 22.124
  - Keşap: 20.847
  - Yağlıdere: 19.281
  - Piraziz: 14.834
  - Eynesil: 14.739
  - Alucra: 9.032
  - Güce: 8.839
  - Çamoluk: 7.822
  - Çanakçı: 7.763
  - Doğankent: 7.050

### Província de Kastamonu
- Total: 360.424

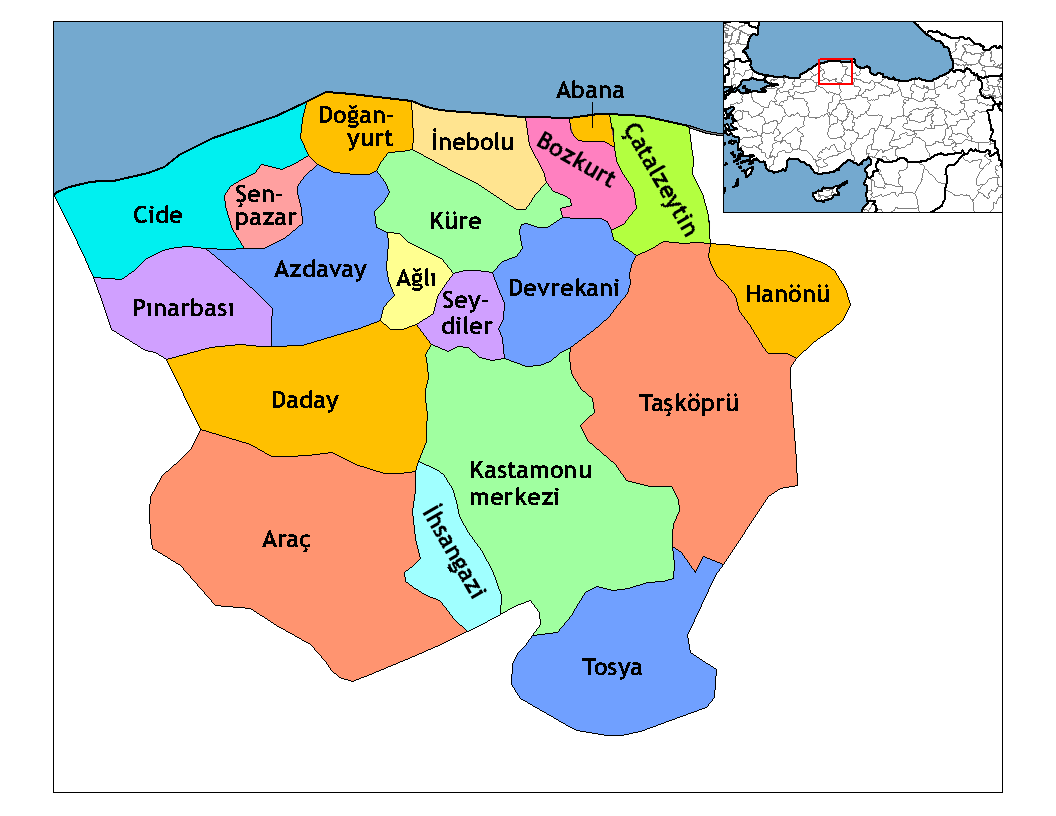
Districtes de Kastamonu

  - Kastamonu: 115.871 (districte central)
  - Taşköprü: 40.939
  - Tosya: 40.930
  - İnebolu: 24.144
  - Araç: 20.598
  - Cide: 20.589
  - Devrekani: 13.786
  - Daday: 10.240
  - Bozkurt: 9.082
  - Doğanyurt: 8.613
  - Azdavay: 7.787
  - Küre: 7.517
  - Çatalzeytin: 7.379
  - İhsangazi: 6.181
  - Şenpazar: 5.571
  - Pınarbaşı: 5.263
  - Seydiler: 4.365
  - Hanönü: 4.342
  - Abana: 3.900
  - Ağlı: 3.327

### Província de Düzce
- Total: 328.611

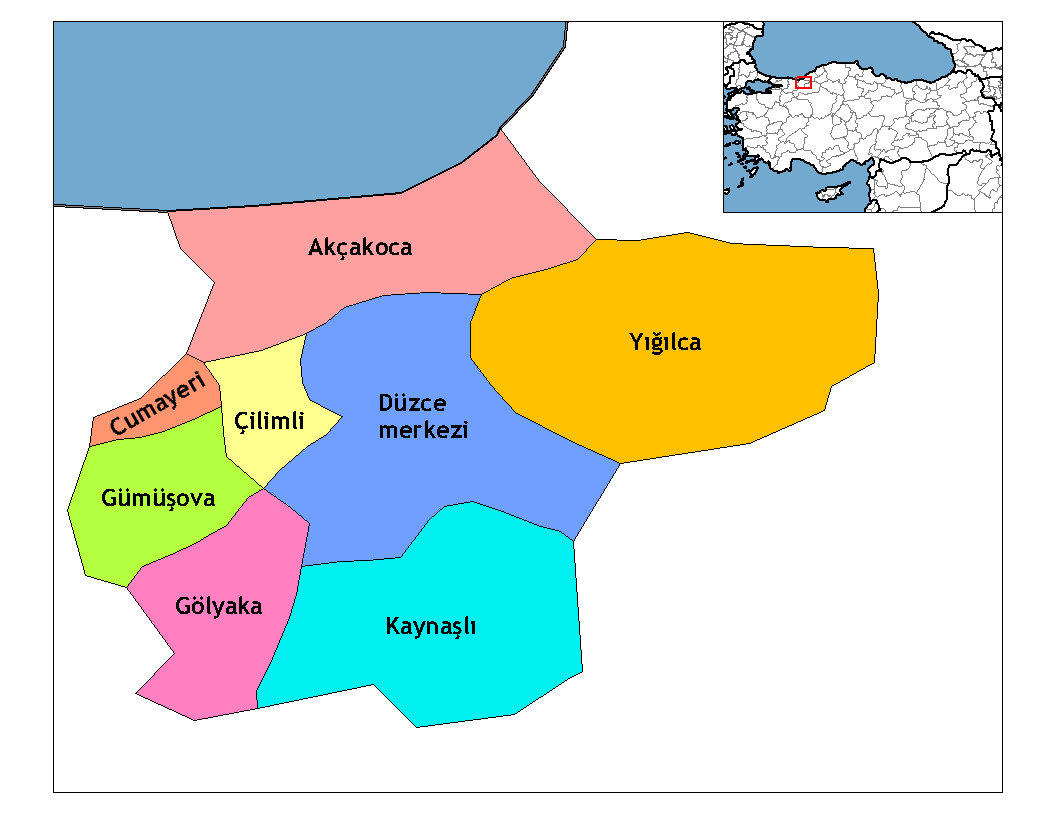
Districtes de Düzce

  - Düzce: 186.567 (districte central)
  - Akçakoca: 38.451
  - Kaynaşlı: 20.713
  - Gölyaka: 20.230
  - Yığılca: 18.478
  - Çilimli: 16.378
  - Gümüşova: 14.884
  - Cumayeri: 12.910

### Província d'Amasya
- Total: 323.675

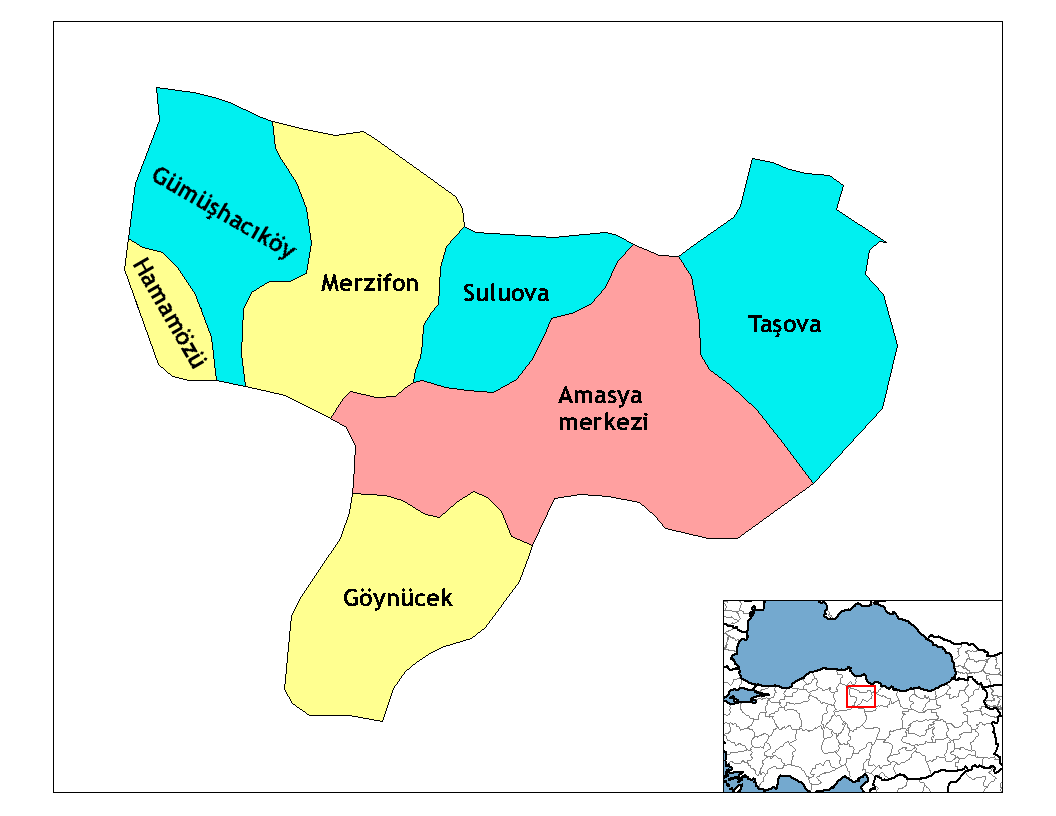
Districtes d'Amasya

  - Amasya: 128.703 (districte central)
  - Merzifon: 69.035
  - Suluova: 47.955
  - Taşova: 34.427
  - Gümüşhacıköy: 25.823
  - Göynücek: 13.062
  - Hamamözü: 4.670

### Província de Rize
- Total: 319.410

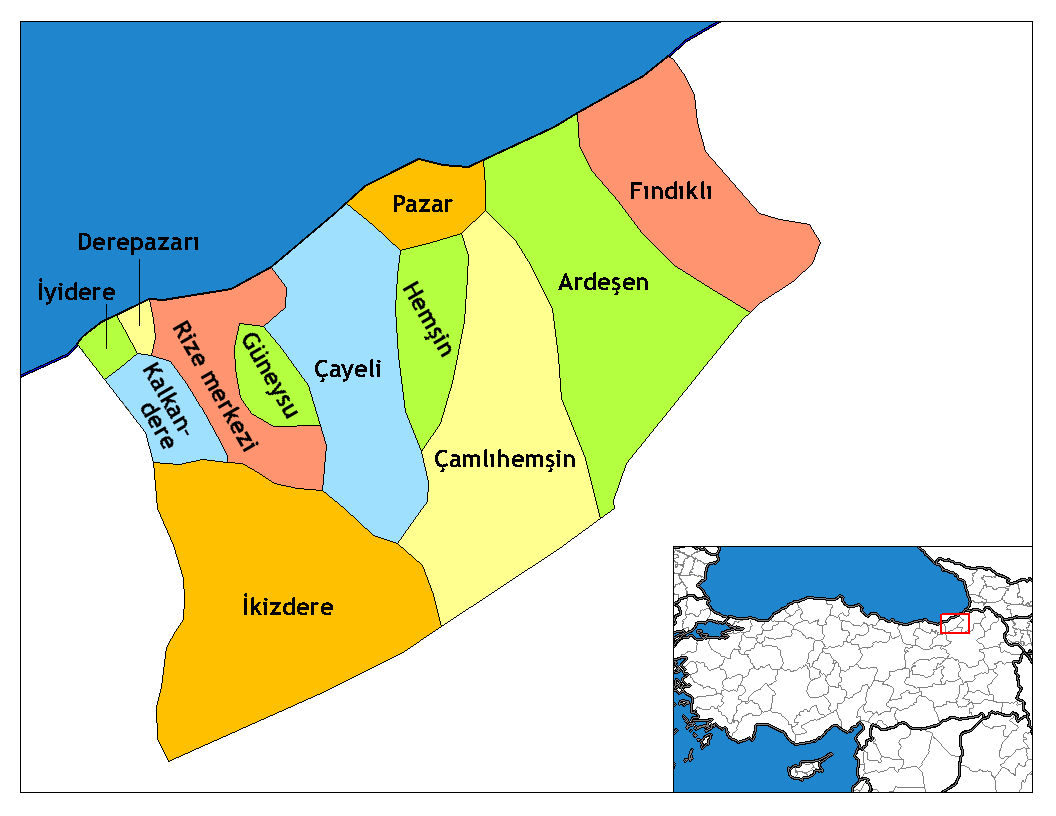
Districtes de Rize

  - Rize: 132.123 (districte central)
  - Çayeli: 42.282
  - Ardeşen: 39.001
  - Pazar: 30.203
  - Fındıklı: 15.801
  - Güneysu: 13.585
  - Kalkandere: 13.086
  - İyidere: 8.944
  - Derepazarı: 8.660
  - Çamlıhemşin: 6.747
  - İkizdere: 6.504
  - Hemşin: 2.474

### Província de Bolu
- Total: 268.882

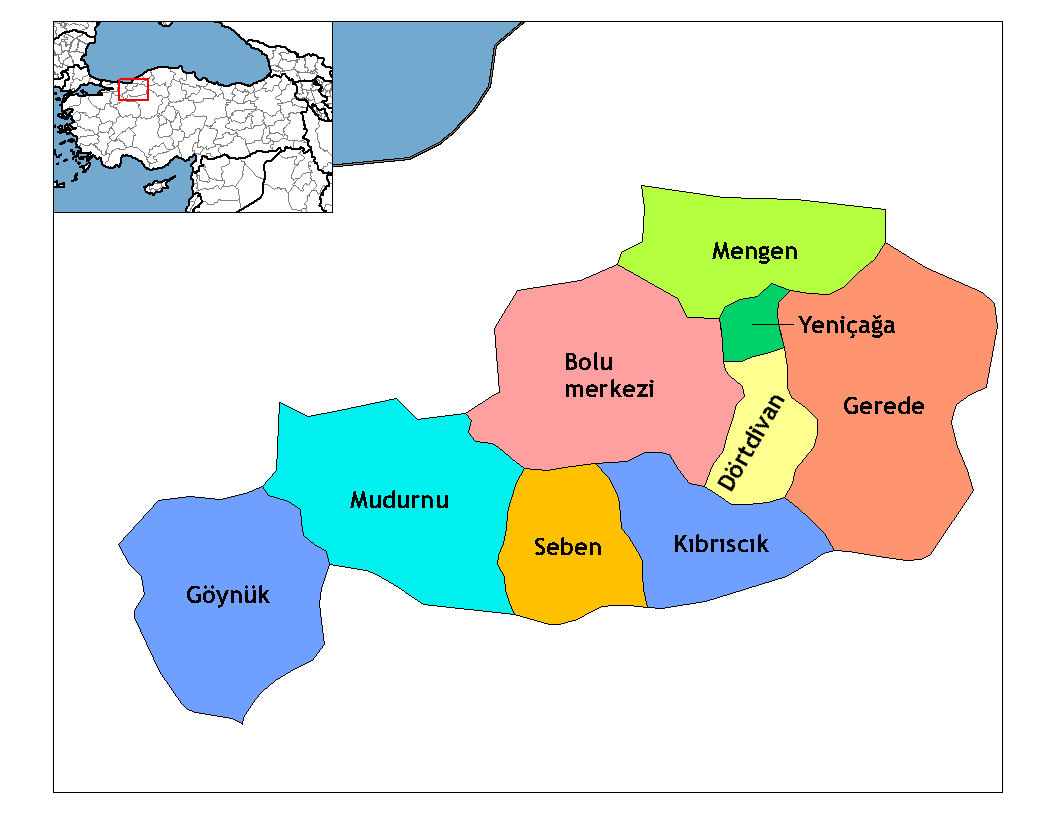
Districtes de Bolu

  - Bolu: 156.100 (districte central)
  - Gerede: 34.077
  - Mudurnu: 21.000
  - Göynük: 16.425
  - Mengen: 15.315
  - Yeniçağa: 8.162
  - Dörtdivan: 7.100
  - Seben: 6.663
  - Kıbrıscık: 4.040

### Província de Karabük
- Total: 216.248

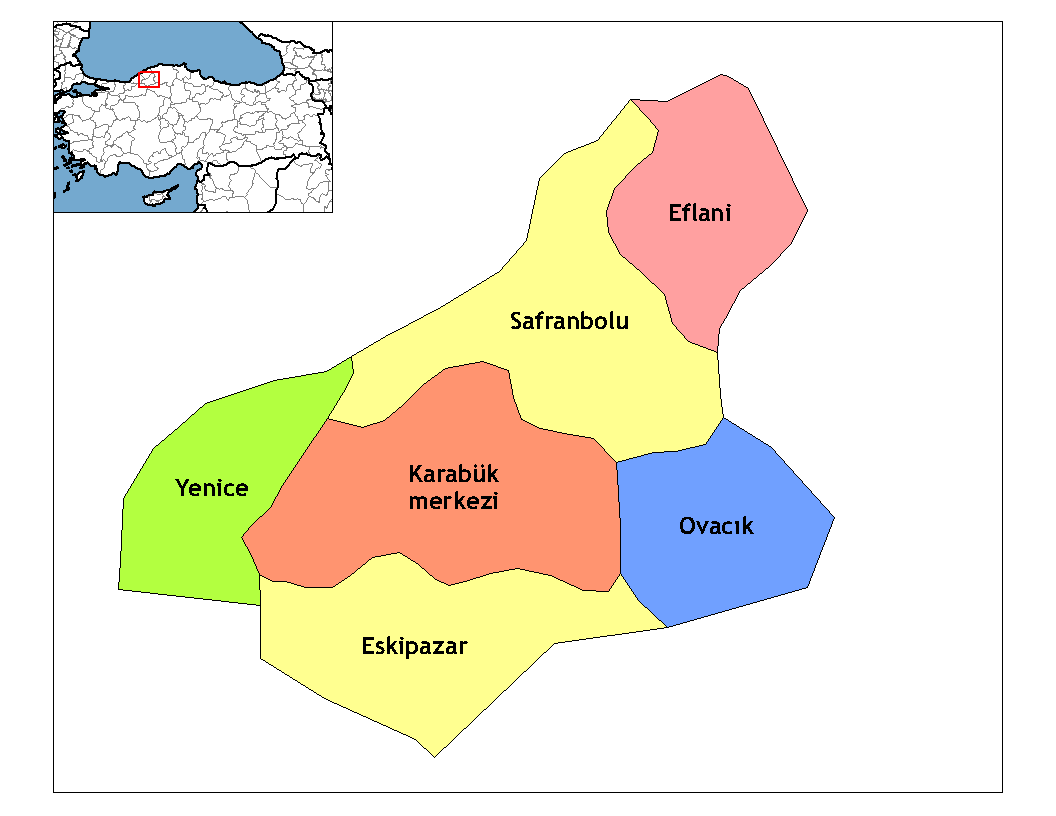
Districtes de Karabük

  - Karabük: 116.671 (districte central)
  - Safranbolu: 48.814
  - Yenice: 23.744
  - Eskipazar: 13.011
  - Eflani: 10.187
  - Ovacık: 3.821

### Província de Sinope
- Total: 200.791

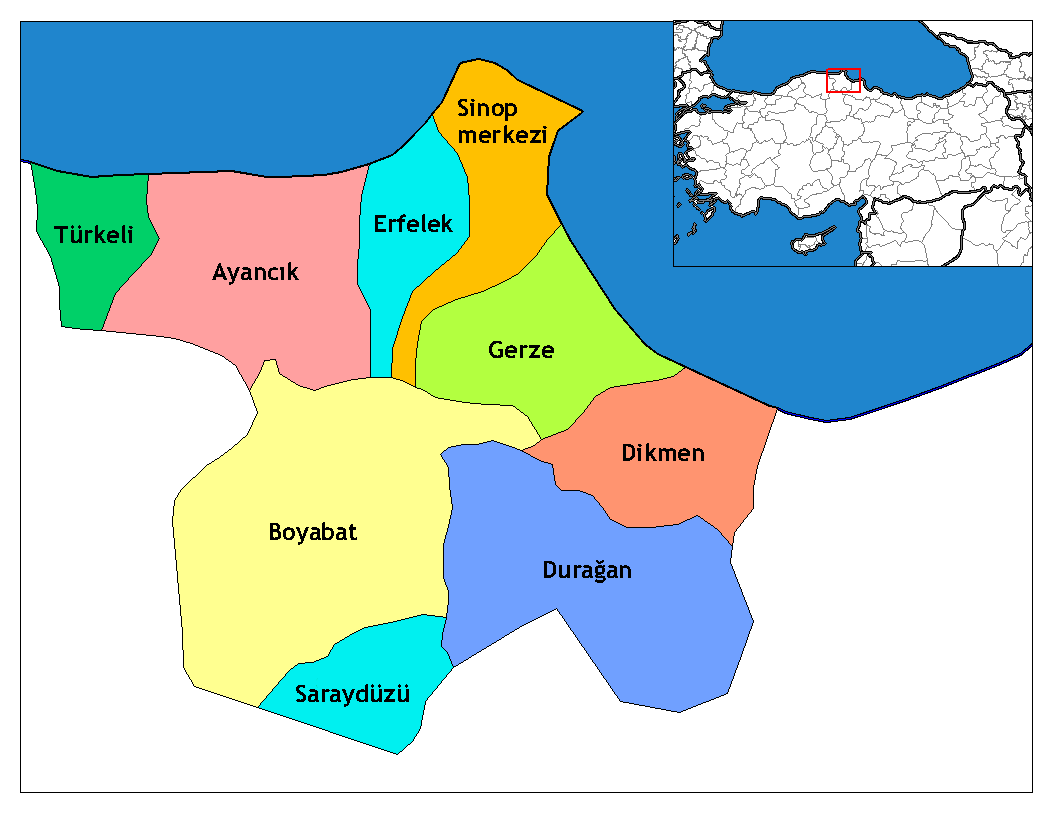
Districtes de Sinope

  - Sinope: 53.584 (districte central)
  - Boyabat: 42.978
  - Ayancık: 22.845
  - Durağan: 22.508
  - Gerze: 20.187
  - Türkeli: 14.686
  - Erfelek: 12.027
  - Dikmen: 6.811
  - Saraydüzü: 5.165

### Província de Bartın
- Total: 185.368

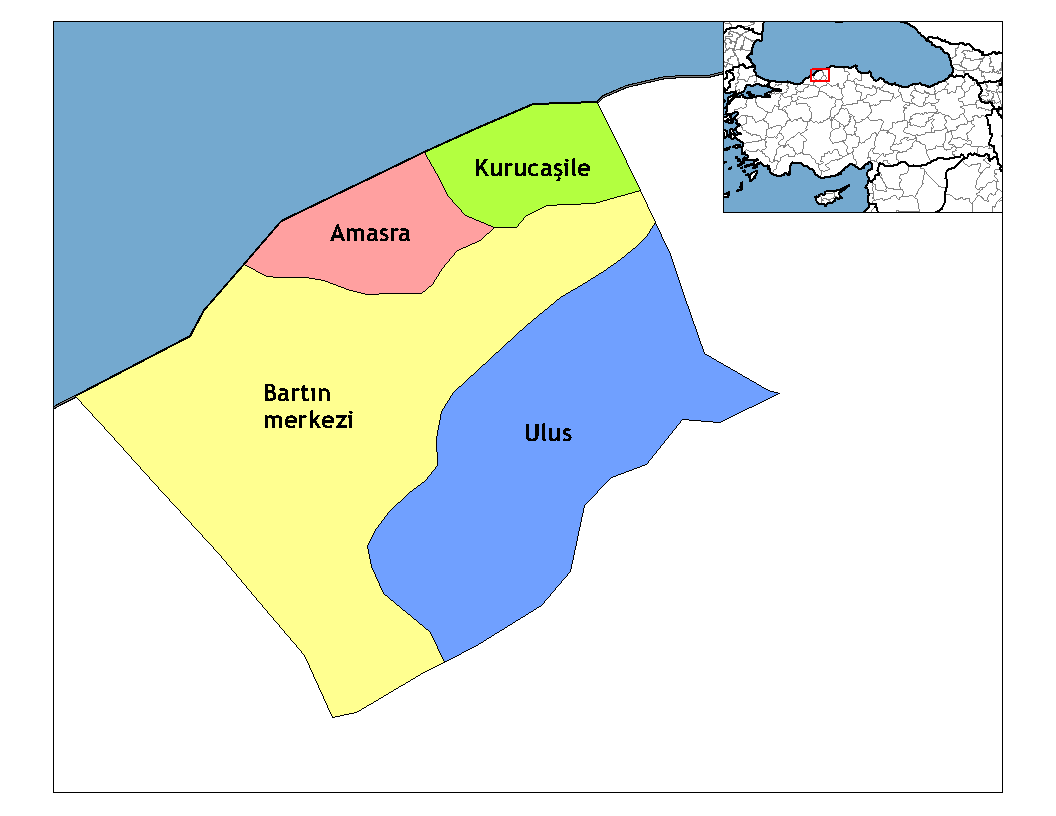
Districtes de Bartın

  - Bartın: 137.612 (districte central)
  - Ulus: 24.458
  - Amasra: 15.641
  - Kurucaşile: 7.657

### Província d'Artvin
- Total: 166.584

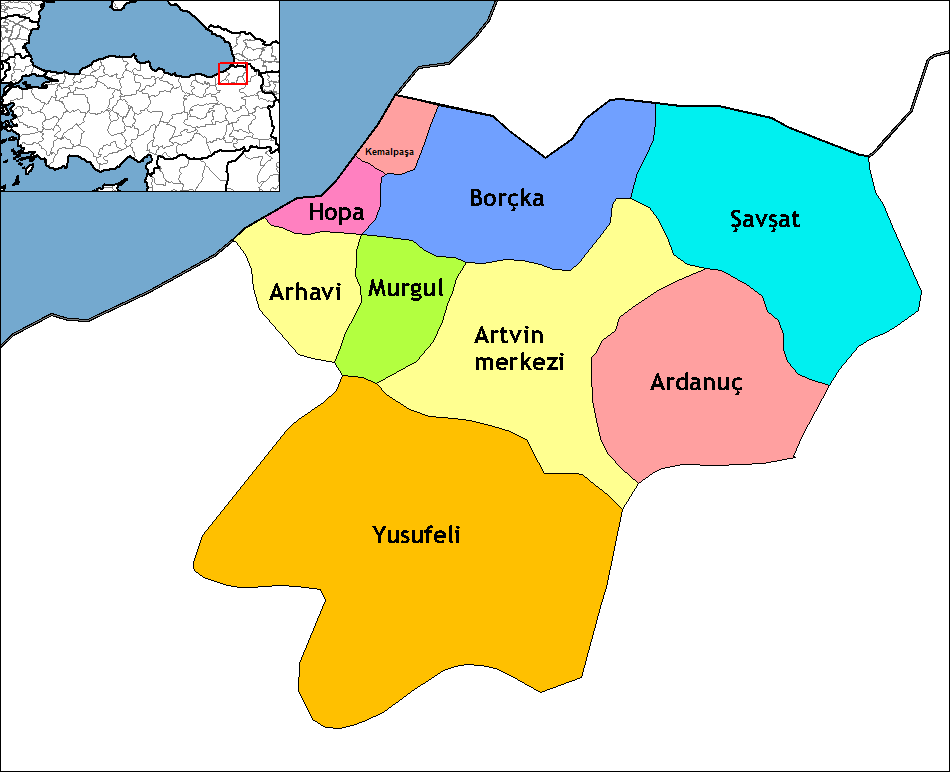
Districtes d'Artvin

  - Artvin: 32.272 (districte central)
  - Hopa: 31.728
  - Borçka: 24.768
  - Yusufeli: 22.220
  - Arhavi: 19.189
  - Şavşat: 18.240
  - Ardanuç: 11.844
  - Murgul: 6.323

### Província de Gümüşhane
- Total: 131.367
  - Kelkit: 41.523

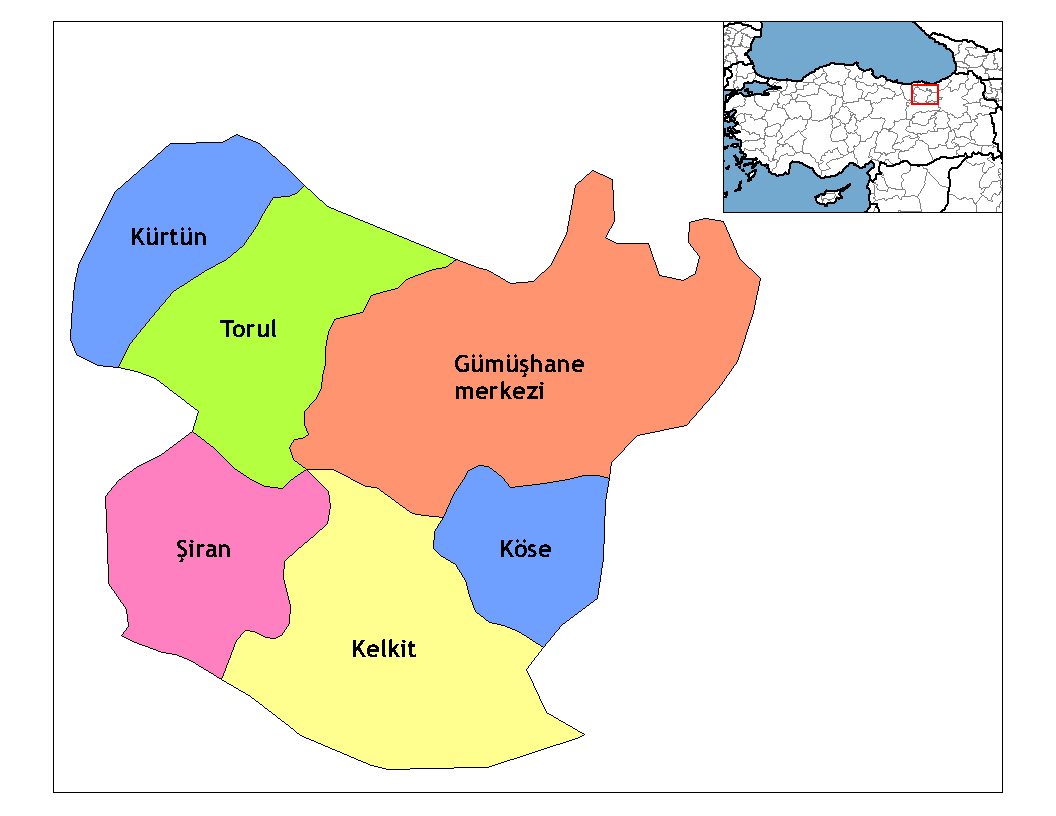
Districtes de Gümüşhane

  - Gümüşhane: 37.856 (districte central)
  - Şiran: 18.237
  - Torul: 13.829
  - Kürtün: 12.702
  - Köse: 7.220

### Província de Bayburt
- Total: 75.675

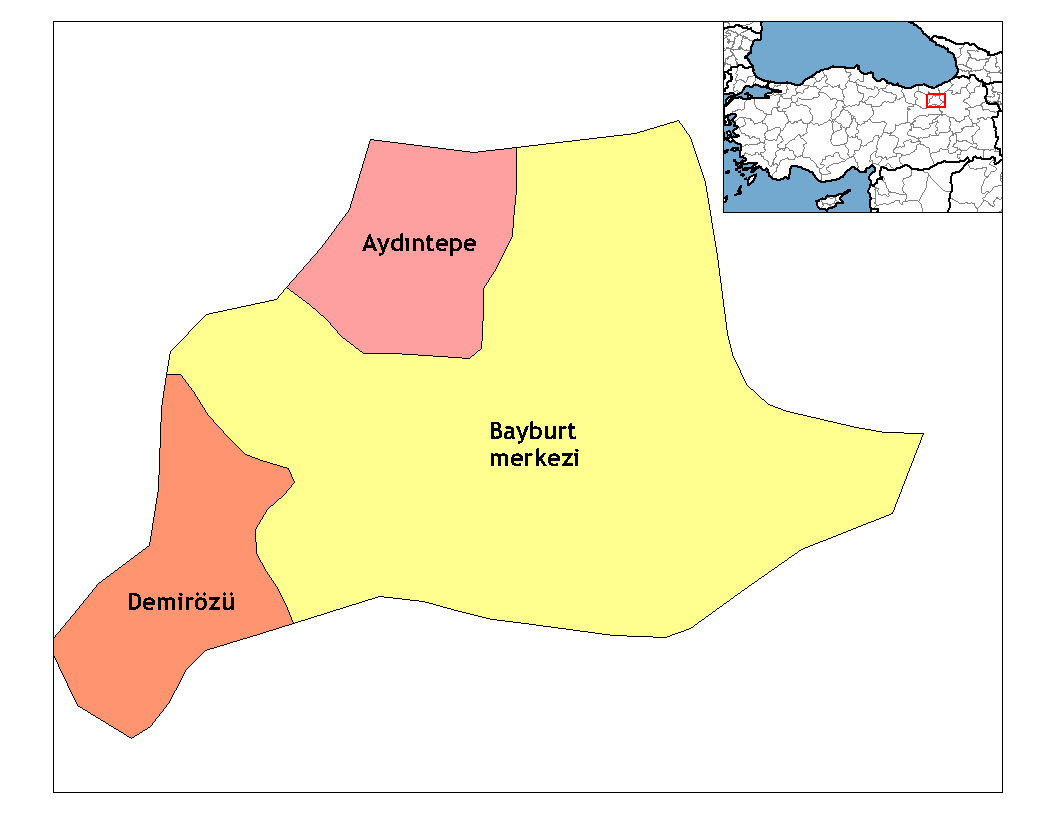
Districtes de Bayburt

  - Bayburt: 59.611 (districte central)
  - Demirözü: 9.030
  - Aydıntepe: 7.034

## Regió d'Anatòlia Central
Població: 11.459.292

### Província d'Ankara
- Total: 4.548.939
  - Ankara: 4.233.618

Districtes d'Ankara

  - Çankaya: 785.330 (districte central)
  - Keçiören: 779.905 (districte central)
  - Yenimahalle: 609.887 (districte central)
  - Mamak: 520.446 (districte central)
  - Sincan: 434.064 (districte central)
  - Altındağ: 367.812 (districte central)
  - Etimesgut: 313.770 (districte central)
  - Polatlı: 110.990
  - Pursaklar: 91.742 (districte central)
  - Gölbaşı: 85.499 (districte central)
  - Çubuk: 80.123 (districte central)
  - Beypazarı: 46.768
  - Elmadağ: 42.511 (districte central)
  - Haymana: 40.537
  - Kazan: 38.731 (districte central)
  - Şereflikoçhisar: 35.353
  - Nallıhan: 31.323
  - Bala: 29.239 (districte central)
  - Kızılcahamam: 25.900
  - Akyurt: 24.986 (districte central)
  - Kalecik: 16.071 (districte central)
  - Ayaş: 13.502 (districte central)
  - Güdül: 10.075
  - Çamlıdere: 9.862
  - Evren: 4.513

### Província de Konya
- Total: 1.969.868
  - Konya: 1.030.751

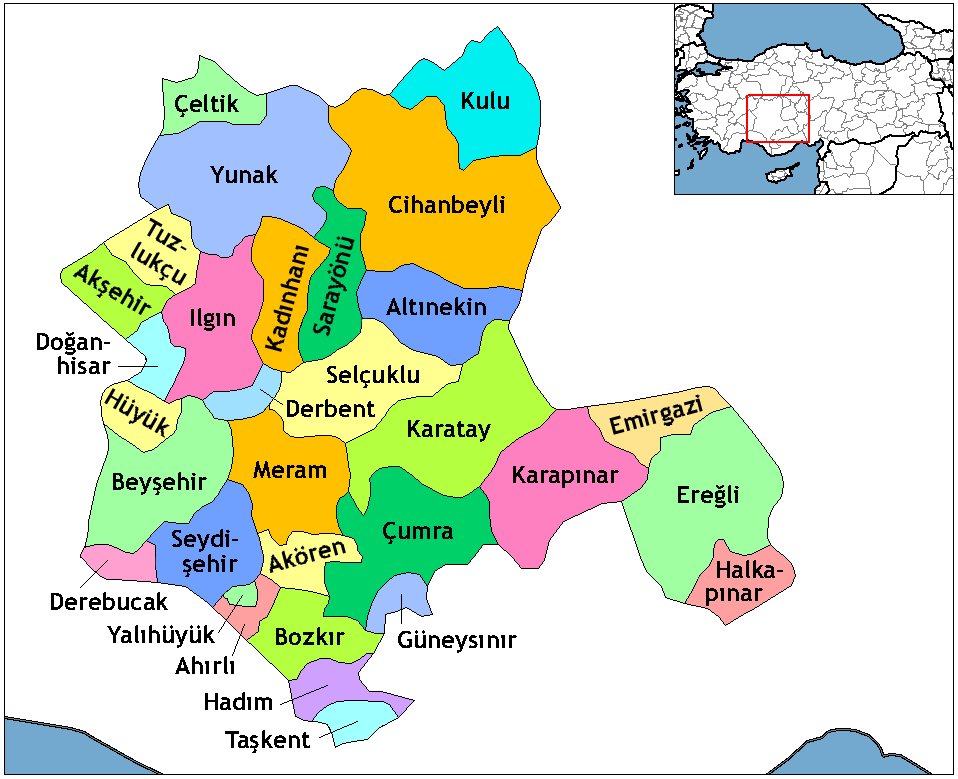
Districtes de Konya

  - Selçuklu: 472.436 (districte central)
  - Meram: 304.570 (districte central)
  - Karatay: 253.745 (districte central)
  - Ereğli: 135.161
  - Akşehir: 96.180
  - Beyşehir: 70.317
  - Çumra: 64.786
  - Seydişehir: 64.143
  - Cihanbeyli: 64.070
  - Ilgın: 61.840
  - Karapınar: 48.411
  - Kulu: 47.833
  - Kadınhanı: 37.275
  - Bozkır: 31.601
  - Sarayönü: 28.719
  - Yunak: 28.629
  - Doğanhisar: 22.095
  - Hüyük: 20.700
  - Altınekin: 15.698
  - Hadim: 15.505
  - Çeltik: 11.549
  - Güneysınır: 10.788
  - Derebucak: 10.470
  - Emirgazi: 10.246
  - Taşkent: 8.297
  - Tuzlukçu: 8.185
  - Yeniceoba: 7.855
  - Akören: 7.519
  - Ahırlı: 5.876
  - Derbent: 5.796
  - Halkapınar: 5.559
  - Yalıhüyük: 1.869

### Província de Kayseri
- Total: 1.184.386
  - Kayseri: 915.688

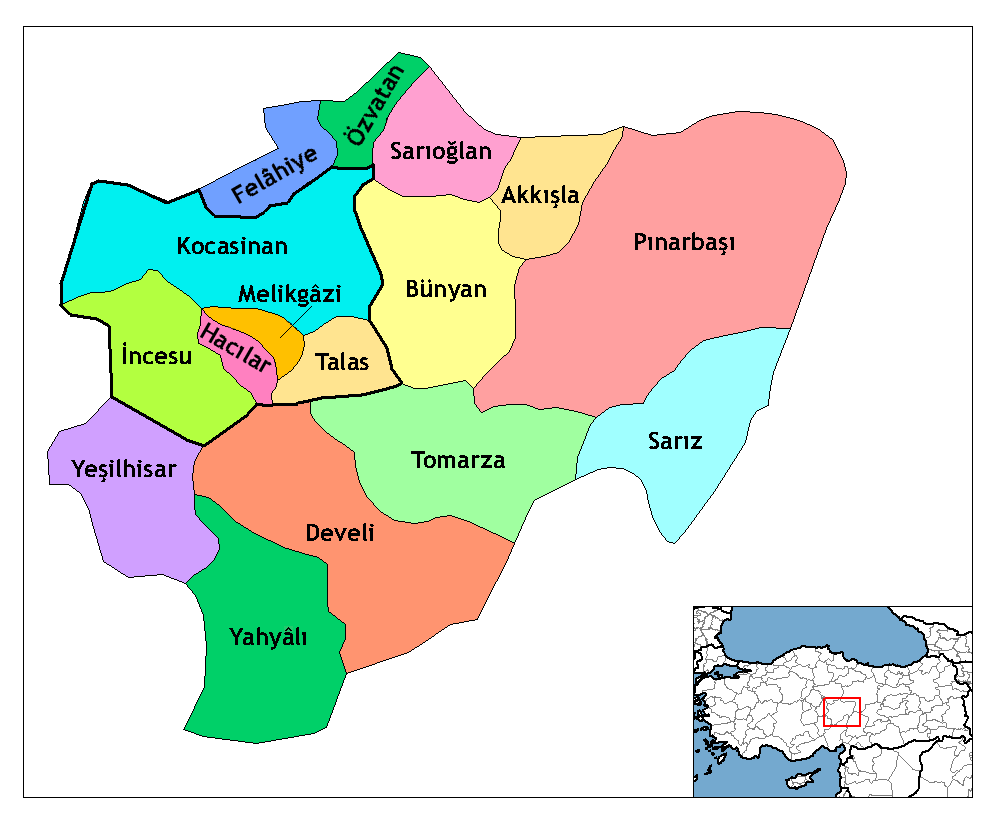
Districtes de Kayseri

  - Melikgazi: 434.980 (districte central)
  - Kocasinan: 365.153 (districte central)
  - Talas: 81.399 (districte central)
  - Develi: 65.452
  - Yahyalı: 38.198
  - Bünyan: 34.819
  - Pınarbaşı: 31.099
  - Tomarza: 28.652
  - İncesu: 21.433 (districte central)
  - Sarıoğlan: 18.844
  - Yeşilhisar: 17.471
  - Hacılar: 12.723 (districte central)
  - Sarız: 12.697
  - Akkışla: 9.128
  - Felahiye: 6.971
  - Özvatan: 5.367

### Província d'Eskişehir
- Total: 741.739
  - Eskişehir: 614.247

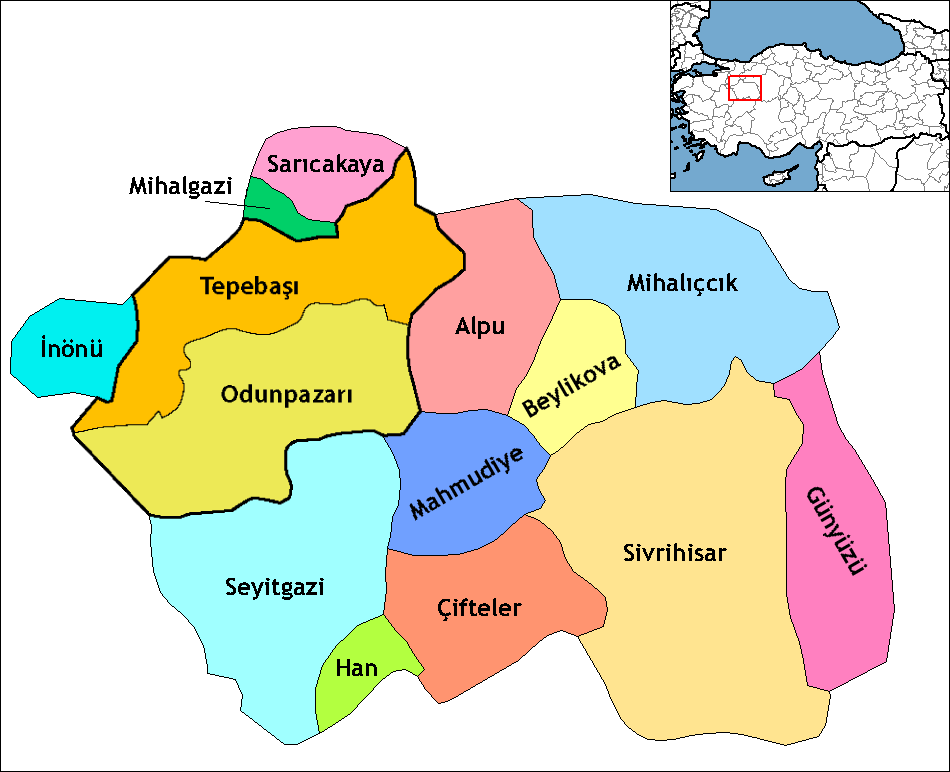
Districtes d'Eskişehir

  - Odunpazarı: 342.515 (districte central)
  - Tepebaşı: 271.732 (districte central)
  - Sivrihisar: 24.877
  - Seyitgazi: 17.219
  - Çifteler: 16.840
  - Alpu: 13.884
  - Mihalıççık: 11.158
  - Mahmudiye: 9.202
  - Günyüzü: 7.678
  - Günyüzü: 7.678
  - İnönü: 7.547
  - Beylikova: 7.136
  - Sarıcakaya: 5.511
  - Mihalgazi: 3.952
  - Han: 2.488

### Província de Sivas
- Total: 631.112

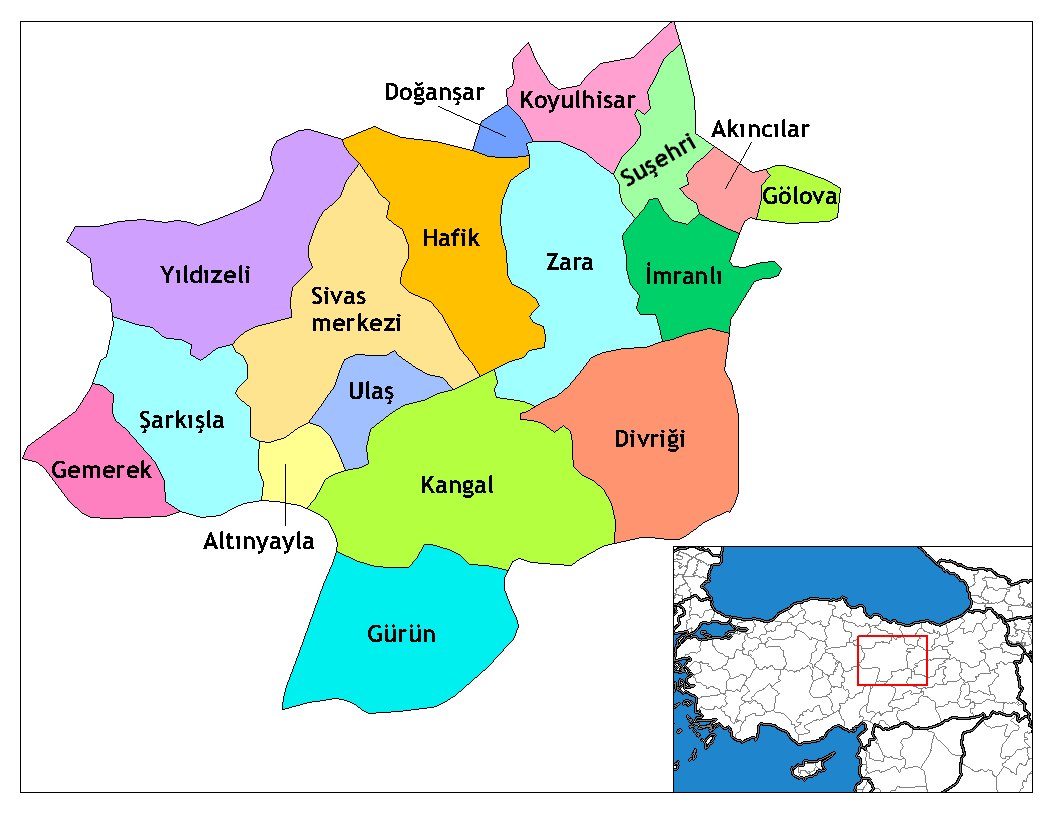
Districtes de Sivas

  - Sivas: 329.011 (districte central)
  - Yıldızeli: 51.031
  - Şarkışla: 41.843
  - Arkila: 41.843
  - Gemerek: 28.671
  - Kangal: 27.251
  - Suşehri: 26.941
  - Zara: 22.559
  - Gürün: 21.573
  - Divriği: 17.476
  - Koyulhisar: 13.550
  - Ulaş: 11.294
  - Altınyayla: 10.521
  - Hafik: 9.045
  - İmranlı: 8.113
  - Akıncılar: 5.649
  - Gölova: 3.344
  - Doğanşar: 3.240

### Província de Yozgat
- Total: 484.206

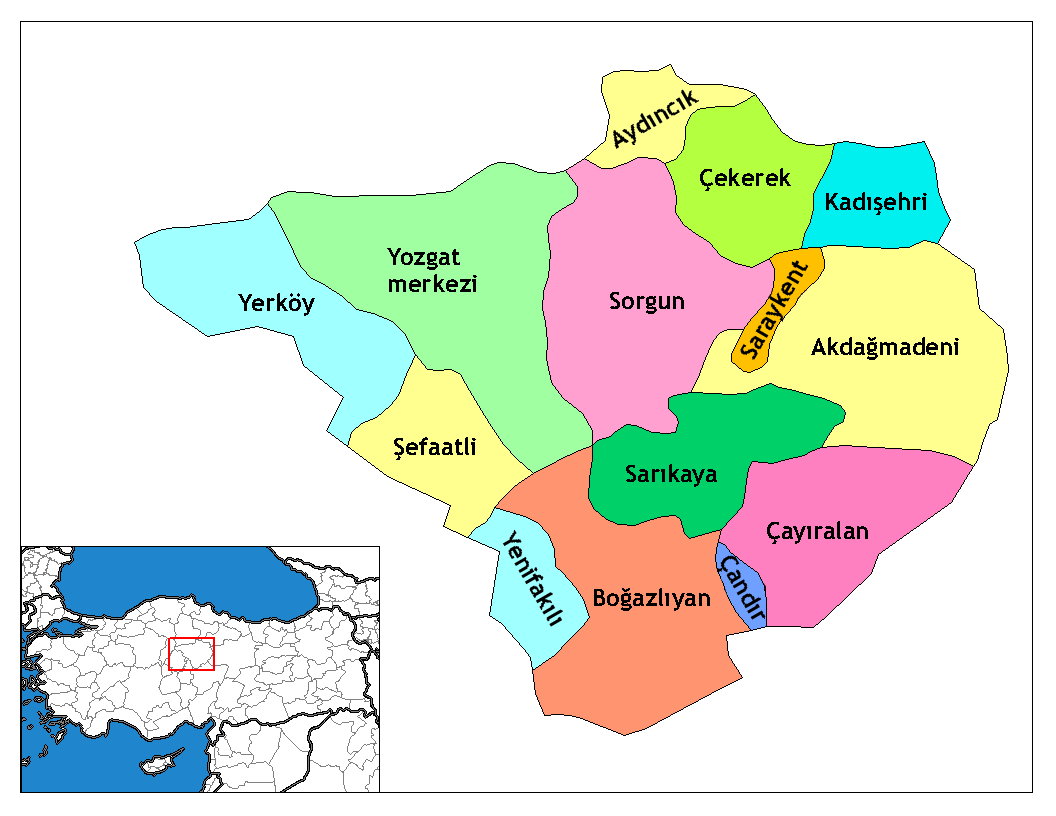
Districtes de Yozgat

  - Yozgat: 94.972 (districte central)
  - Sorgun: 85.831
  - Akdağmadeni: 53.789
  - Sarıkaya: 43.739
  - Yerköy: 40.733
  - Boğazlıyan: 35.653
  - Çekerek: 28.799
  - Çayıralan: 20.318
  - Şefaatli: 19.121
  - Saraykent: 18.705
  - Kadışehri: 16.914
  - Aydıncık: 12.558
  - Yenifakılı: 6.971
  - Çandır: 6.103

### Província d'Aksaray
- Total: 370.598

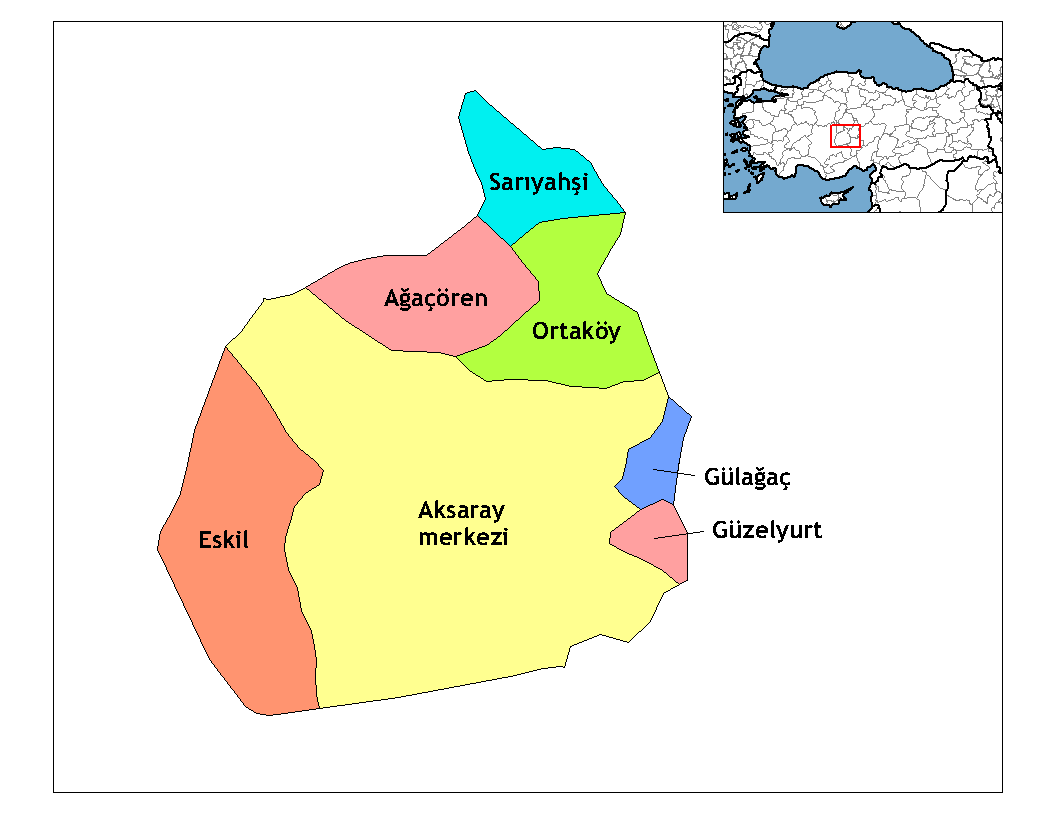
Districtes d'Aksaray

  - Aksaray: 251.628 (districte central)
  - Ortaköy: 39.699
  - Eskil: 25.517
  - Gülağaç: 21.691
  - Güzelyurt: 14.259
  - Ağaçören: 11.284
  - Sarıyahşi: 6.520

### Província de Niğde
- Total: 338.447

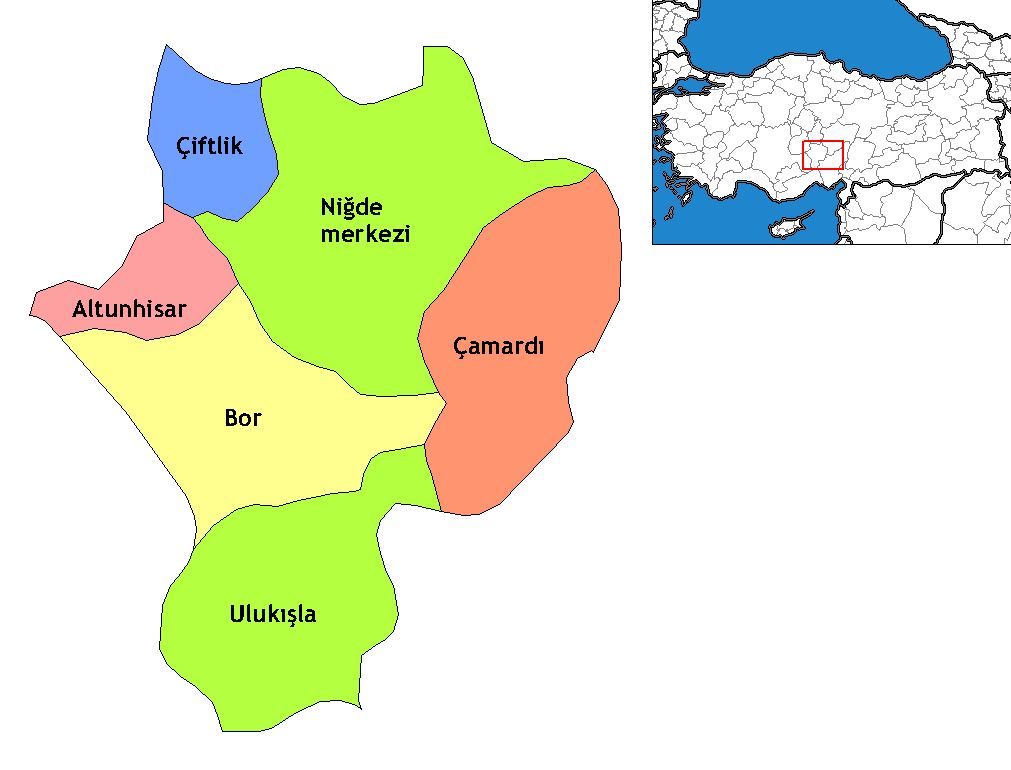
Districtes de Niğde

  - Niğde: 193.373 (districte central)
  - Bor: 59.139
  - Çiftlik: 29.637
  - Ulukışla: 24.133
  - Çamardı: 16.417
  - Altunhisar: 15.748

### Província de Nevşehir
- Total: 281.699

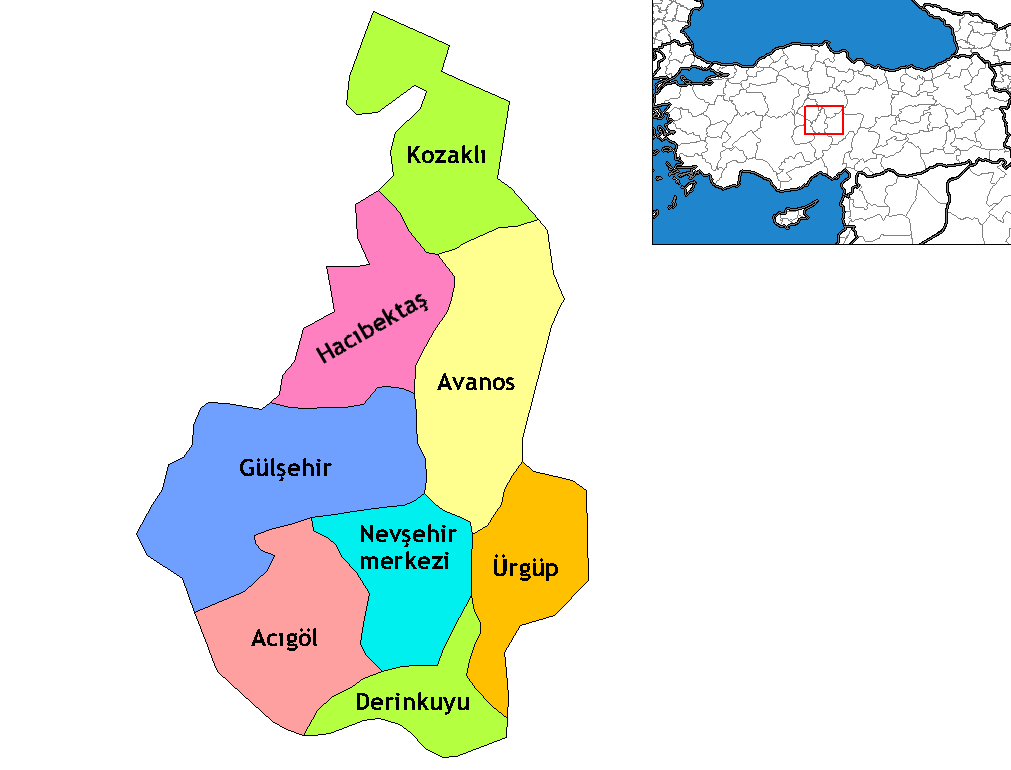
Districtes de Nevşehir

  - Nevşehir: 114.691 (districte central)
  - Avanos: 35.230
  - Ürgüp: 33.909
  - Gülşehir: 25.654
  - Derinkuyu: 22.118
  - Acıgöl: 21.475
  - Kozaklı: 16.090
  - Hacıbektaş: 12.532

### Província de Kırıkkale
- Total: 279.325

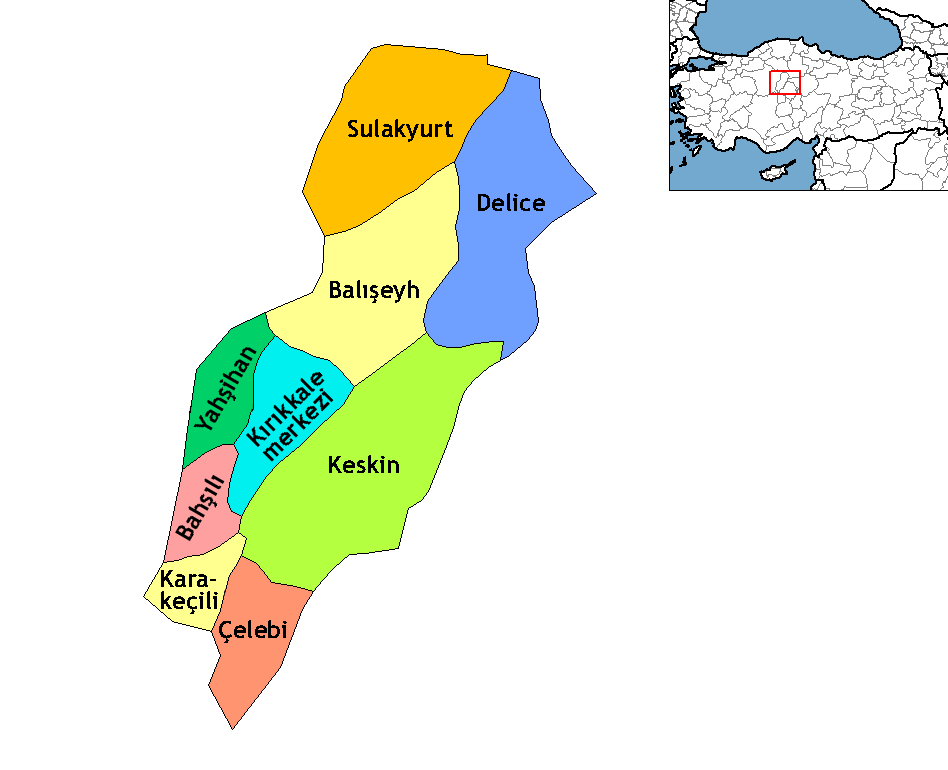
Districtes de Kırıkkale

  - Kırıkkale: 201.578 (districte central)
  - Keskin: 21.532
  - Yahşihan: 13.322
  - Delice: 11.723
  - Sulakyurt: 9.093
  - Balışeyh: 8.851
  - Bahsili: 7.070
  - Karakeçili: 3.920
  - Çelebi: 2.236

### Província de Karaman
- Total: 230.145

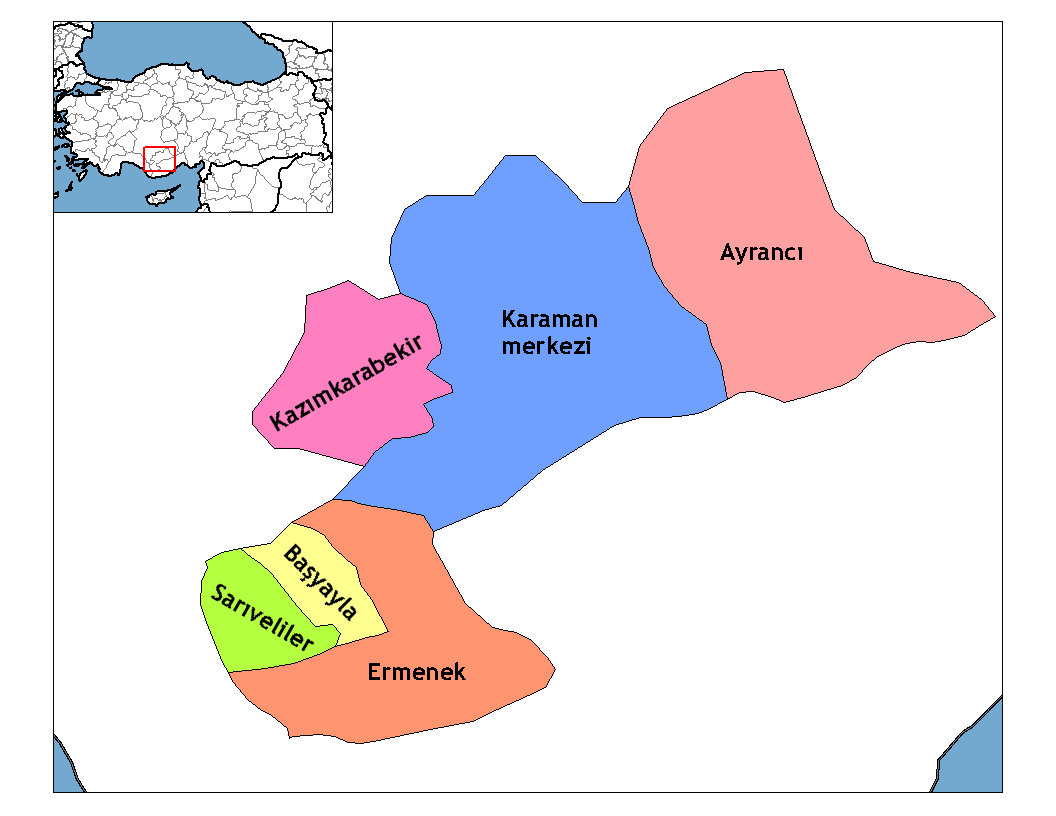
Districtes de Karaman

  - Karaman: 164.207 (districte central)
  - Ermenek: 31.341
  - Sarıveliler: 14.527
  - Ayrancı: 10.199
  - Başyayla: 5.087
  - Kazımkarabekir: 4.784

### Província de Kırşehir
- Total: 222.735

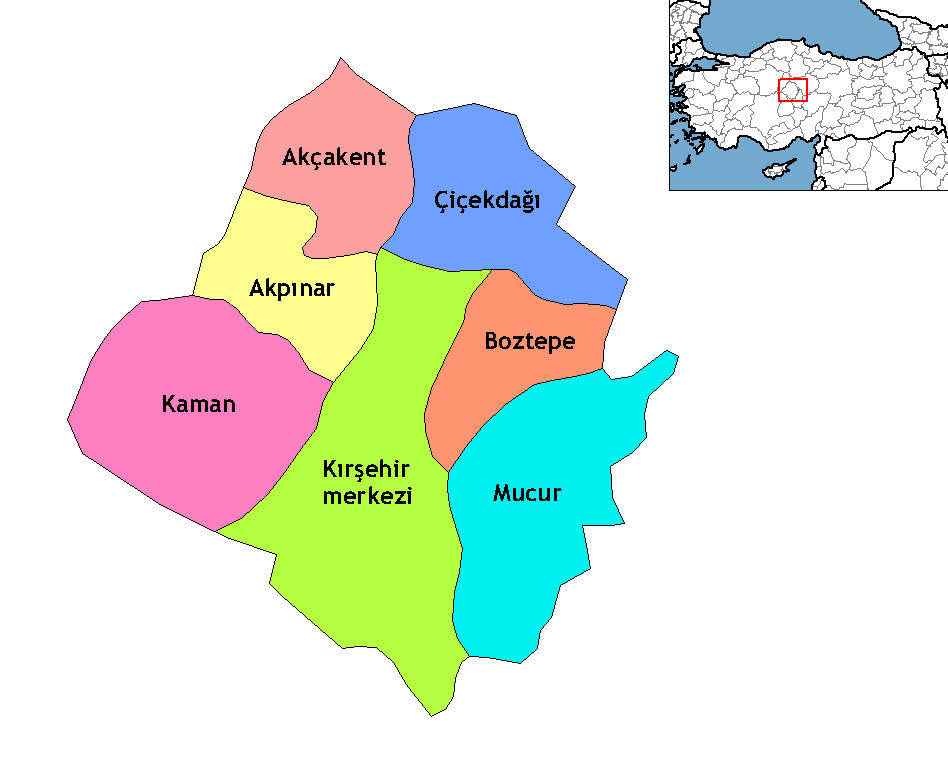
Districtes de Kırşehir

  - Kırşehir: 118.412 (districte central)
  - Kaman: 44.617
  - Mucur: 19.474
  - Çiçekdağı: 17.745
  - Akpınar: 10.222
  - Boztepe: 6.417
  - Akçakent: 5.848

### Província de Çankırı
- Total: 176.093

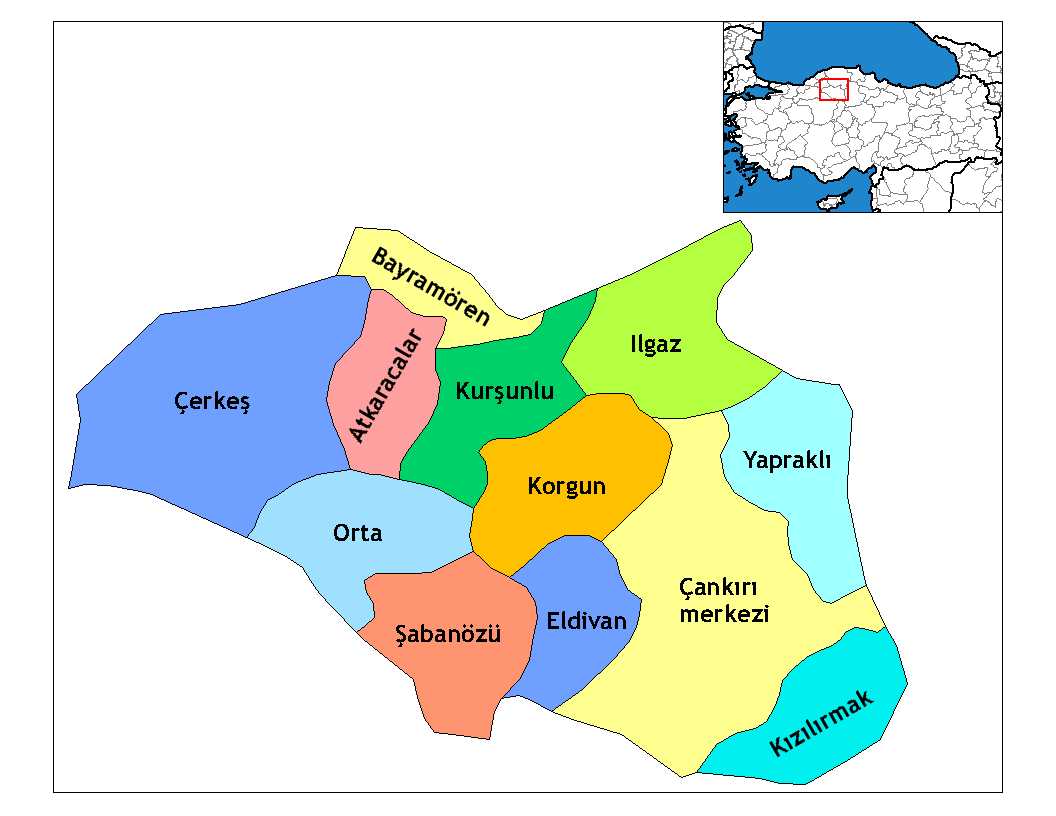
Districtes de Çankırı

  - Çankırı: 79.511 (districte central)
  - Çerkeş: 14.456
  - Orta: 13.780
  - Ilgaz: 13.625
  - Yapraklı: 11.226
  - Şabanözü: 9.150
  - Kızılırmak: 8.914
  - Kurşunlu: 8.322
  - Eldivan: 6.055
  - Atkaracalar: 4.822
  - Korgun: 3.723
  - Bayramören: 2.509

## Regió d'Anatòlia Oriental
Població: 5.744.243

### Província de Van

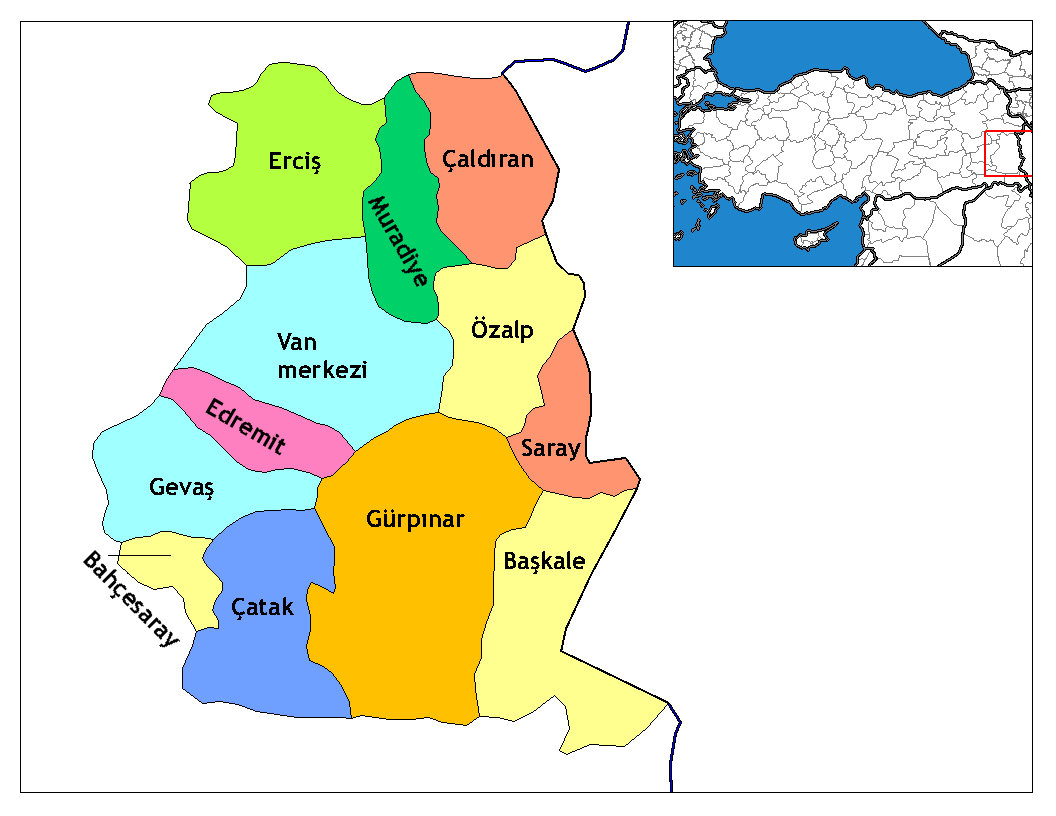
Districtes de Van

- Total: 1.004.369
  - Van: 428.511 (districte central)
  - Erciş: 154.499
  - Özalp: 74.088
  - Çaldiran: 65.663
  - Başkale: 63.665
  - Muradiye: 51.894
  - Gürpinar: 44.096
  - Gevaş: 29.951
  - Çatak: 25.716
  - Edremit: 24.463
  - Saray: 24.008
  - Bahçesaray: 17.815

### Província d'Erzurum
- Total: 774.967
  - Erzurum: 373.739

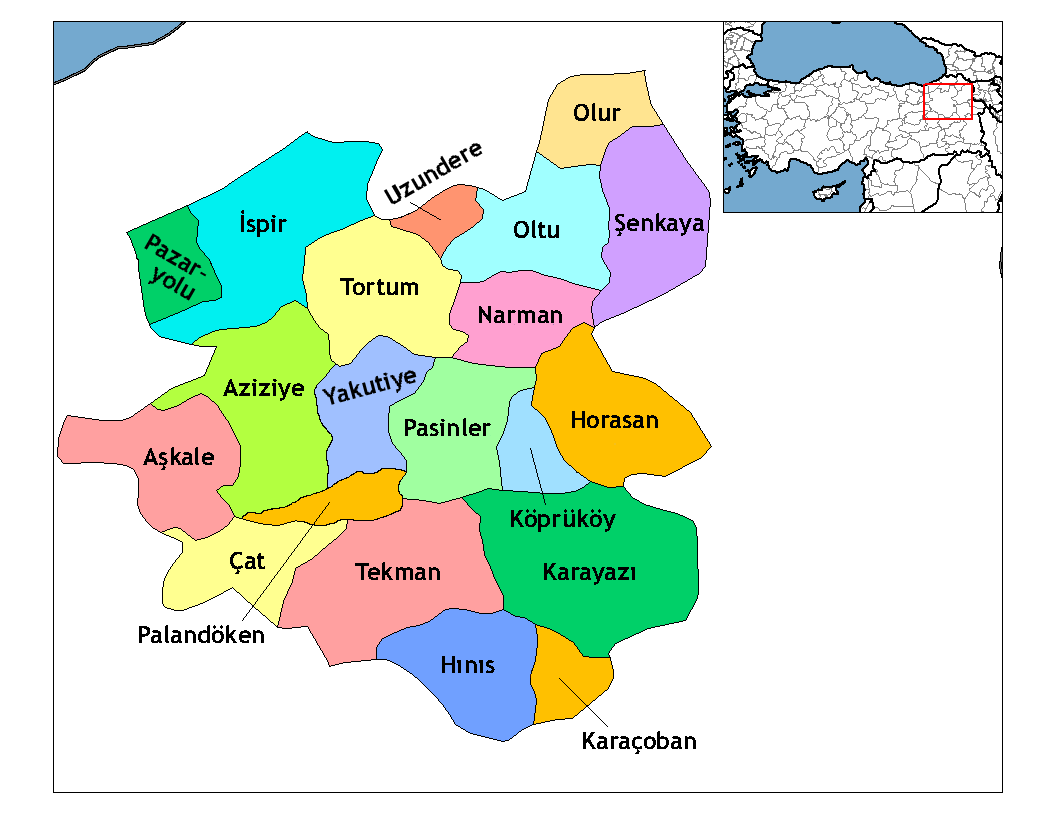
Districtes d'Erzurum

  - Yakutiye: 170.698 (districte central)
  - Palandöken: 150.638 (districte central)
  - Aziziye: 52.403 (districte central)
  - Horasan: 44.588
  - Karayazı: 33.623
  - Pasinler: 33.267
  - Oltu: 32.218
  - Hınıs: 31.479
  - Tekman: 31.190
  - Karaçoban: 25.755
  - Aşkale: 25.027
  - Tortum: 23.435
  - Şenkaya: 22.520
  - Çat: 20.756
  - Köprüköy: 18.700
  - Narman: 18.231
  - İspir: 17.622
  - Uzundere: 9.209
  - Olur: 8.327
  - Pazaryolu: 5.281

### Província de Malatya
- Total: 733.789

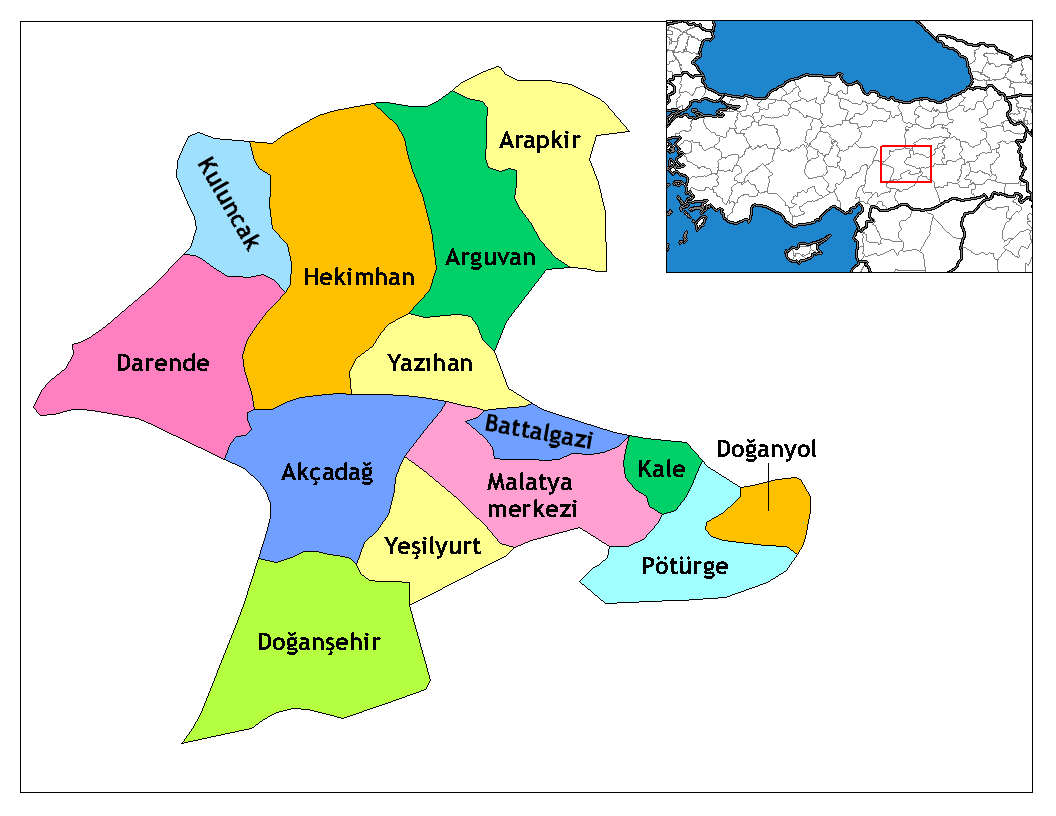
Districtes de Malatya

  - Malatya: 449.333 (districte central)
  - Doğanşehir: 43.856
  - Darende: 35.341
  - Yeşilyurt: 35.229
  - Akçadağ: 33.431
  - Battalgazi: 29.509
  - Hekimhan: 25.479
  - Pütürge: 22.201
  - Yazıhan: 17.806
  - Arapgir: 11.311
  - Kuluncak: 9.457
  - Arguvan: 8.711
  - Kale: 6.874
  - Doğanyol: 5.251

### Província d'Elâzığ
- Total: 547.562

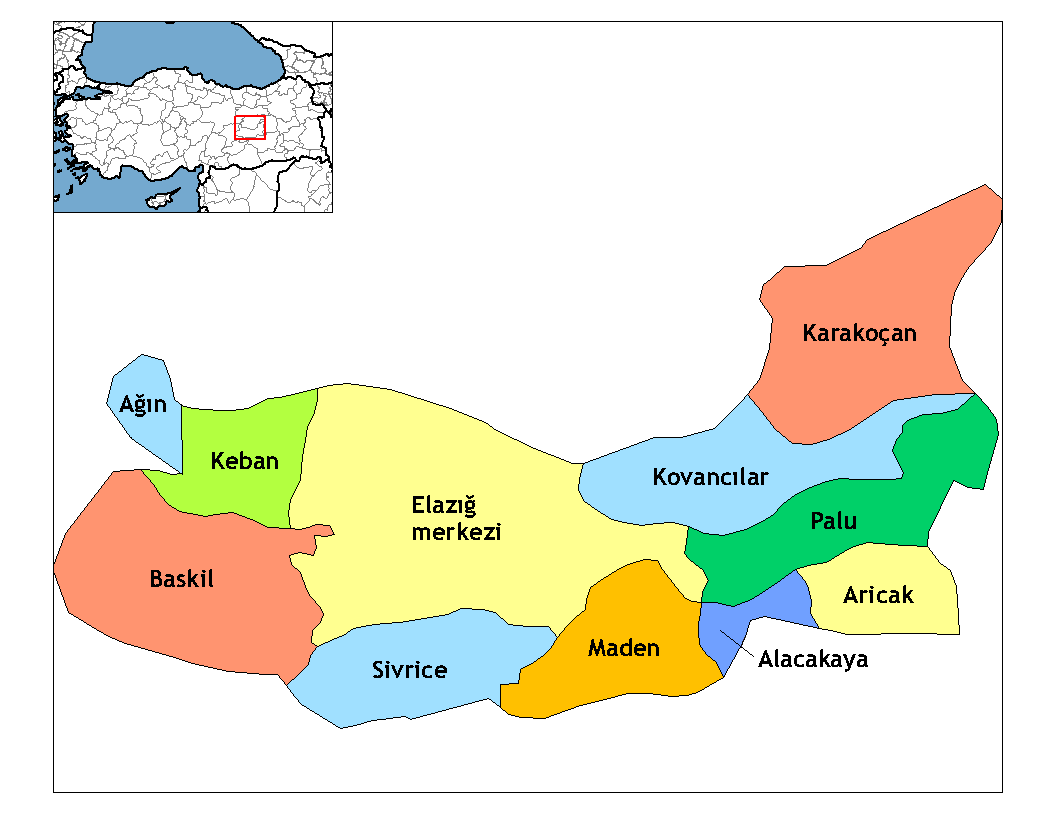
Districts d'Elazığ

  - Elâzığ: 375.534 (districte central)
  - Kovancılar: 37.965
  - Karakoçan: 30.338
  - Palu: 22.729
  - Baskil: 18.221
  - Arıcak: 16.937
  - Maden: 16.447
  - Sivrice: 10.420
  - Alacakaya: 8.412
  - Keban: 7.581
  - Ağın: 2.978

### Província d'Ağrı
- Total: 532.180

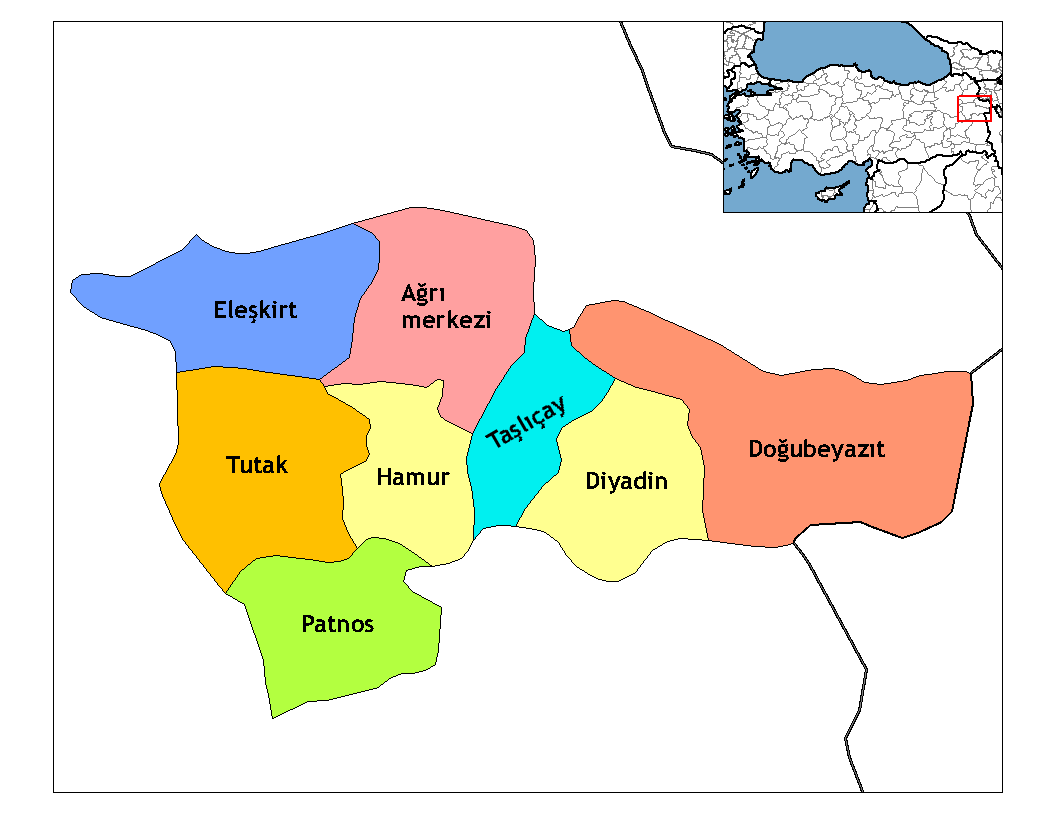
Districtes d'Ağrı

  - Ağrı: 131.104 (districte central)
  - Patnos: 122.231
  - Dogubeyazit: 113.048
  - Diyadin: 46.137
  - Eleşkirt: 39.532
  - Tutak: 33.832
  - Taşlıçay: 23.421
  - Hamur: 22.875

### Província de Muş

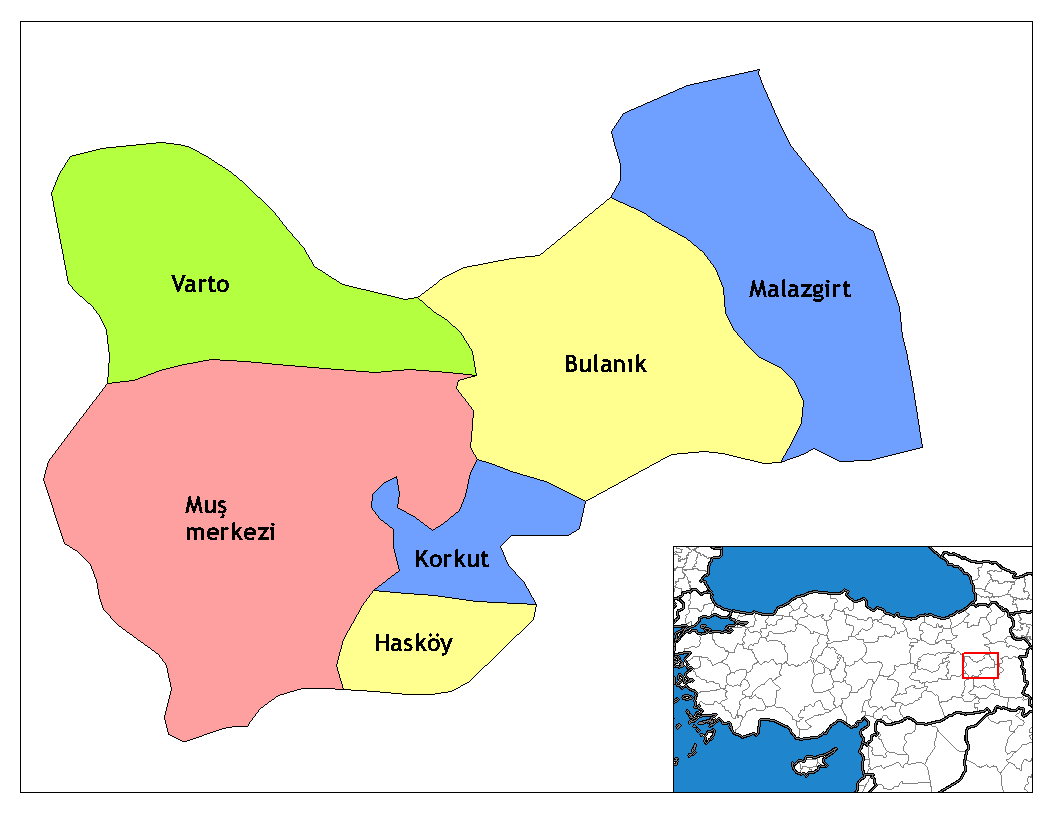
Districtes de Muş

- Total: 404.309
  - Muş: 168.817 (districte central)
  - Bulanık: 84.430
  - Malazgirt: 60.086
  - Varto: 33.986
  - Varto: 33.986
  - Hasköy: 30.134
  - Korkut: 26.856

### Província de Bitlis
- Total: 326.897
  - Tatvan: 76.723

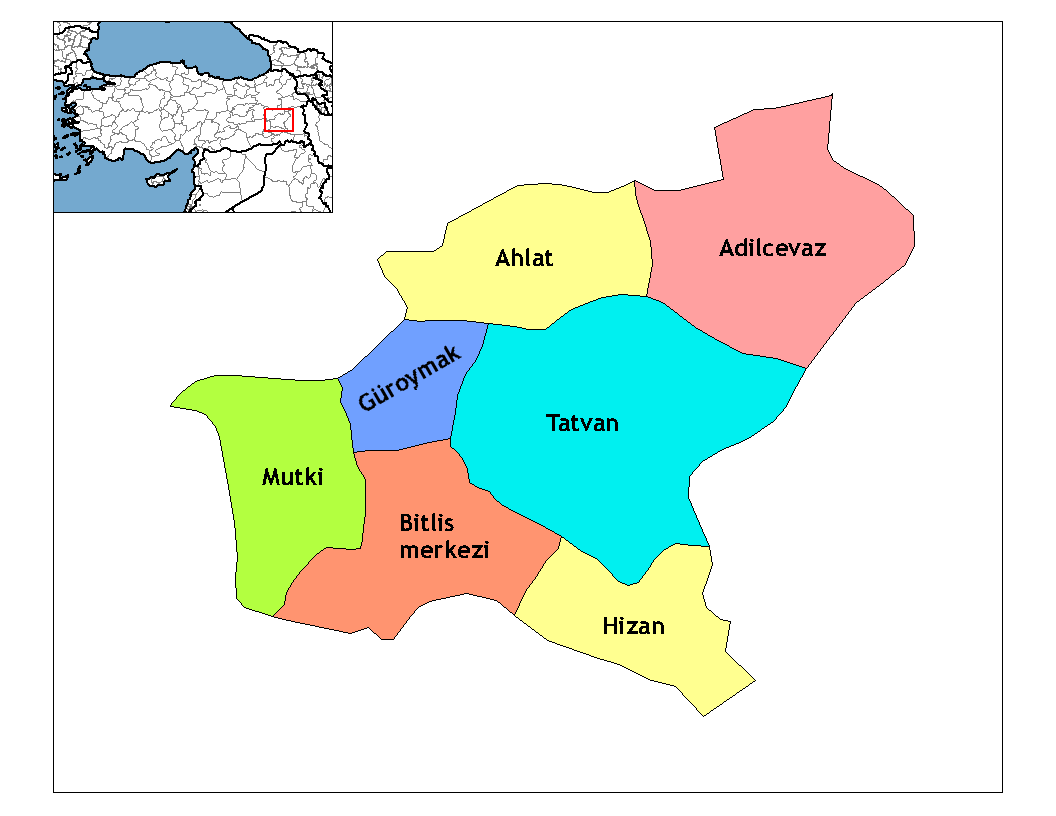
Districtes de Bitlis

  - Bitlis: 60.996 (districte central)
  - Güroymak: 42.683
  - Hizan: 40.697
  - Mutki: 35.288
  - Adilcevaz: 35.274
  - Ahlat: 35.236

### Província de Kars
- Total: 312.128

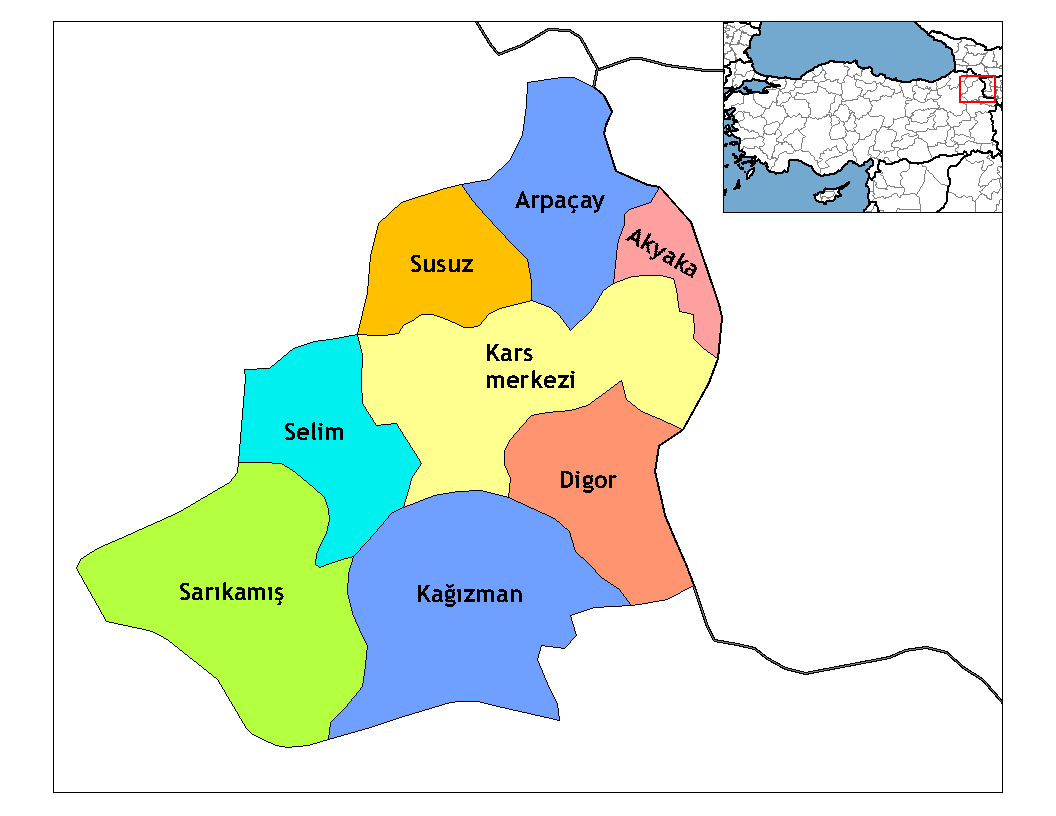
Districtes de Kars

  - Kars: 110.283 (districte central)
  - Sarighamish: 53.517
  - Kaghzvan: 49.902
  - Dîxor: 26.615
  - Selîm: 25.216
  - Zarishat: 20.962
  - Cilawûz: 13.160
  - Şûrêgel: 12.473

### Província de Hakkâri
- Total: 258.590
  - Yüksekova: 107.882

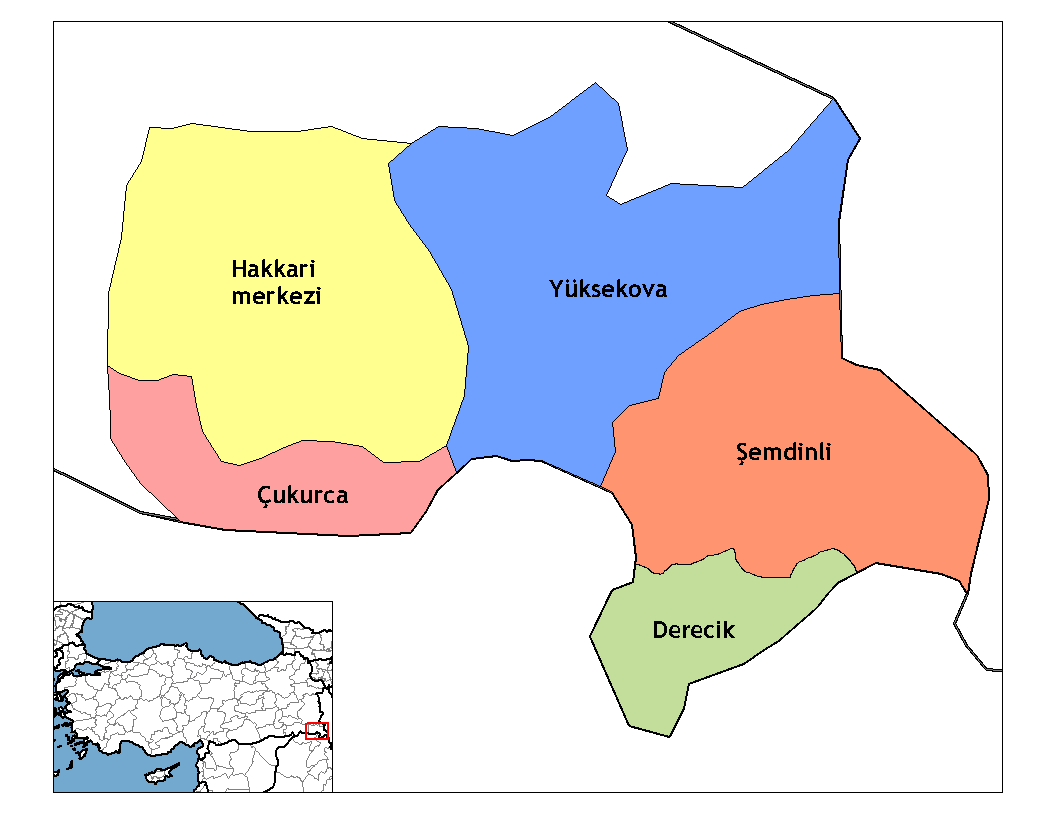
Districtes de Hakkâri

  - Hakkâri: 83.423 (districte central)
  - Şemdinli: 52.779
  - Çukurca: 14.506

### Província de Bingöl
- Total: 256.091

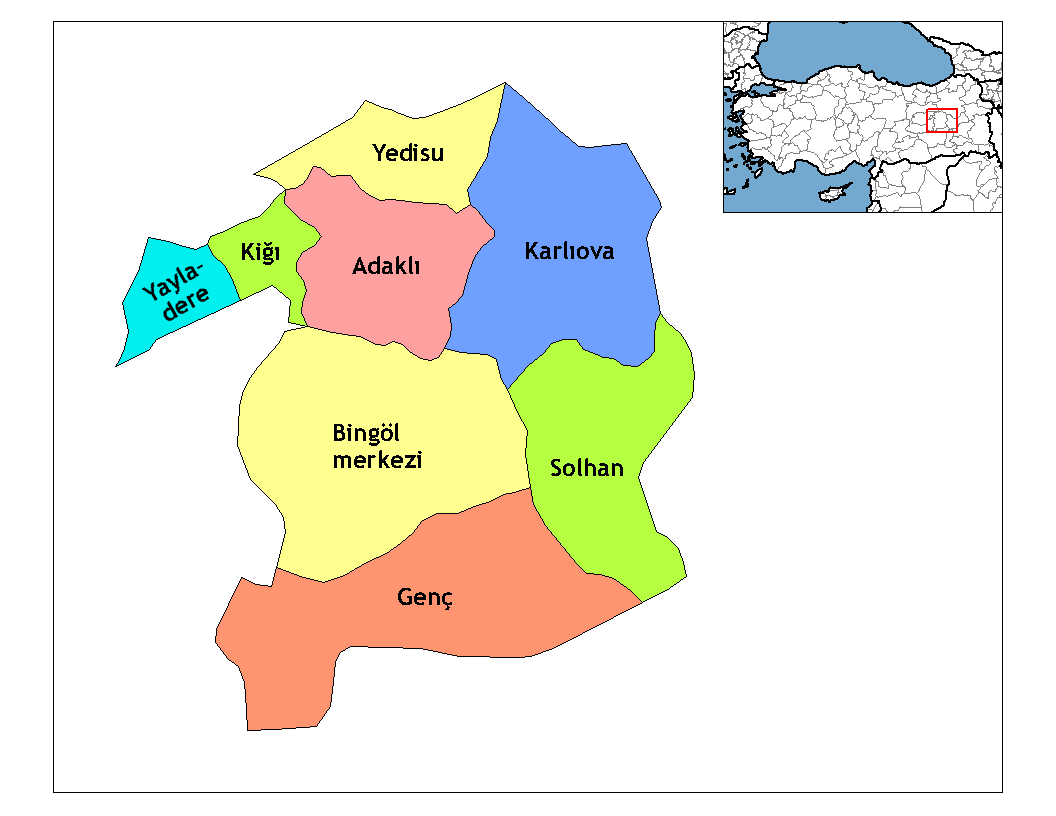
Districtes de Bingöl

  - Bingöl: 131.666 (districte central)
  - Genç: 37.565
  - Solhan: 32.975
  - Karlıova: 32.569
  - Adaklı: 10.603
  - Kiğı: 5.672
  - Yedisu: 3.188
  - Yayladere: 1.853

### Província d'Erzincan
- Total: 210.645

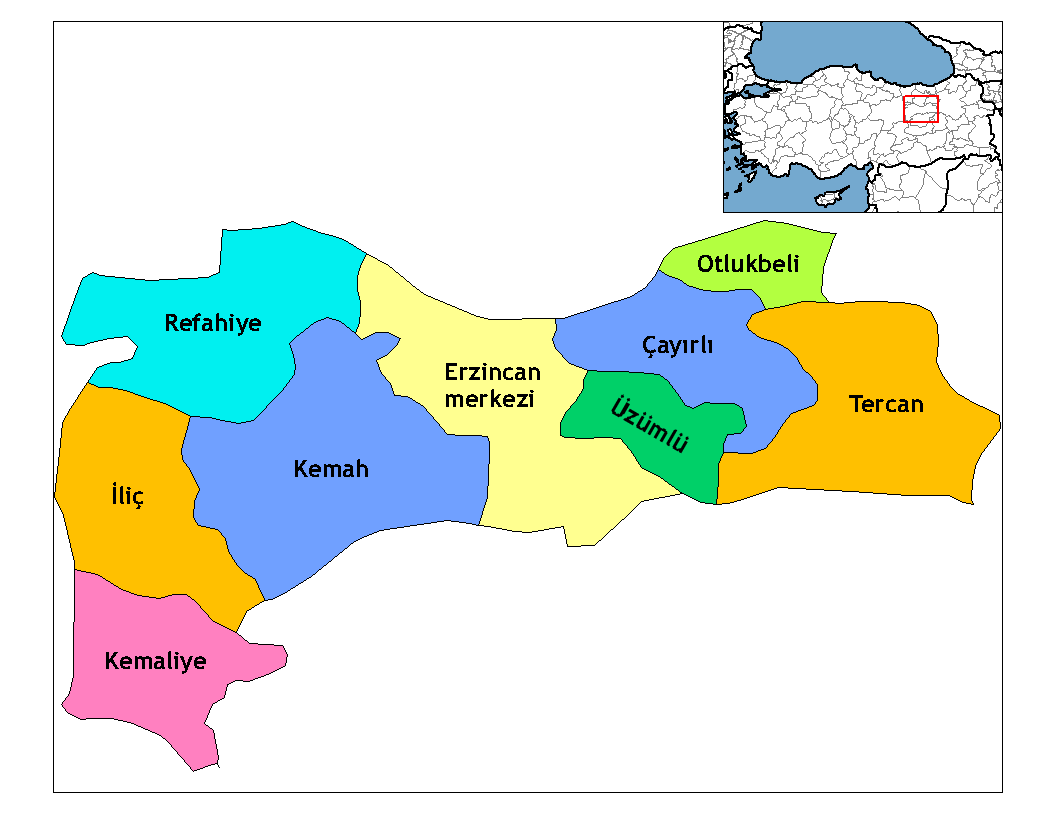
Districts d'Erzincan

  - Erzincan: 135.511 (districte central)
  - Tercan: 18.646
  - Üzümlü: 13.467
  - Refahiye: 11.051
  - Çayırlı: 10.440
  - Kemah: 6.951
  - İliç: 6.347
  - Kemaliye: 5.487
  - Otlukbeli: 2.745

### Província de Tsolakert

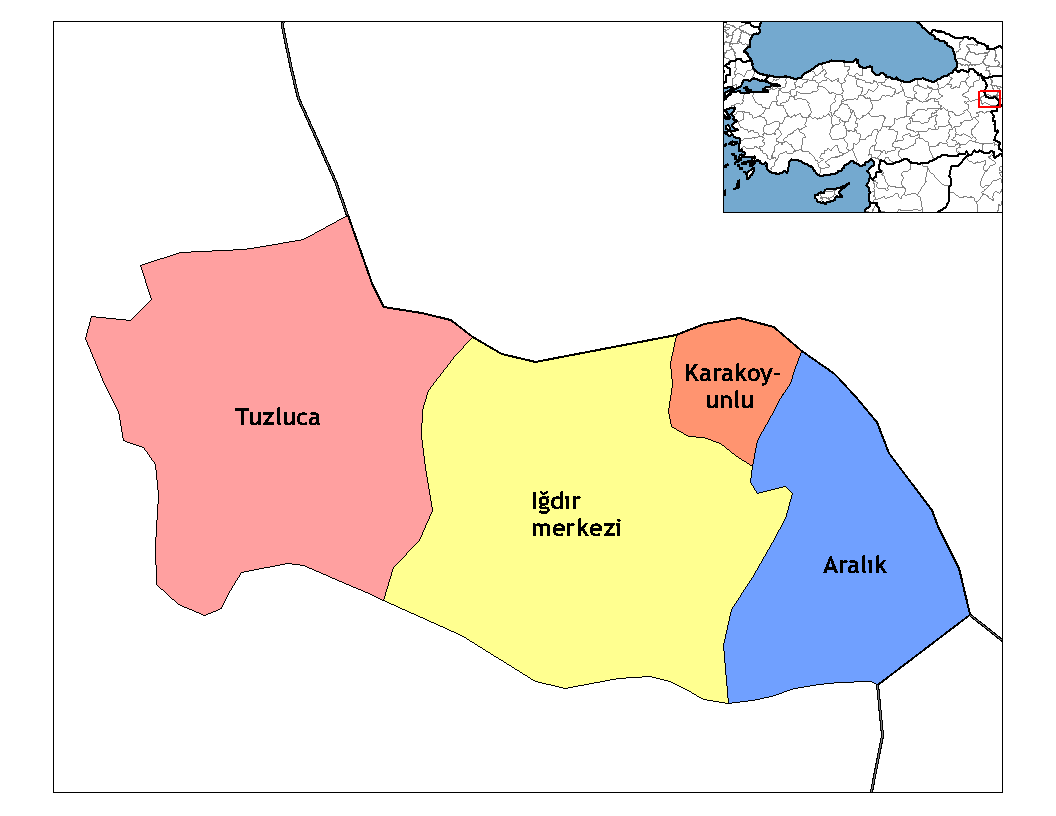
Districtes de Tsolakert

- - Tsolakert: 121.848 (districte central)
  - Koghb: 25.739
  - Aralix: 22.165
  - Qaraqoyunlu: 14.273

### Província d'Ardahan
- Total: 112.242

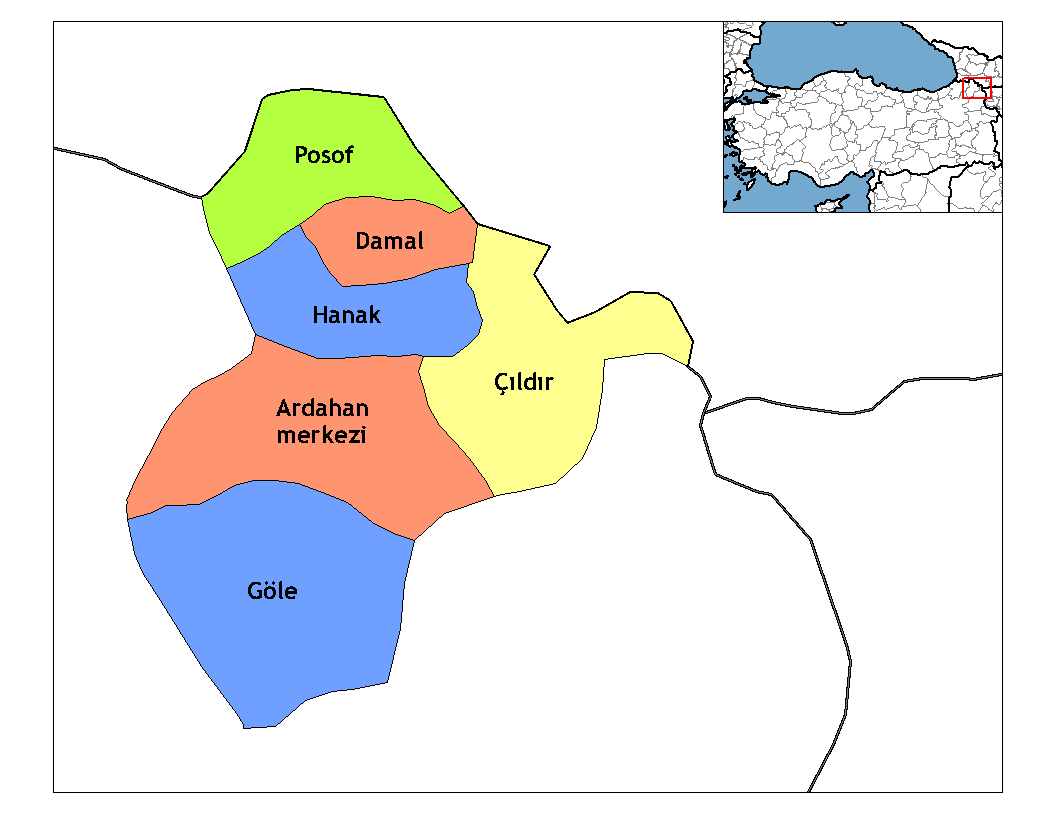
Districtes d'Ardahan

  - Ardahan: 40.875 (districte central)
  - Göle: 32.578
  - Çıldır: 11.800
  - Hanak: 10.666
  - Posof: 9.215
  - Damal: 7.108

### Província de Tunceli
- Total: 86.449

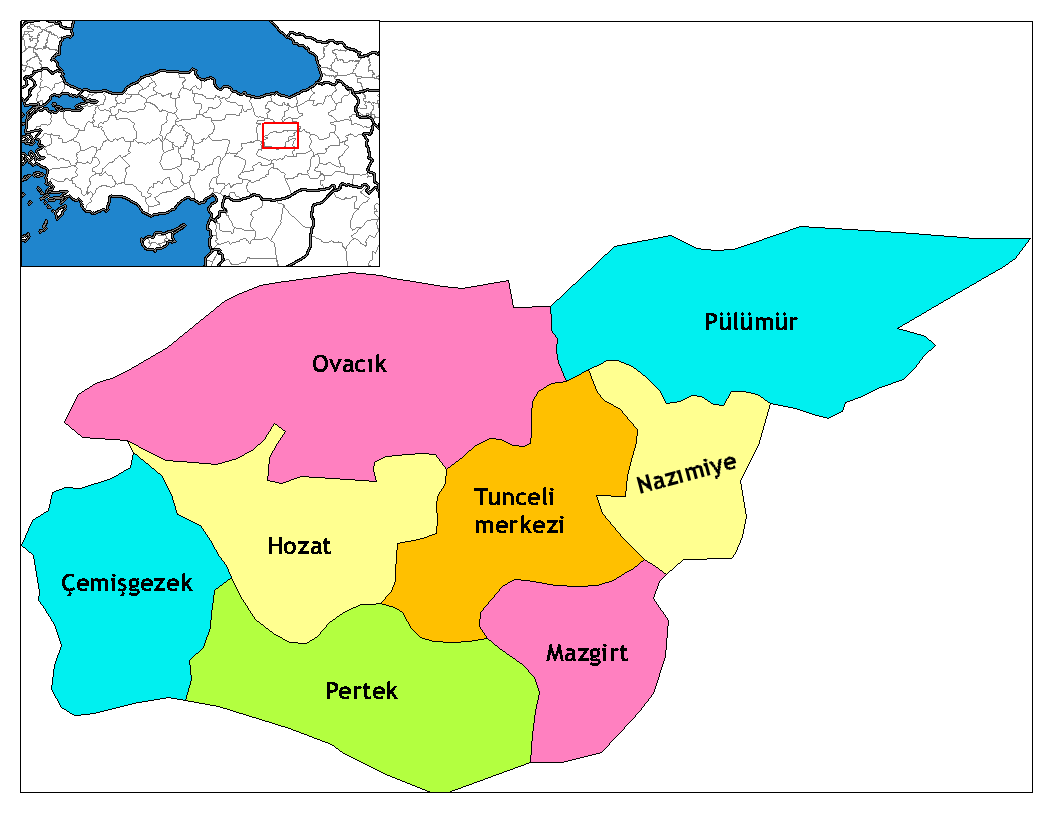
Districtes de Tunceli

  - Tunceli: 33.316 (districte central)
  - Pertek: 13.079
  - Mazgirt: 9.408
  - Çemişgezek: 8.572
  - Hozat: 8.349
  - Ovacık: 6.644
  - Nazımiye: 3.624
  - Pülümür: 3.457

## Regió de la Màrmara
Població: 21.044.783

### Província d'Istanbul

Districtes d'İstanbul

- Total: 12.697.164 (tots els districtes són «centrals»)
  - Bağcılar: 720.819 (districte central)
  - Küçükçekmece: 669.081 (districte central)
  - Bahçelievler: 571.683 (districte central)
  - Ümraniye: 553.935 (districte central)
  - Pendik: 541.619 (districte central)
  - Kadıköy: 533.452 (districte central)
  - Üsküdar: 524.889 (districte central)
  - Esenler: 464.557 (districte central)
  - Gaziosmanpaşa: 460.675 (districte central)
  - Sultangazi: 444.295 (districte central)
  - Fatih: 443.955 (districte central)
  - Kartal: 426.748 (districte central)
  - Maltepe: 417.605 (districte central)
  - Kağıthane: 415.130 (districte central)
  - Esenyurt: 373.017 (districte central)
  - Ataşehir: 351.046 (districte central)
  - Avcılar: 333.944 (districte central)
  - Eyüp: 323.038 (districte central)
  - Güngören: 314.271 (districte central)
  - Şişli: 312.666 (districte central)
  - Ili: 312.666 (districte central)
  - Zeytinburnu: 288.058 (districte central)
  - Sultanbeyli: 282.026 (districte central)
  - Sarıyer: 277.372 (districte central)
  - Bayrampaşa: 268.276 (districte central)
  - Beyoğlu: 245.064 (districte central)
  - Beykoz: 243.454 (districte central)
  - Sancaktepe: 229.093 (districte central)
  - Bakırköy: 214.810 (districte central)
  - Başakşehir: 207.542 (districte central)
  - Beylikdüzü: 185.633 (districte central)
  - Beşiktaş: 185.373 (districte central)
  - Tuzla: 170.453 (districte central)
  - Arnavutköy: 163.510 (districte central)
  - Büyükçekmece: 163.140 (districte central)
  - Çekmeköy: 147.352 (districte central)
  - Silivri: 124.601 (districte central)
  - Çatalca: 62.339 (districte central)
  - Şile: 28.571 (districte central)
  - Adalar: 14.072 (districte central)

### Província de Bursa
- Total: 2.507.963
  - Bursa: 1.881.899

Districtes de Bursa

  - Osmangazi: 753.217 (districte central)
  - Yıldırım: 593.768 (districte central)
  - Nilüfer: 270.502 (districte central)
  - İnegöl: 213.100
  - Mustafakemalpaşa: 102.171
  - Gemlik: 98.770 (districte central)
  - Karacabey: 79.224
  - Orhangazi: 74.120
  - Mudanya: 65.899 (districte central)
  - Gürsu: 52.948 (districte central)
  - Yenişehir: 51.687
  - Kestel: 46.795 (districte central)
  - İznik: 44.524
  - Orhaneli: 24.072
  - Keles: 15.468
  - Büyükorhan: 13.542
  - Harmancık: 8.156

### Província de Kocaeli

Districtes de Kocaeli

- Total: 1.470.358 (tots els districtes són «centrals»)
  - İzmit: 286.515 (districte central)
  - Gebze: 288.569 (districte central)
  - Gölcük: 136.513 (districte central)
  - Darıca: 135.966 (districte central)
  - Körfez: 129.110 (districte central)
  - Derince: 121.504 (districte central)
  - Kartepe: 87.896 (districte central)
  - Çayırova: 78.430 (districte central)
  - Başiskele: 65.121 (districte central)
  - Karamürsel: 49.719 (districte central)
  - Kandıra: 47.041 (districte central)
  - Dilovası: 43.974 (districte central)

### Província de Balıkesir
- Total: 1.130.276

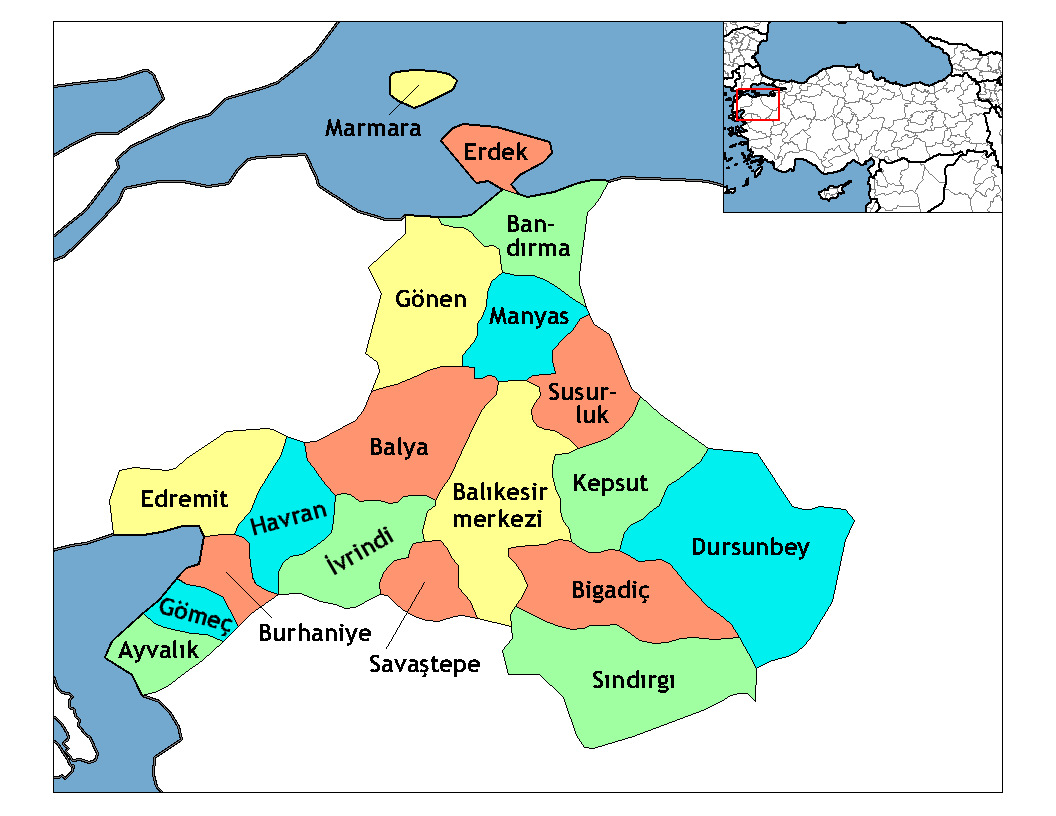
Districtes de Balıkesir

  - Balikesir: 317.839 (districte central)
  - Bandırma: 130.474
  - Edremit: 113.453
  - Gönen: 73.005
  - Ayvalık: 61.730
  - Burhaniye: 49.380
  - Bigadiç: 49.261
  - Dursunbey: 45.780
  - Susurluk: 42.528
  - Sındırgı: 40.648
  - İvrindi: 38.072
  - Erdek: 34.704
  - Havran: 28.158
  - Kepsut: 25.170
  - Manyas: 22.997
  - Savaştepe: 20.627
  - Balya: 15.961
  - Gömeç: 11.581
  - Marmara: 8.908

### Província de Sakarya
- Total: 851.292
  - Sakarya: 422.772

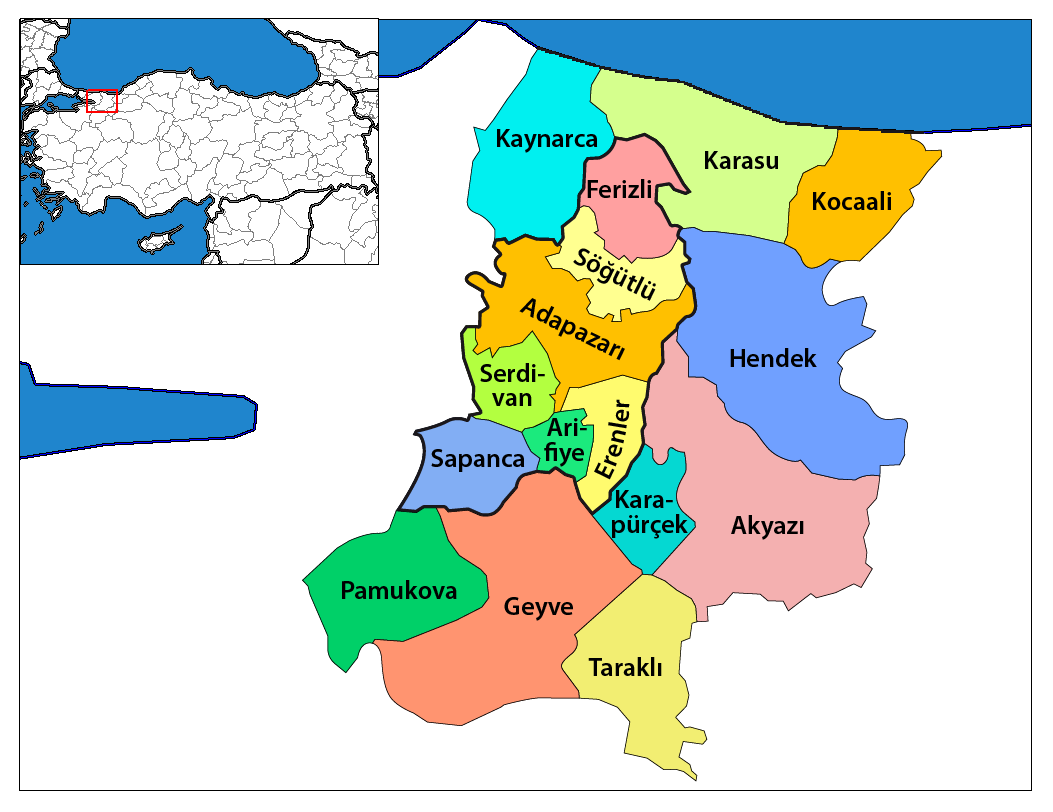
Districtes de Sakarya

  - Adapazarı: 237.259 (districte central)
  - Akyazı: 83.747
  - Serdivan: 75.602 (districte central)
  - Hendek: 74.607
  - Erenler: 72.621 (districte central)
  - Karasu: 53.275
  - Geyve: 46.629
  - Arifiye: 37.290 (districte central)
  - Sapanca: 36.916
  - Pamukova: 26.757
  - Kocaali: 24.622
  - Ferizli: 24.157
  - Kaynarca: 23.376
  - Söğütlü: 14.193
  - Karapürçek: 12.548
  - Taraklı: 7.693

### Província de Tekirdağ
- Total: 770.772
  - Çorlu: 236.682

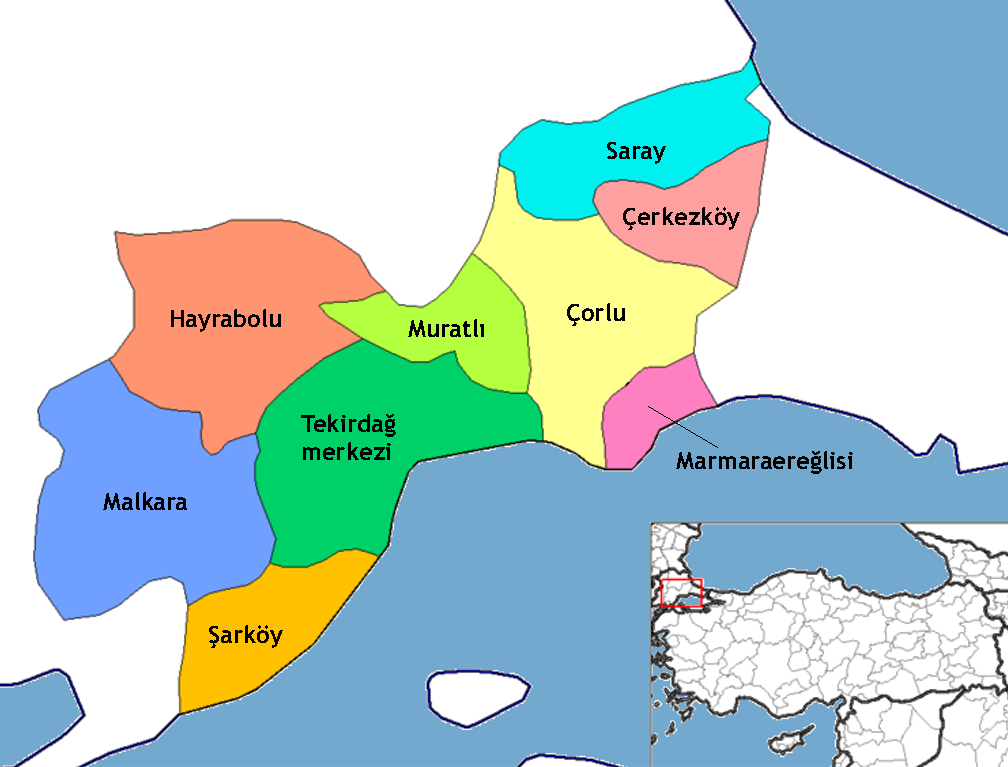
Districtes de Tekirdağ

  - Tekirdag: 166.313 (districte central)
  - Çerkezköy: 147.239
  - Malkara: 56.308
  - Saray: 45.639
  - Hayrabolu: 37.422
  - Şarköy: 29.933
  - Muratlı: 26.175
  - Marmara Ereğlisi: 25.061

### Província de Çanakkale

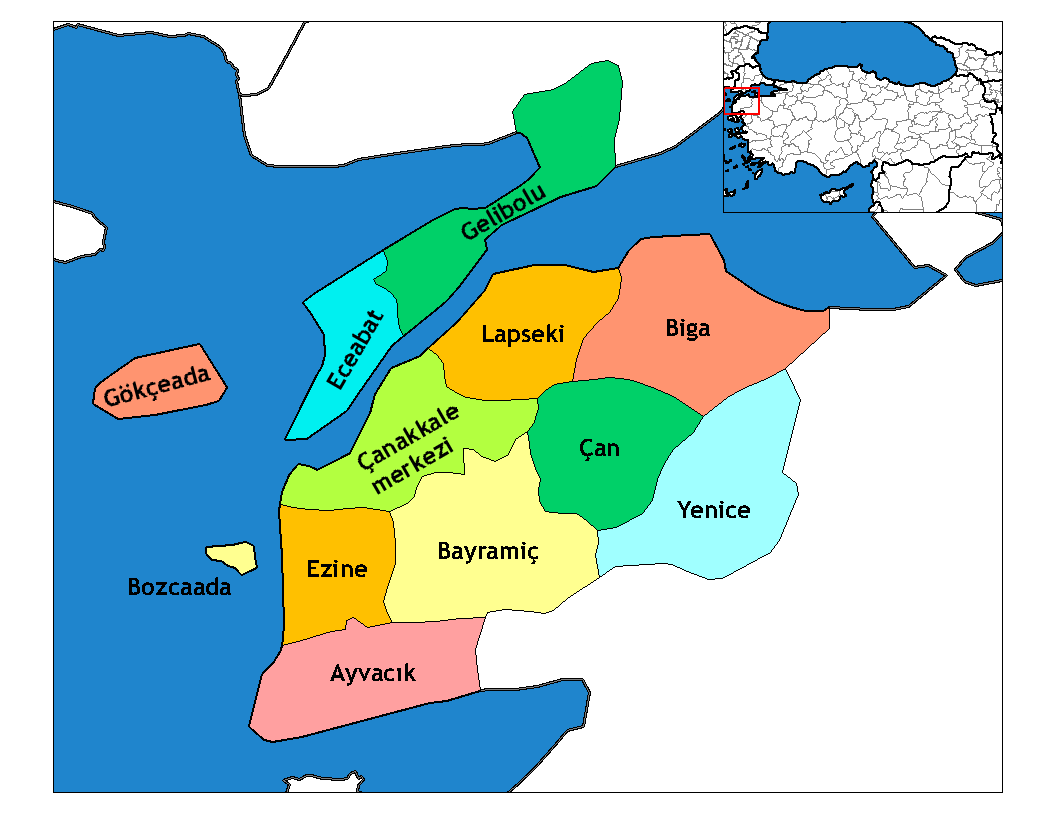
Districtes de Çanakkale

- - Çanakkale: 119.207 (districte central)
  - Biga: 81.363
  - Çan: 51.428
  - Gal·lípoli: 44.623
  - Yenice: 37.110
  - Ezine: 32.833
  - Bayramiç: 31.024
  - Ayvacık: 30.409
  - Lapseki: 27.149
  - Eceabat: 9.559
  - Imbros: 7.475
  - Bozcaada: 2.611

### Província d'Edirne
- Total: 394.644

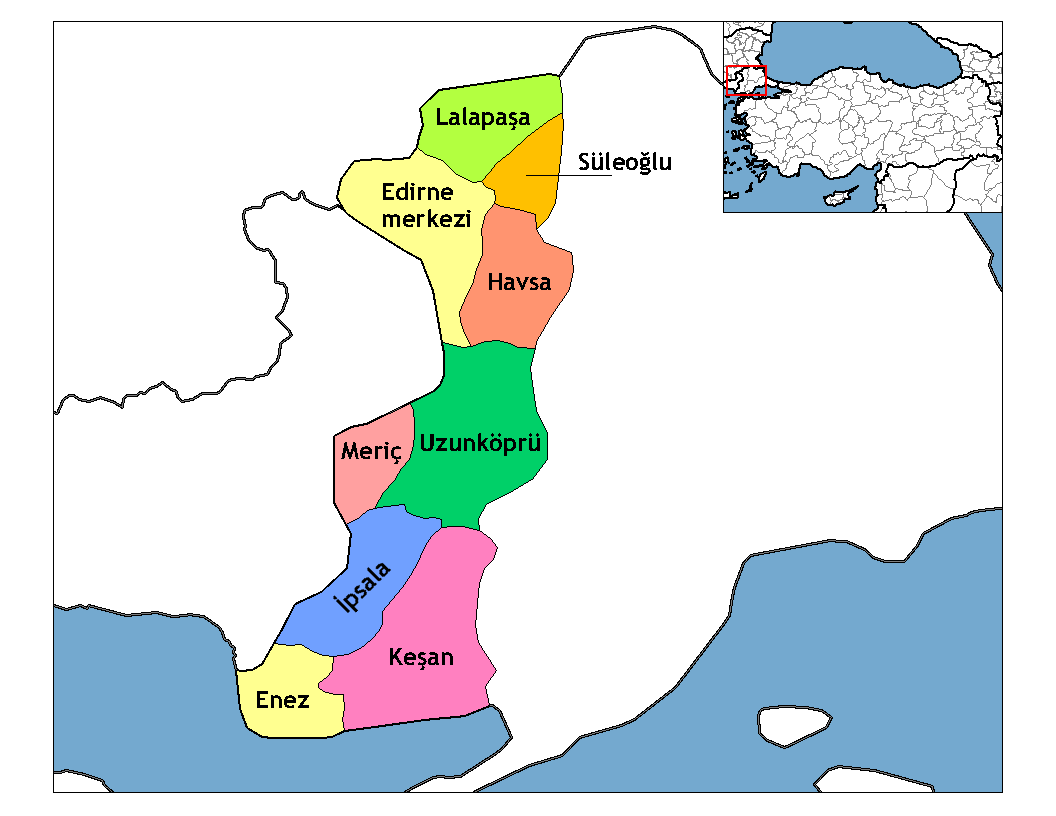
Districtes d'Edirne

  - Edirne: 153.199 (districte central)
  - Keşan: 77.044
  - Uzunköprü: 69.478
  - İpsala: 30.655
  - Havsa: 21.556
  - Meriç: 16.504
  - Enez: 10.723
  - Lalapaşa: 7.997
  - Süloğlu: 7.488

### Província de Kırklareli
- Total: 336.942
  - Lüleburgaz: 132.912

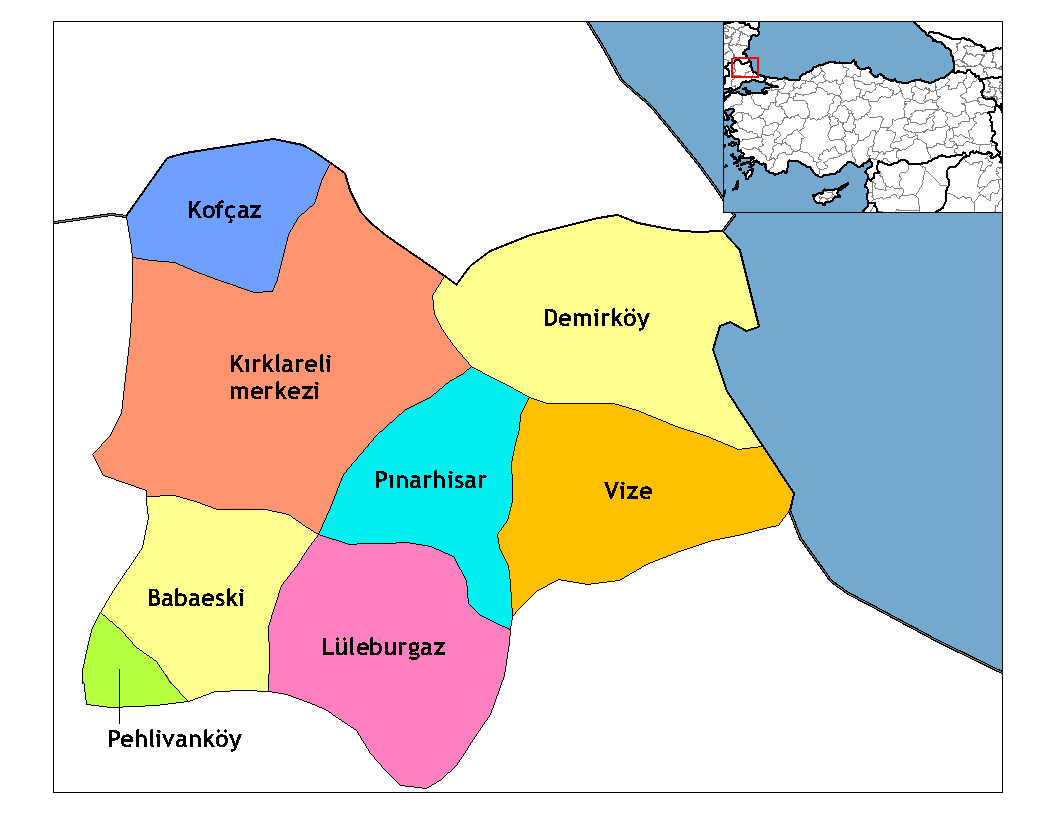
Districtes de Kırklareli

  - Kırklareli: 84.868 (districte central)
  - Babaeski: 51.780
  - Vize: 30.086
  - Pınarhisar: 20.456
  - Demirköy: 9.054
  - Pehlivanköy: 4.823
  - Kofçaz: 2.963

### Província de Yalova
- Total: 197.412

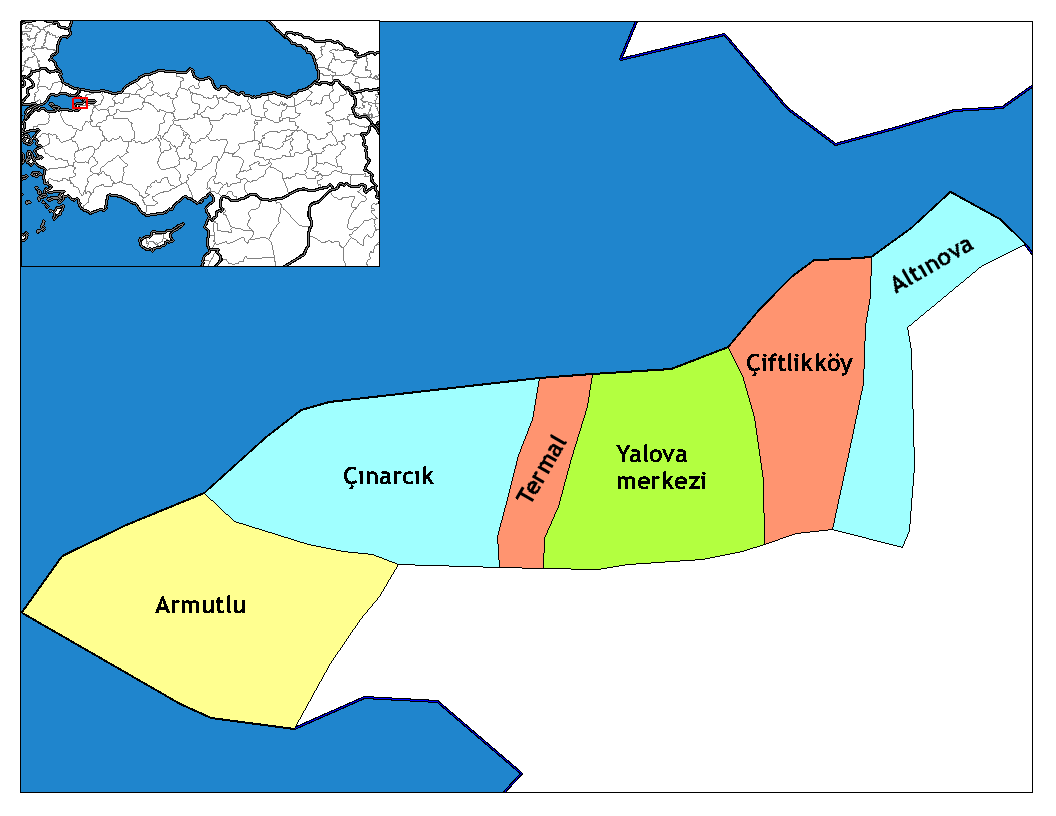
Districtes de Yalova

  - Yalova: 107.609 (districte central)
  - Çınarcık: 27.682
  - Çiftlikköy: 25.630
  - Altınova: 23.563
  - Armutlu: 7.821
  - Termal: 5.107

### Província de Bilecik
- Total: 193.169
  - Bozüyük: 65.369

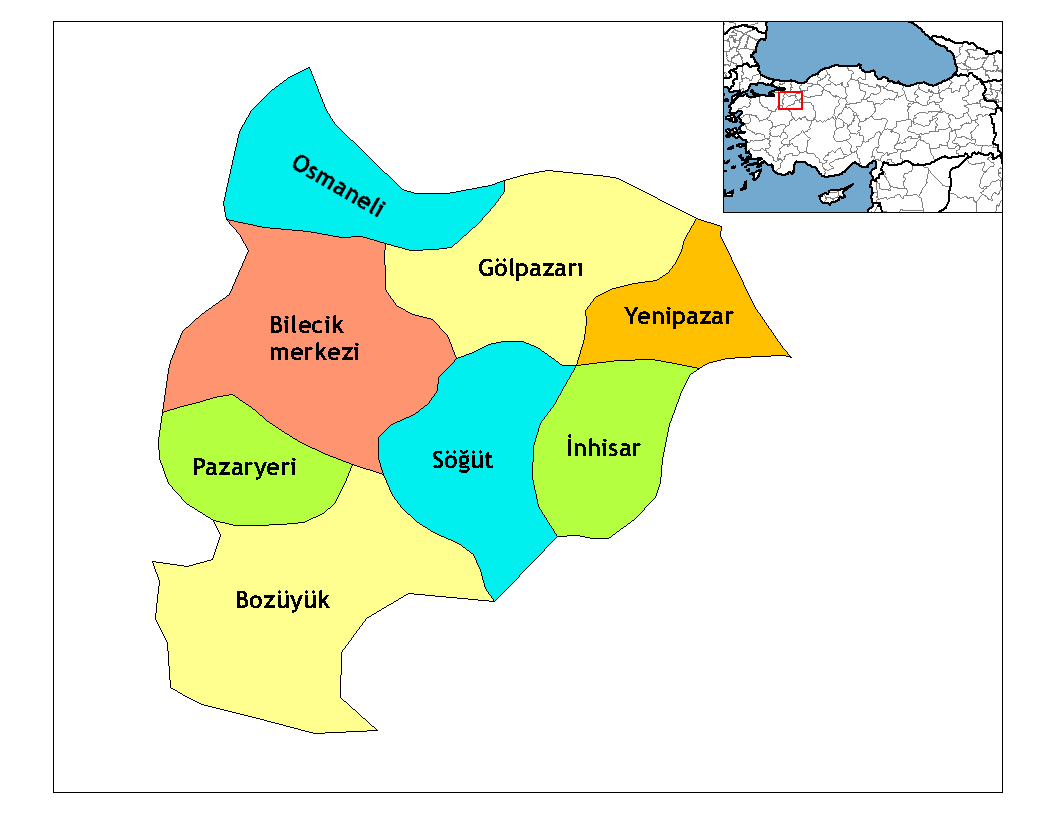
Districtes de Bilecik

  - Bilecik: 56.583 (districte central)
  - Osmaneli: 21.094
  - Söğüt: 19.277
  - Gölpazarı: 11.809
  - Pazaryeri: 11.722
  - Yenipazar: 3.812
  - İnhisar: 3.503

## Regió de la Mediterrània
Població: 9.050.691

### Província d'Adana
- Total: 2.026.319
  - Adana: 1.572.583

Districtes d'Adana

  - Seyhan: 752.308 (districte central)
  - Yüreğir: 416.160 (districte central)
  - Çukurova: 271.344 (districte central)
  - Ceyhan: 158.833
  - Kozan: 124.669
  - Sarıçam: 109.290 (districte central)
  - İmamoğlu: 31.257
  - Karaisalı: 23.481 (districte central)
  - Karataş: 22.472
  - Pozantı: 21.963
  - Feke: 19.952
  - Yumurtalik: 19.625
  - Tufanbeyli: 19.045
  - Aladağ: 18.249
  - Saimbeyli: 17.671

### Província d'Antalya
- Total: 1.859.275
  - Antalya: 955.596

Districtes d'Antalya

  - Kepez: 387.904 (districte central)
  - Muratpaşa: 377.857 (districte central)
  - Alanya: 233.919
  - Manavgat: 179.311
  - Serik: 101.961
  - Konyaaltı: 92.126 (districte central)
  - Kumluca: 65.109
  - Aksu: 57.072 (districte central)
  - Kaş: 50.786
  - Korkuteli: 49.553
  - Gazipaşa: 48.675
  - Finike: 46.520
  - Döşemealtı: 40.637 (districte central)
  - Elmalı: 38.077
  - Kemer: 35.639
  - Demre: 25.076
  - Akseki: 15.828
  - Gündoğmuş: 9.246
  - İbradı: 3.979

### Província de Mersin
- Total: 1.602.908
  - Tars: 303.661

Districtes de Mersin

  - Akdeniz: 283.011 (districte central)
  - Toroslar: 267.427 (districte central)
  - Yenişehir: 182.246 (districte central)
  - Erdemli: 125.081
  - Mezitli: 122.574 (districte central)
  - Silifke: 112.465
  - Mut: 64.602
  - Anamur: 63.011
  - Gülnar: 30.304
  - Bozyazı: 26.336
  - Aydincik: 11.632
  - Çamlıyayla: 10.558

### Província de Hatay
- Total: 1.313.287

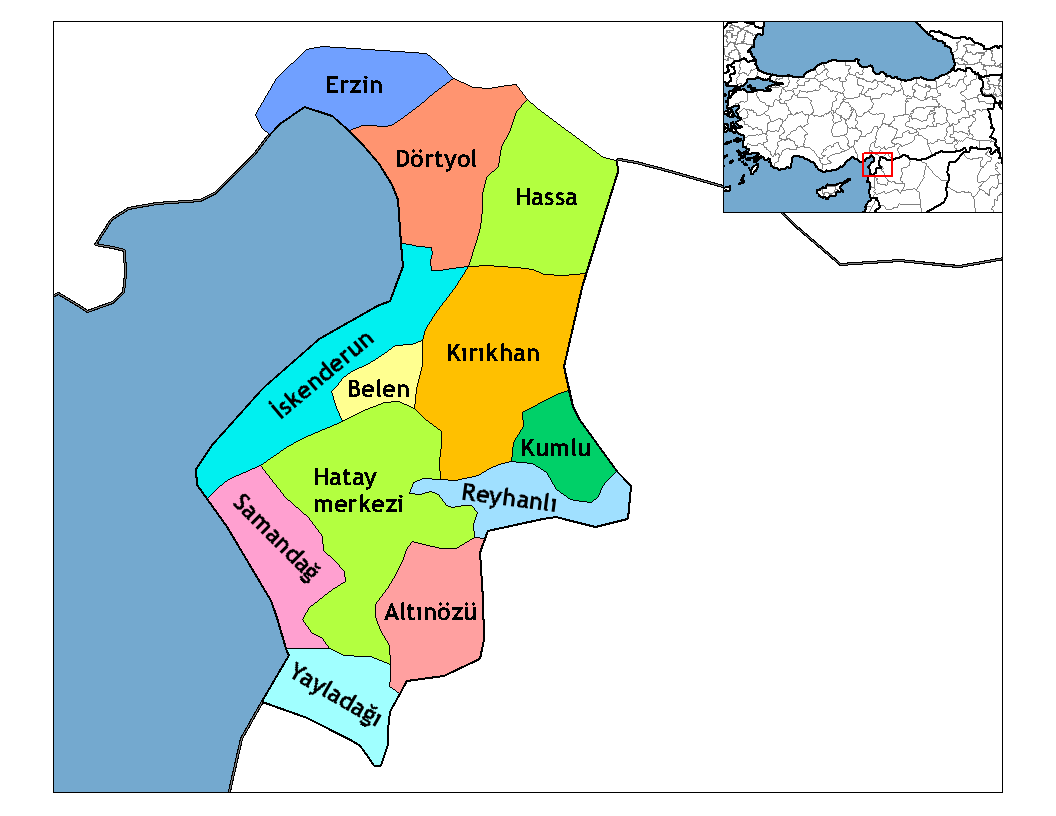
Districtes de Hatay

  - Antioquia: 327.451 (districte central)
  - Iskenderun: 304.891
  - Dörtyol: 143.914
  - Samandağ: 129.011
  - Kırıkhan: 102.424
  - Reyhanlı: 84.831
  - Altınözü: 63.117
  - Hassa: 54.630
  - Erzin: 39.279
  - Belen: 27.928
  - Yayladağı: 22.085
  - Kumlu: 13.726

### Província de Kahramanmaraş
- Total: 1.029.298

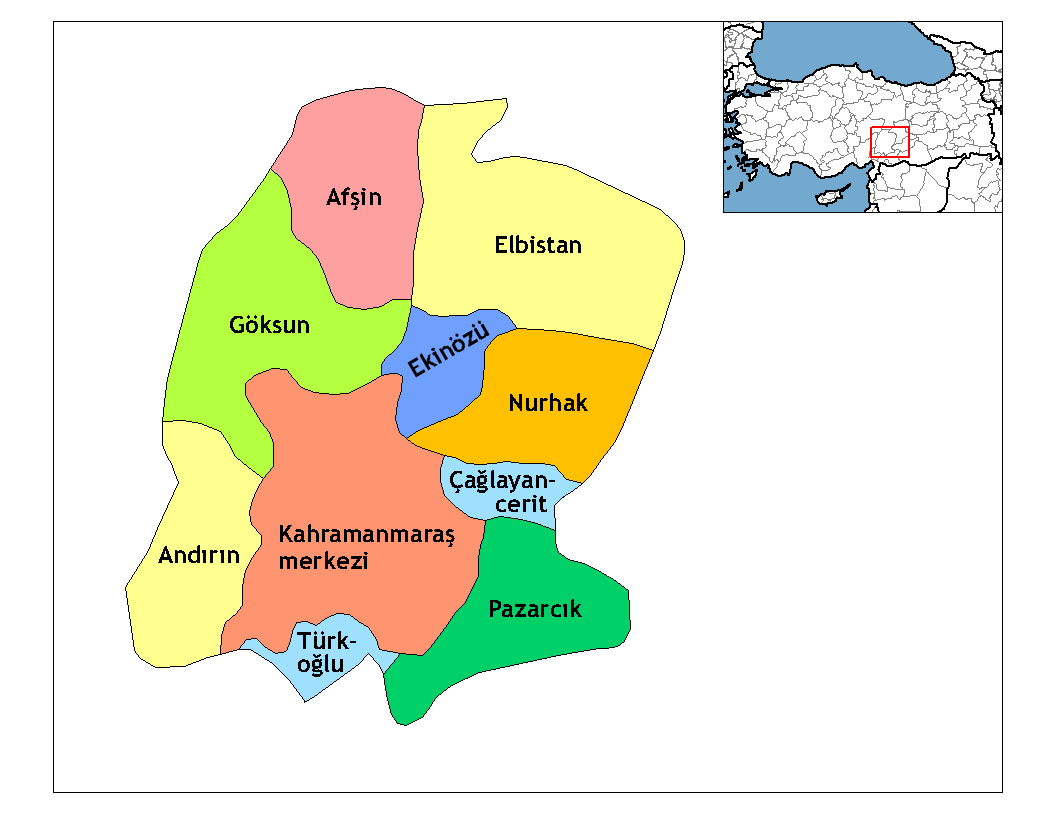
Districtes de Kahramanmaraş

  - Kahramanmaraş: 511.887 (districte central)
  - Elbistan: 131.948
  - Afşin: 86.926
  - Pazarcık: 77.371
  - Türkoğlu: 64.980
  - Göksun: 56.668
  - Andırın: 41.371
  - Çağlayancerit: 27.051
  - Ekinözü: 15.635
  - Nurhak: 15.461

### Província d'Osmaniye
- Total: 464.704

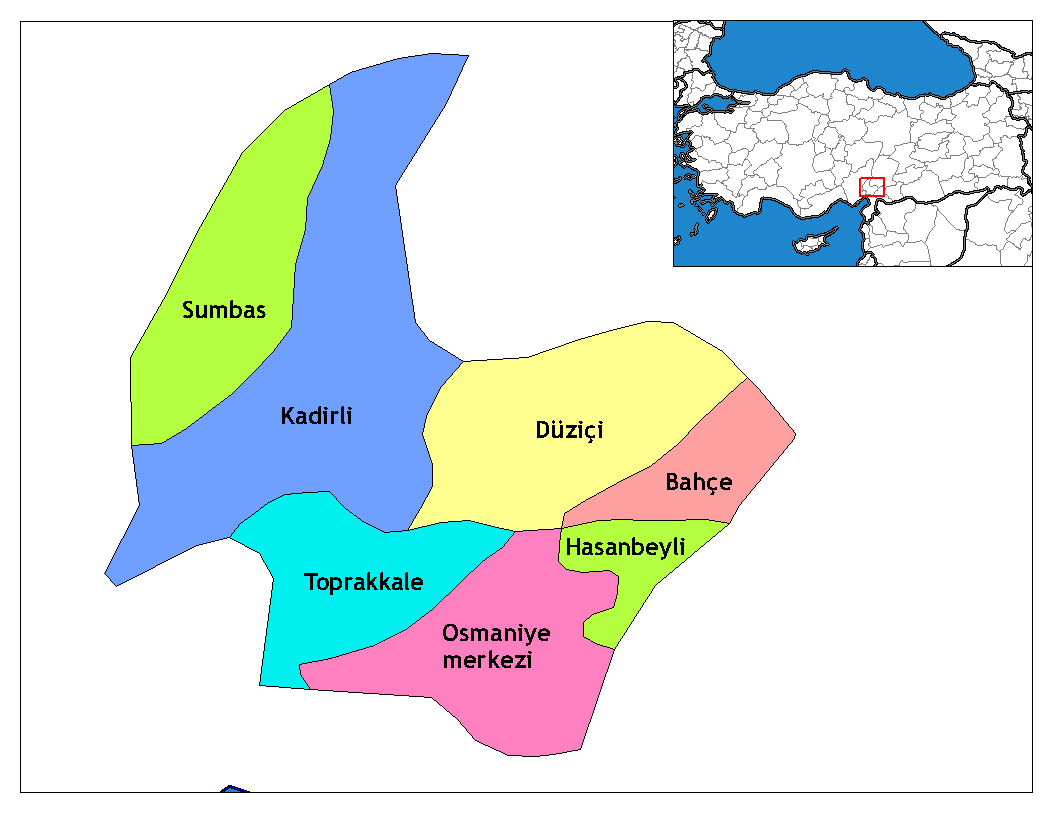
Districtes d'Osmaniye

  - Osmaniye: 219.411 (districte central)
  - Kadirli: 113.236
  - Düziçi: 76.273
  - Bahçe: 21.212
  - Sumbas: 15.911
  - Toprakkale: 13.582
  - Hasanbeyli: 5.079

### Província d'Isparta
- Total: 407.463

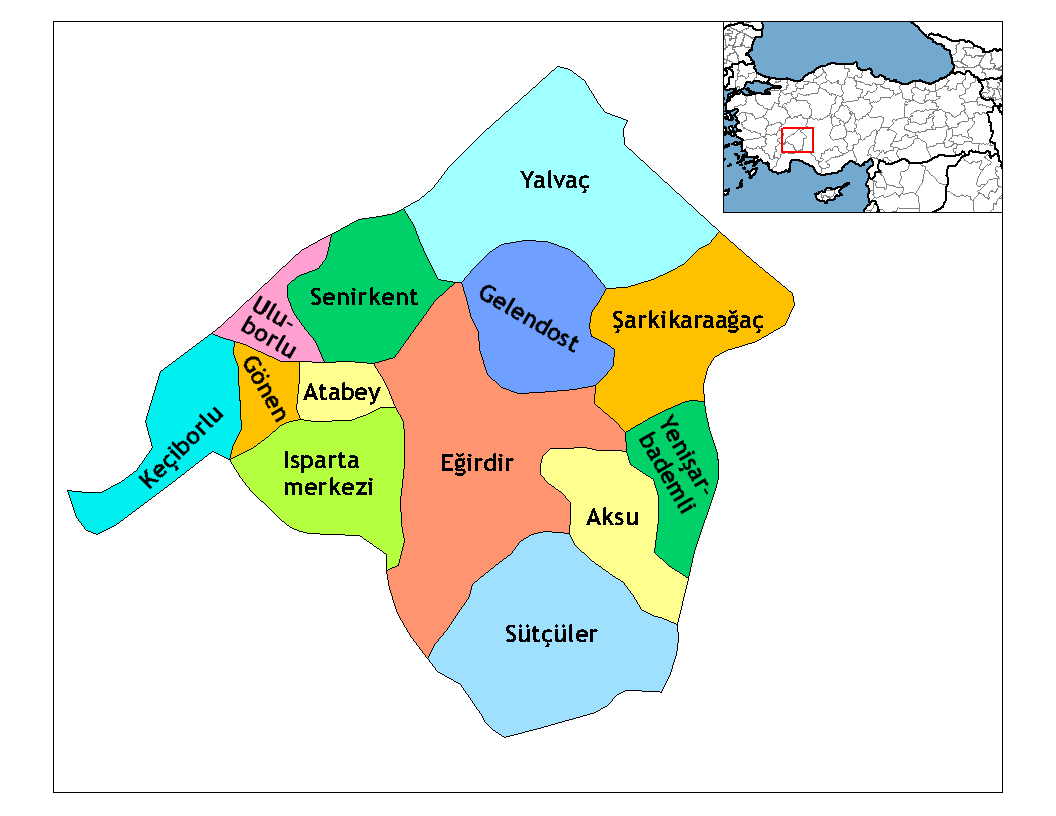
Districtes d'Isparta

  - Isparta: 197.169 (districte central)
  - Yalvaç: 56.563
  - Eğirdir: 35.684
  - Şarkikaraağaç: 28.992
  - Gelendost: 17.334
  - Keçiborlu: 15.804
  - Senirkent: 13.088
  - Sütçüler: 12.594
  - Gönen: 8.703
  - Uluborlu: 7.598
  - Atabey: 6.022
  - Aksu: 5.374
  - Yenişarbademli: 2.538

### Província de Burdur
- Total: 247.437

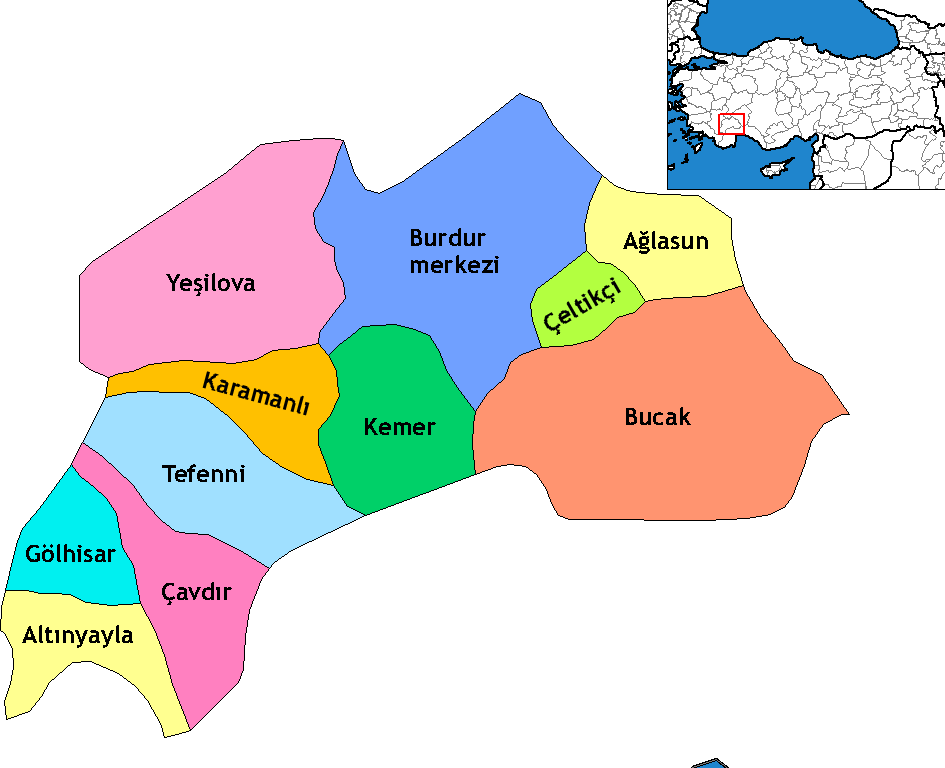
Districtes de Burdur

  - Burdur: 91.086 (districte central)
  - Bucak: 59.902
  - Gölhisar: 20.901
  - Yeşilova: 17.987
  - Çavdır: 13.246
  - Tefenni: 10.478
  - Ağlasun: 9.575
  - Karamanlı: 7.909
  - Çeltikçi: 6.501
  - Altınyayla: 5.664
  - Kemer: 4.188

## Regió d'Anatòlia del Sud-est
Població: 7.350.752

### Província de Gaziantep
- Total: 1.612.223
  - Gaziantep: 1.312.351

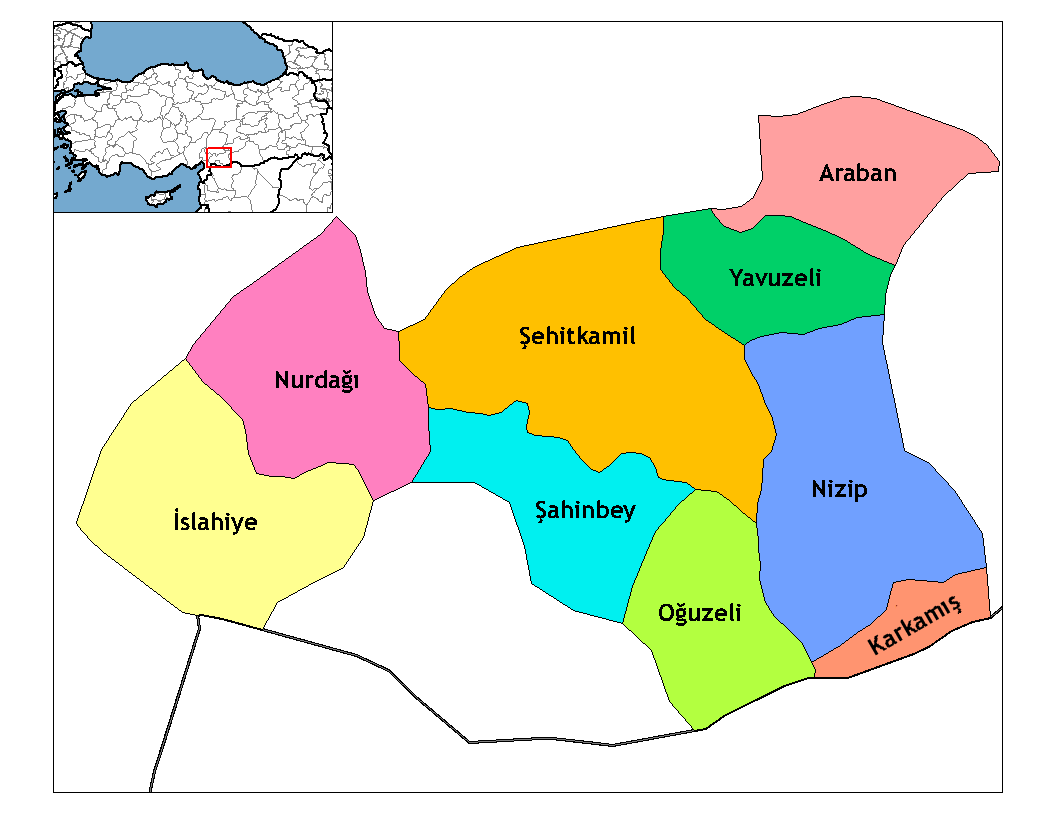
Districtes de Gaziantep

  - Şahinbey: 700.056 (districte central)
  - Şehitkamil: 581.734 (districte central)
  - Nizip: 132.018 (districte central)
  - İslahiye: 65.218
  - Nurdağı: 37.878
  - Araban: 31.770
  - Oğuzeli: 30.561 (districte central)
  - Yavuzeli: 21.128
  - Karkamış: 11.860

### Província de Şanlıurfa
- Total: 1.574.224

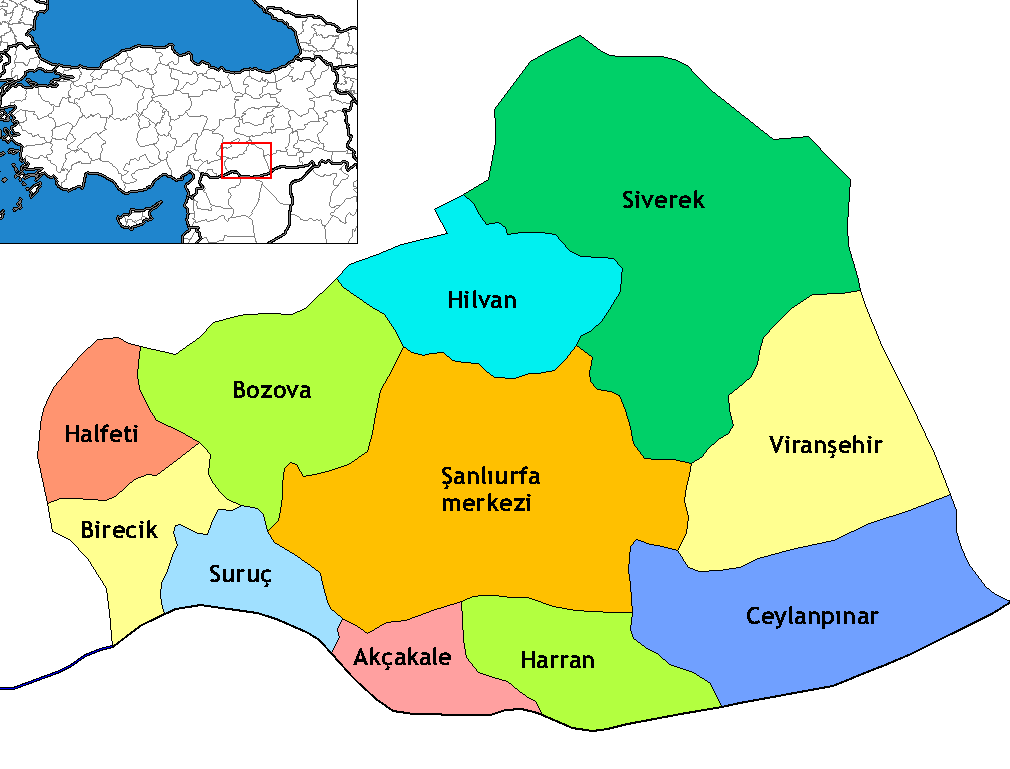
Districtes de Şanlıurfa

  - Şanlıurfa: 674.515 (districte central)
  - Siverek: 204.638
  - Viranşehir: 154.423
  - Suruç: 102.109
  - Birecik: 85.921
  - Akçakale: 79.728
  - Ceylanpınar: 71.272
  - Harran: 61.520
  - Bozova: 58.575
  - Hilvan: 40.776
  - Halfeti: 40.747

### Província de Diyarbakır
- Total: 1.492.828
  - Diyarbakir: 851.902

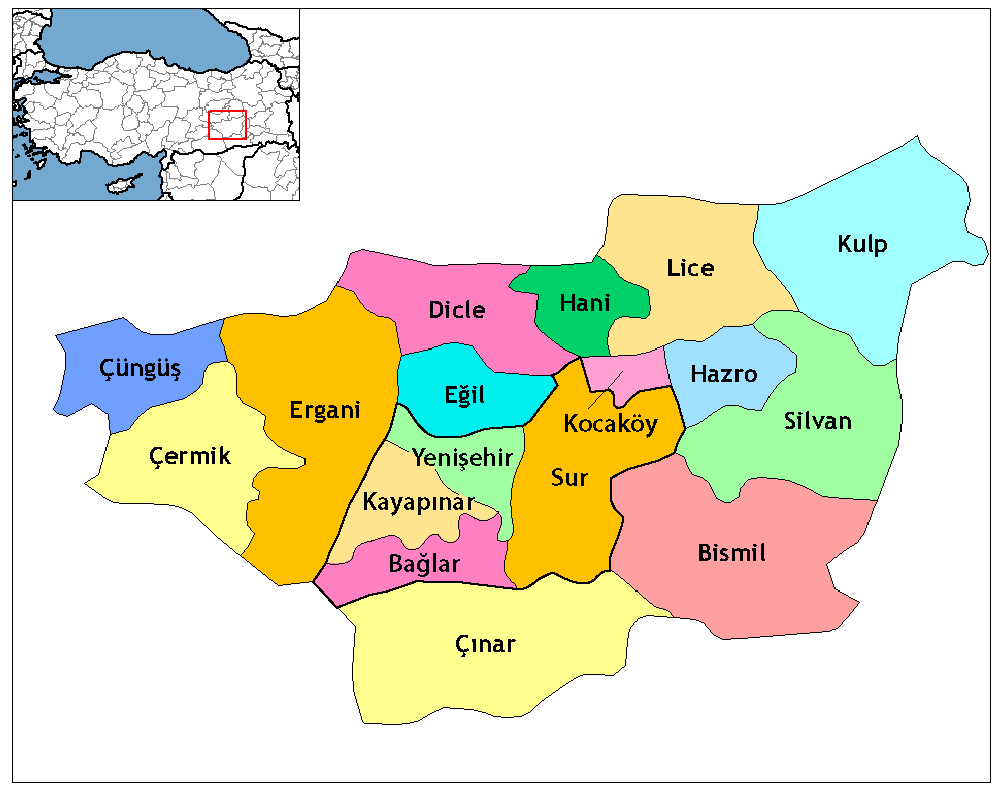
Districtes de Diyarbakır

  - Bağlar: 334.954 (districte central)
  - Kayapınar: 194.601 (districte central)
  - Yenişehir: 186.901 (districte central)
  - Sur: 135.446 (districte central)
  - Ergani: 111.921
  - Bismil: 109.359
  - Silvan: 86.256
  - Çınar: 65.964
  - Çermik: 50.961
  - Dicle: 44.265
  - Kulp: 36.588
  - Hani: 32.320
  - Lice: 31.251
  - Eğil: 23.688
  - Hazro: 18.798
  - Kocaköy: 15.718
  - Çüngüş: 13.837

### Província de Mardin
- Total: 750.697
  - Kızıltepe: 201.755

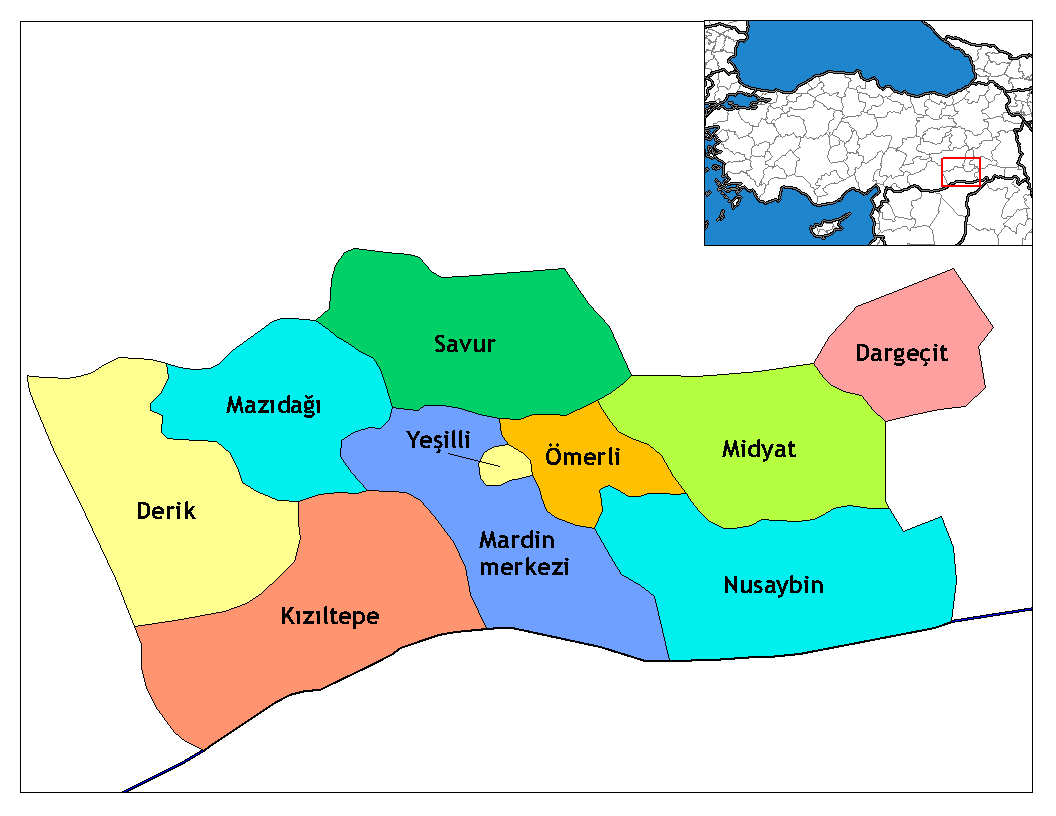
Districtes de Mardin

  - Mardin: 130.024 (districte central)
  - Midyat: 113.960
  - Nísibis: 113.007
  - Derik: 57.237
  - Savur: 35.186
  - Mazıdağı: 33.576
  - Dargeçit: 30.906
  - Yeşilli: 19.279
  - Ömerli: 15.767

### Província d'Adıyaman
- Total: 585.067

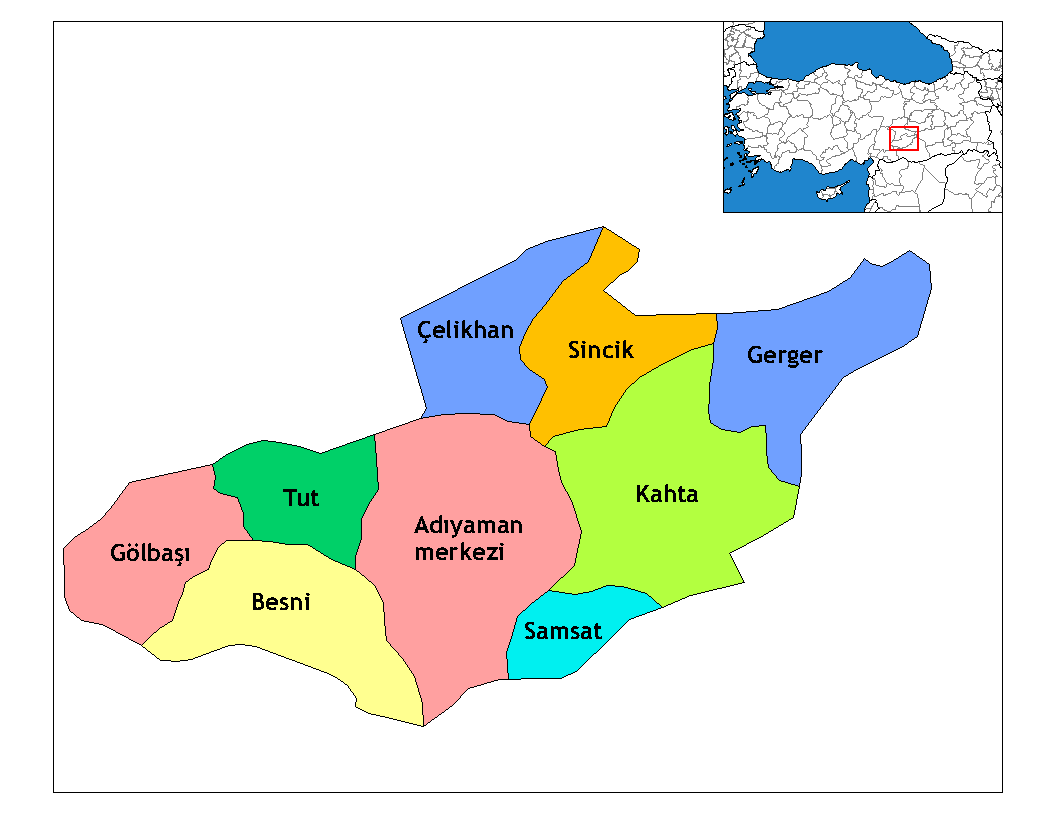
Districts d'Adıyaman

  - Adiyaman: 256.247 (districte central)
  - Kahta: 116.049
  - Besni: 80.651
  - Gölbaşı: 47.599
  - Gerger: 25.769
  - Sincik: 21.131
  - Çelikhan: 15.540
  - Tut: 11.482
  - Samsat: 10.599

### Província de Batman
- Total: 485.616

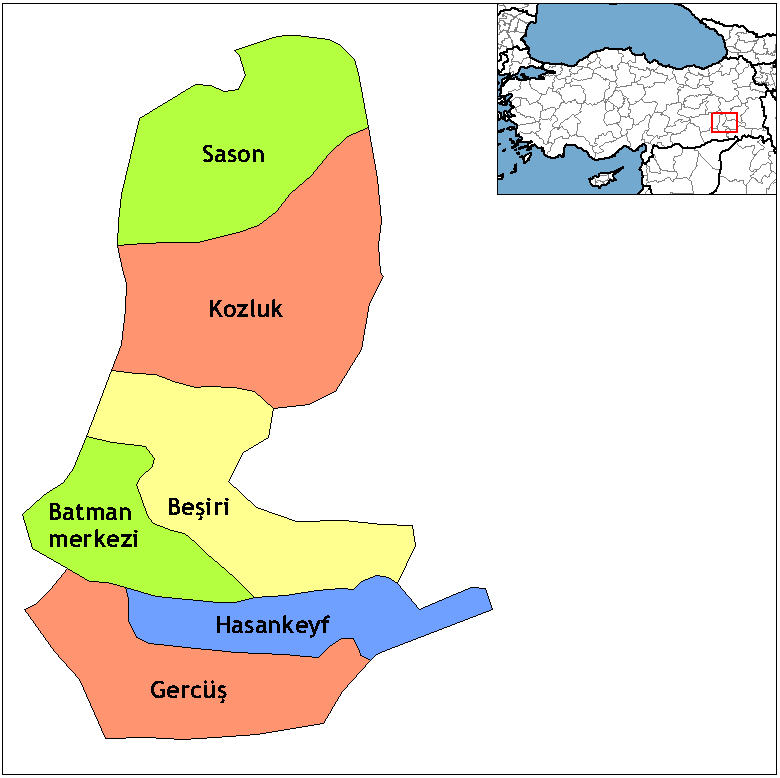
Districtes de Batman

  - Batman: 324.402 (districte central)
  - Kozluk: 62.114
  - Sassun: 33.295
  - Beşiri: 32.282
  - Gercüş: 26.111
  - Hasankeyf: 7.412

### Província de Şırnak
- Total: 430.424[1]
  - Cizre: 110.267
  - Silopi: 100.505

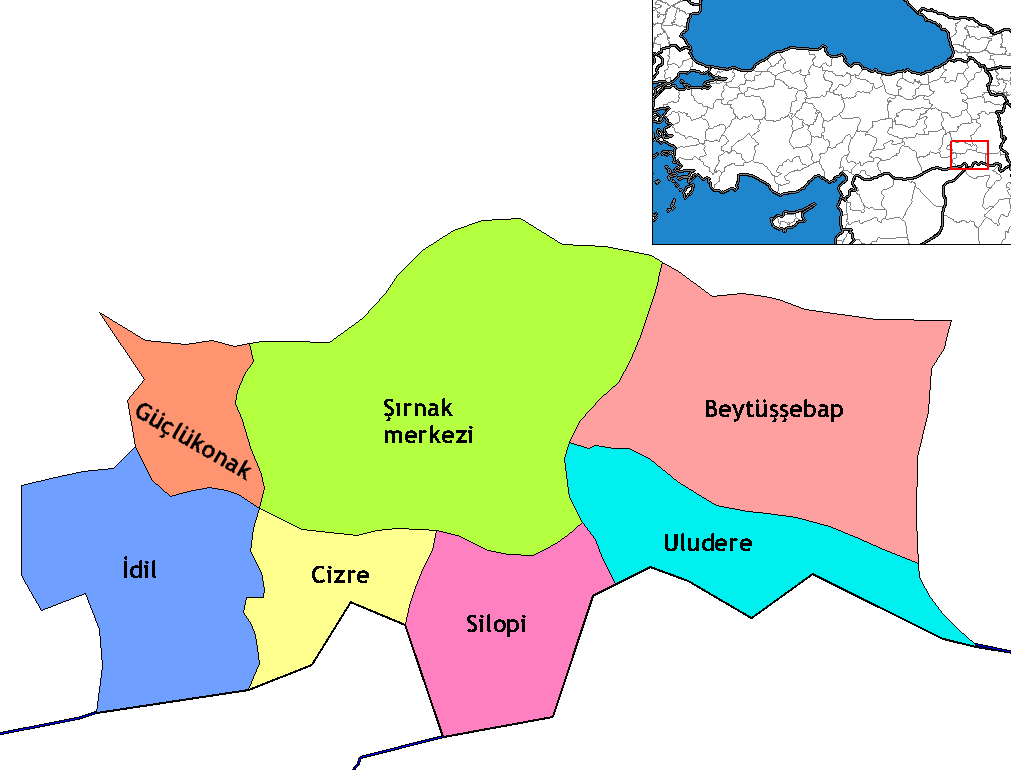
Districtes de Şırnak

  - Şırnak: 82.863 (districte central)
  - İdil: 67.854
  - Uludere: 38.511
  - Beytüşşebap: 19.462
  - Güçlükonak: 9.825

### Província de Siirt
- Total: 299.819

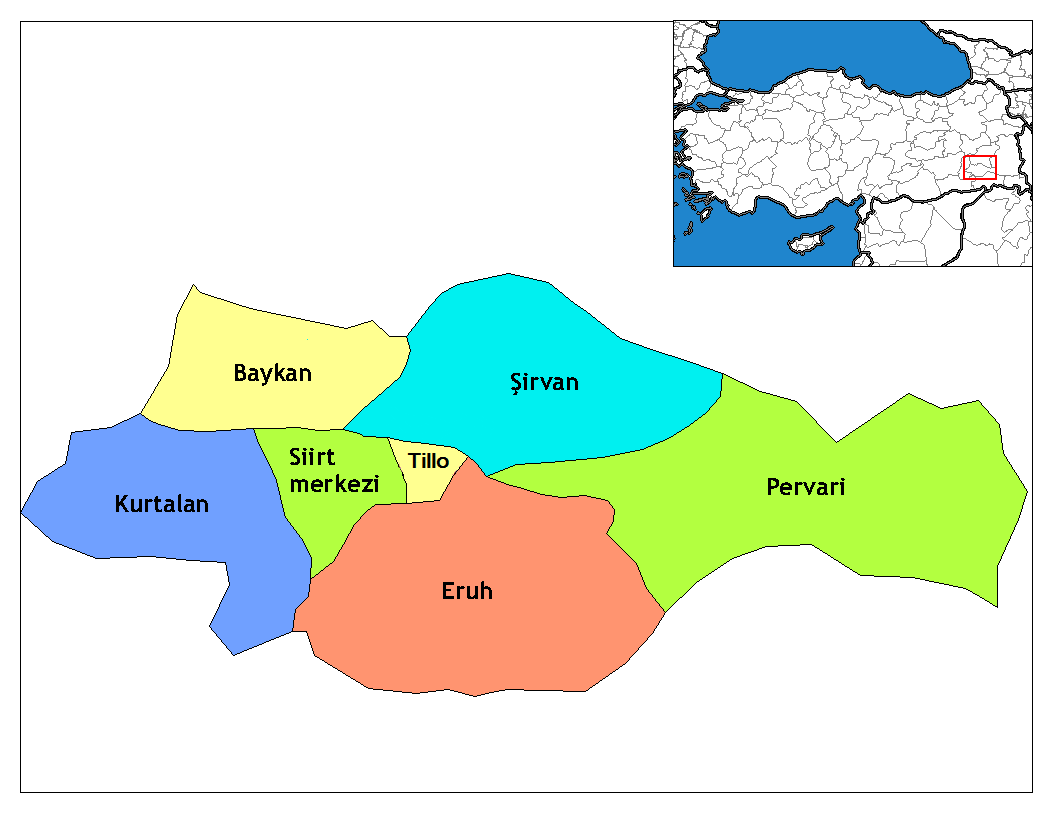
Districtes de Siirt

  - Siirt: 132.789 (districte central)
  - Kurtalan: 56.282
  - Pervari: 33.401
  - Baykan: 29.149
  - Şirvan: 24.389
  - Eruh: 19.775
  - Aydınlar: 4.034

### Província de Kilis
- Total: 120.991

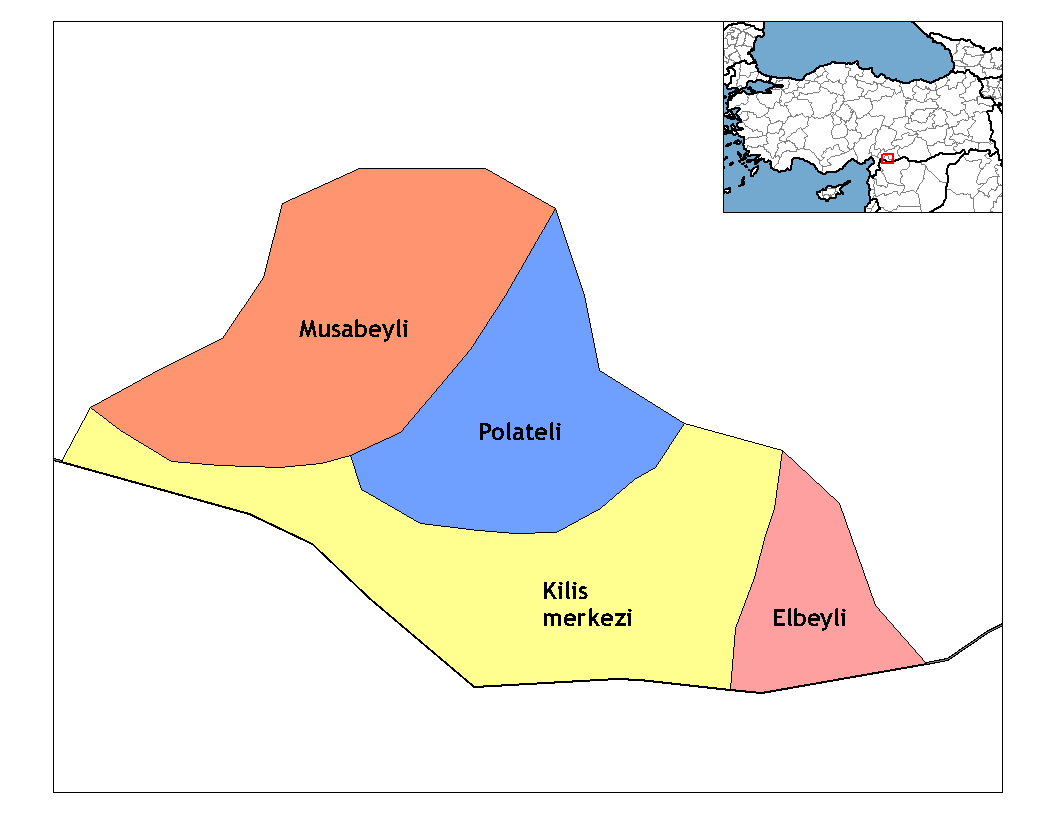
Districtes de Kilis

  - Kilis: 93.719 (districte central)
  - Musabeyli: 14.561
  - Elbeyli: 7.146
  - Polateli: 5.565